# Dougga
Vous lisez un « article de qualité » labellisé en 2009.
Dougga (arabe : دڨة ) ou Thugga est un site archéologique situé dans la délégation de Téboursouk au Nord-Ouest de la Tunisie.
L'Unesco a classé ce site sur la liste du patrimoine mondial en 1997, considérant qu'il s'agit de la « petite ville romaine la mieux conservée de l'Afrique du Nord ». La cité, qui se trouve en pleine campagne, est bien protégée de l'urbanisme moderne, contrairement, par exemple, à Carthage pillée et reconstruite à de nombreuses reprises.
Le site de Dougga est remarquable par sa taille — 75 hectares — la bonne conservation de ses monuments et la richesse historique de son passé libyque, punique, numide, romano-africain et byzantin. Parmi les monuments qui font la renommée de Dougga se trouvent le mausolée libyco-punique, le Capitole, le théâtre ainsi que les temples de Saturne et de Junon Caelestis.

## Étymologie
Le nom de Dougga aurait ainsi à l'origine la même racine berbère que d'autres noms de villes du Maghreb, tels que Béja et Béjaïa ou Ksar Baghaï (Bagaï) dans les Aurès. Béjaïa est un toponyme arabe dérivé du toponyme berbère (variante kabyle) Bgayet, notamment par translittération du son ǧ en dj (ج). Ce nom berbère — qui aurait été à l'origine Tabgayet, mais dont le t initial marquant le genre féminin serait tombé en désuétude — serait issu des mots tabegga, tabeɣayt, signifiant « ronces et mûres sauvages ».

## Localisation et géologie

Localisation de Dougga au sein de l'Afrique romaine.

Le site archéologique se trouve à quelques kilomètres de la ville actuelle de Téboursouk, sur un plateau offrant une vue dégagée sur les plaines environnantes baignées par l'oued Khalled. La pente sur laquelle est bâtie la cité monte vers le nord et s'arrête à l'est par la falaise dite Kef Dougga. À l'est, les crêtes de la fossa regia témoignent de son statut de ville de contact entre mondes punique et berbère.
Le site offrait donc une protection naturelle qui peut expliquer l'ancienneté de son occupation.

## Cité africaine progressivement romanisée
L'histoire de Dougga est surtout connue après la conquête romaine même si différents monuments pré-romains, comme une nécropole, le mausolée libyco-punique et des temples retrouvés grâce aux fouilles, attestent de l'importance de la ville avant l'arrivée des Romains.

### Vieille cité africaine
Le nom numide de la cité est TBGG, du libyque TBG signifiant « protéger » selon Gabriel Camps. La toponymie viendrait ainsi de façon évidente de la topographie du site, un plateau aisé à défendre. La fondation de la ville semble remonter au VIe siècle av. J.-C.. Certains historiens considèrent qu'il est possible d'identifier Dougga à une certaine Tokaï prise par un lieutenant d'Agathocle de Syracuse à la fin du IVe siècle av. J.-C. : Diodore de Sicile la présente comme « une ville d'une belle grandeur ».

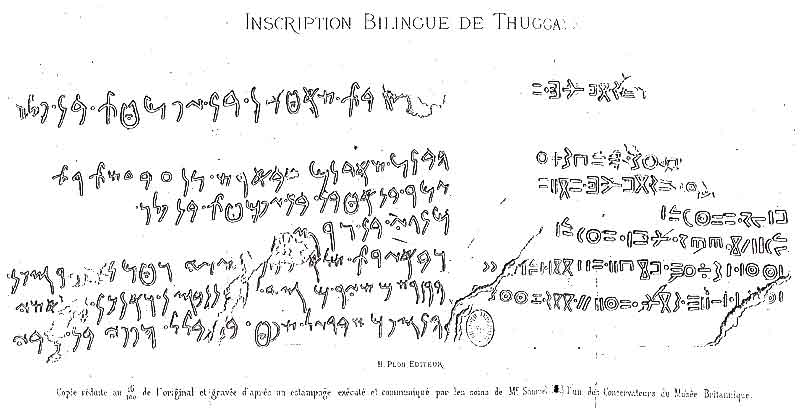
Inscription libyque et punique du mausolée de Dougga désormais exposée au British Museum.

Quoi qu'il en soit, l'occupation humaine de ce site a été précoce et importante et a pris une forme urbaine comme en témoignent la présence d'une nécropole à dolmens, le plus ancien témoignage archéologique de Dougga, d'un sanctuaire à Ba'al Hammon, de stèles votives néo-puniques, du mausolée, de fragments architecturaux et d'un temple dédié à Massinissa divinisé dont des vestiges ont été retrouvés lors des fouilles.
Si les connaissances de la ville avant la conquête romaine restent très fragmentaires, l'archéologie a fortement renouvelé récemment la représentation qui a été faite de cette époque. Ainsi, l'identification du temple à Massinissa sous le forum a infirmé la théorie de Louis Poinssot qui situe la ville numide sur le plateau et l'imagine séparée de la nouvelle ville romaine. Le temple, élevé en 10 de Micipsa ce qui correspond à l'année 139 av. J.-C., mesure plus de 14 mètres de longueur sur 6,3 mètres de largeur. Il montre que le quartier du forum a été urbanisé avant l'arrivée des colons romains.

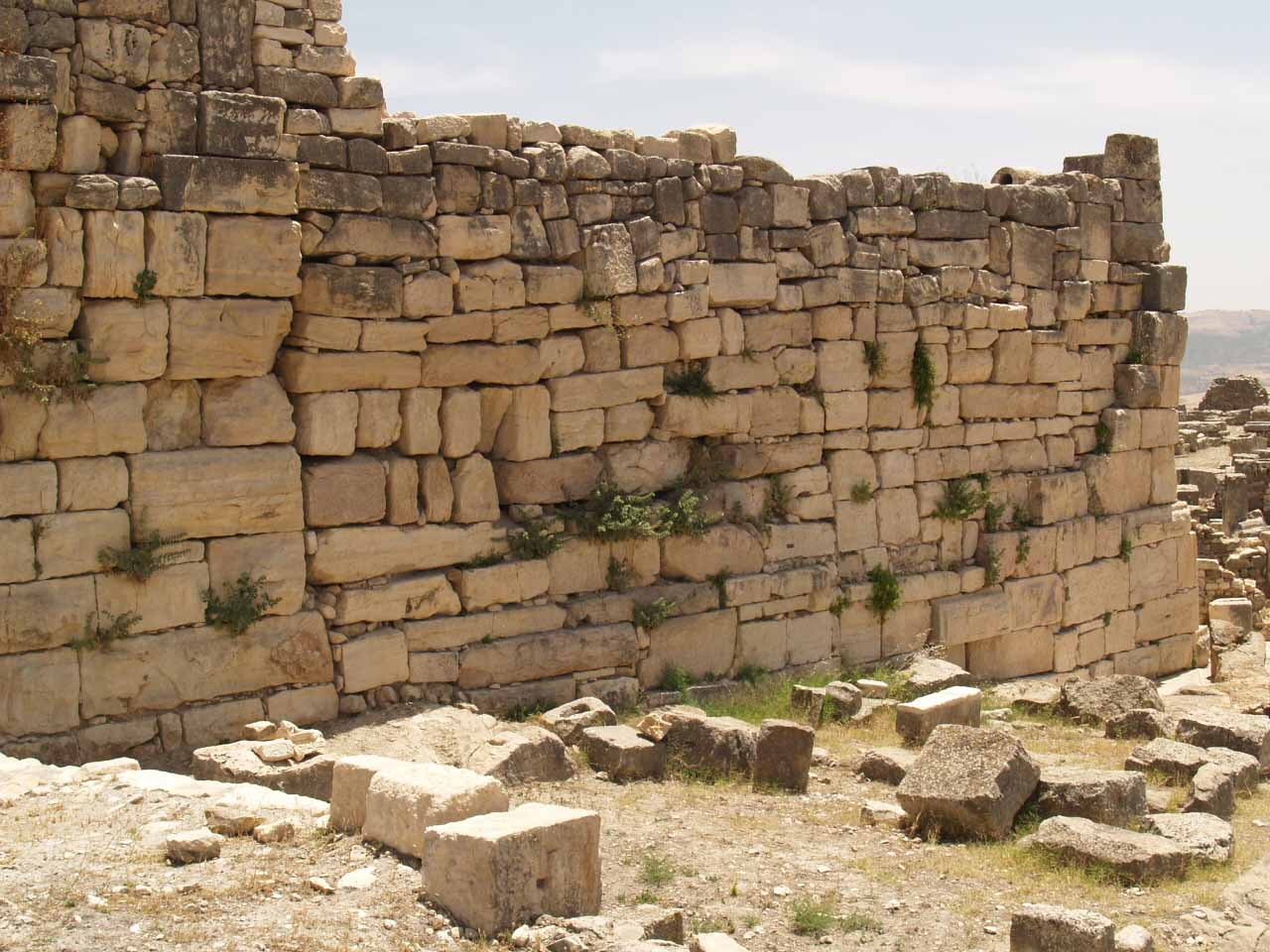
Vestiges de la fortification de l'Antiquité tardive autrefois interprétée comme muraille numide.

Un habitat du IIe siècle av. J.-C. a aussi été retrouvé à proximité. De même, le célèbre mausolée de Dougga n'est pas situé en pleine campagne mais dans une nécropole urbaine. En revanche, les fouilles récentes ont complètement bouleversé la chronologie de ce que l'on appelle couramment les « murailles numides ». Les murailles qui entourent Dougga ne sont en effet pas numides mais constituent une portion de la fortification de Dougga datant de l'Antiquité tardive. Des fouilles précises ont ainsi montré que ce qui est interprété comme deux tours numides dans la muraille sont en fait deux monuments funéraires d'époque numide réutilisés bien plus tard comme fondation et portion de l'enceinte à basse époque.
La découverte d'inscriptions libyques et puniques sur le site a entraîné un débat sur l'administration de la ville à l'époque du royaume numide, le cœur du débat — l'interprétation des sources épigraphiques — se situant dans la problématique de la prise en compte de l'influence punique ou d'un rapprochement avec les Berbères,. Au-delà du débat sont apparues, dès l'époque numide, des institutions locales originales distinctes d'une quelconque influence punique. Cependant, Gabriel Camps signale la présence à l'époque romaine de suffètes dans plusieurs cités dont Dougga, ce qui ne peut manquer de dénoter une influence bien postérieure à la chute de Carthage, et donc une survivance d'éléments de sa civilisation.

### Intégration progressive
En tant que vieille cité numide marquée par l'influence de Carthage, les Romains lui attribuent lors de leur conquête le statut de cité indigène (civitas).
La fondation de la colonie de Carthage sous le règne d'Auguste complique le statut institutionnel de Dougga. Celle-ci est en effet intégrée au territoire (pertica) de la colonie romaine de Carthage : un pagus (canton) de colons romains s'ajoute à la cité indigène. Pendant deux siècles, deux cadres civiques et institutionnels se partagent donc le même site urbain : la cité composée de pérégrins et le pagus composé de citoyens romains. Tous deux possèdent des institutions civiques : magistrats et conseil des décurions (ordo) pour la cité, conseil local à partir de la fin du Ier siècle et administrateurs locaux pour le pagus qui dépend en droit de la lointaine mais puissante colonie de Carthage.
Avec les progrès de la romanisation, les deux communautés se rapprochent : les notables de la cité pérégrine se romanisent et reçoivent la citoyenneté romaine et, de plus en plus souvent, les deux communautés représentées par leurs deux conseils prennent des décisions en commun. Ce rapprochement est facilité par le partage d'une même culture matérielle — les deux communautés ne sont pas distinguables d'un point de vue archéologique — puis par des aménagements institutionnels. Sous le règne de Marc Aurèle, la cité reçoit le droit latin : désormais l'intégration de ses magistrats à la citoyenneté romaine est automatique et le droit de ses habitants se rapproche de celui des citoyens romains. À la même époque, le pagus des citoyens gagne une certaine autonomie par rapport à Carthage et peut recevoir des legs et posséder une caisse publique.
Ce n'est cependant que sous le règne de Septime Sévère, en 205, que les deux entités fusionnent au sein d'un municipe dit libre alors que la pertica de Carthage est réduite. Soutenue par de grandes familles de riches notables pratiquant un évergétisme parfois fastueux, défendue par des ambassades auprès de l'empereur, la vie municipale à Dougga culmine alors et la cité obtient sous le règne de Gallien le titre de colonie romaine sous le nom de Colonia Licinia Septimia Aurelia Alexandriana Thuggensis. À partir du règne de Dioclétien et jusqu'à celui de Théodose l'Ancien, la cité est prospère comme en témoigne sa parure monumentale. Cependant, à partir du IVe siècle, la cité entre dans une certaine torpeur, le christianisme n'y ayant laissé que des traces modestes.

### «Liberté» de Dougga
À partir de 205, date à laquelle la civitas et le pagus sont fondus en un seul municipe, Dougga porte le nom de Municipium Septimium Aurelium Liberum Thugga. Chaque terme d'une telle nomenclature est significatif.

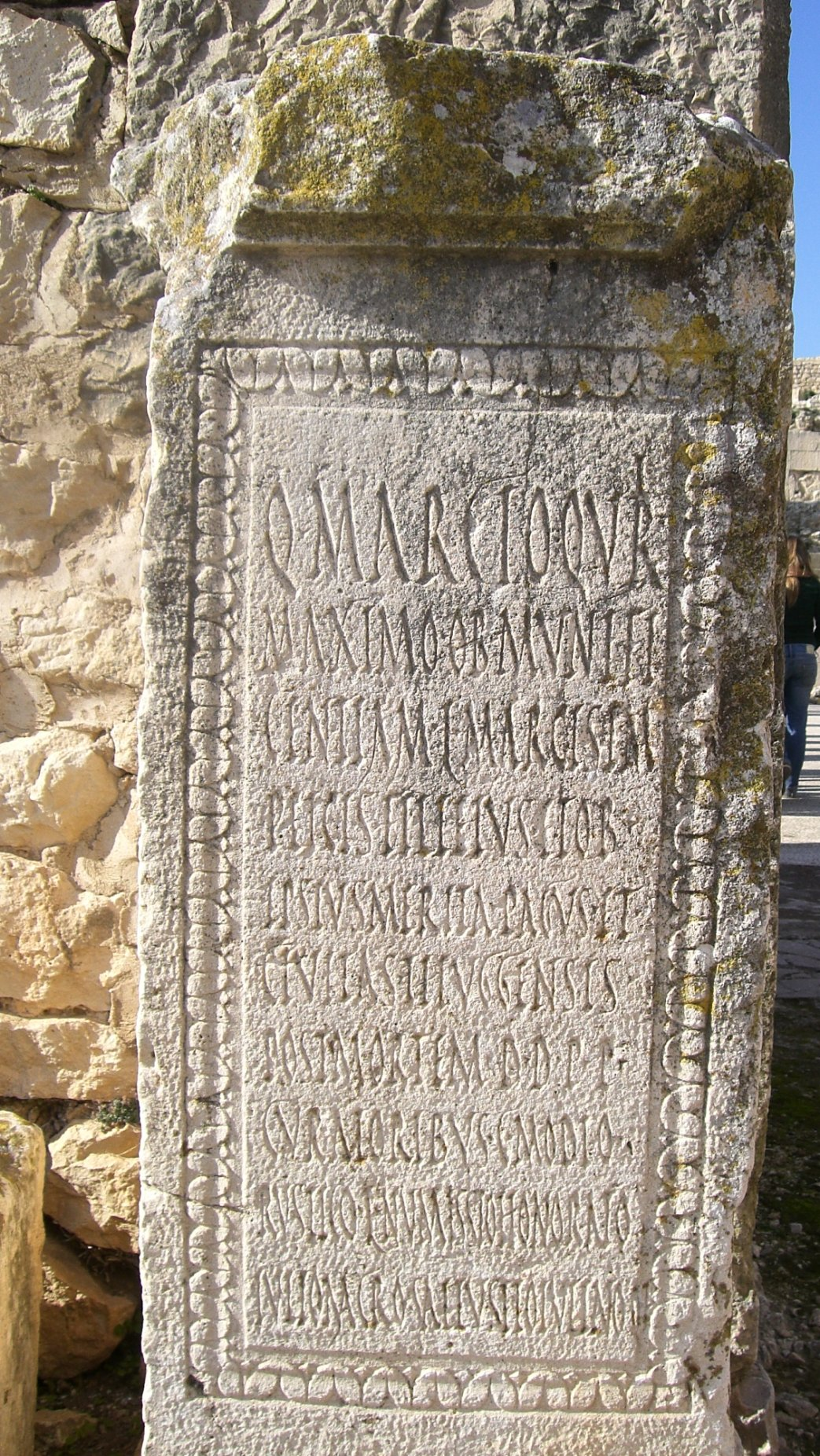
Inscription en l'honneur de Marcius Maximus érigée par le pagus et la civitas.

Septimium et Aurelium renvoient aux noms des « fondateurs » (conditores) du municipe, la concession du statut juridique étant assimilée à la fondation d'une cité nouvelle : Septime Sévère et Caracalla dont la titulature latine est Marcus Aurelius Antoninus. En revanche, le terme de Liberum n'est pas aussi facilement interprétable. Outre le cas de Dougga, ce terme figure dans la titulature d'un certain nombre d'autres municipes créés à la même époque : Thibursicum Bure, Aulodes et Thysdrus.
Plusieurs interprétations ont été avancées,. Pour Alfred Merlin et Louis Poinssot, il faut reconnaître là le nom du dieu Liber Pater, ce dernier ayant un temple à Dougga, l'épithète Liberum succédant dans ce cas aux noms de Frugifer et de Concordia, des divinités présentes dans la titulature de Thibursicum Bure. Mais ce dernier cas est une exception : la titulature des autres municipes concernés ne contient pas de noms de divinités et l'hypothèse a donc été abandonnée. Le terme de Liberum renvoie donc à la notion de libertas (liberté). Cette interprétation est confirmée par une inscription de Dougga où l'empereur Sévère Alexandre est honoré comme conservator libertatis, l'empereur ayant conservé la liberté de Dougga. Mais quel est le contenu exact de cette liberté et que recouvre-t-elle ?
Pour Jules Toutain, il s'agit d'un type de municipe particulier, des municipes libres où le gouverneur romain n'aurait pas eu le droit de contrôler les magistrats municipaux. Rien ne laisse penser toutefois que le municipe de Dougga a pu jouir de privilèges juridiques exceptionnels comme ceux que l'on trouve pour certaines cités libres telles que Aphrodisias en Asie Mineure. Paul Veyne a donc proposé de ne voir dans la libertas de Dougga qu'une liberté idéale sans contenu juridique : l'accession au statut de municipe est vue comme la fin d'une sujétion, la cité pouvant se parer des ornamenta libertatis et la célébration de sa liberté va de pair avec l'exaltation de sa dignité : l'empereur Probus est conservator libertatis et dignitatis.
Pour reprendre les mots de Jacques Gascou, selon l'interprétation de Paul Veyne, « Liberum, dans le nom de Thugga, est un terme flatteur [...] dont une cité qui a longtemps attendu le statut municipal se plaît à se parer ». Plus récemment toutefois, l'attention a été attirée sur les aspects concrets que peut recouvrir cette liberté. Ainsi, Claude Lepelley a fait remarquer d'une part que le terme de municipe libre doit faire référence aux rapports entre la cité et Rome et d'autre part que le terme de liberté peut recouvrir des privilèges divers et partiels. On sait que le territoire de Carthage, auquel appartient le pagus des citoyens romains jusqu'en 205, a de semblables privilèges : les habitants du pagus de Dougga envoient sous le règne de Trajan une ambassade pour défendre l'immunitas perticae Carthaginiensium, c'est-à-dire l'immunité (fiscale) du territoire de Carthage. En revanche, la civitas de Dougga ne possède pas un tel privilège : toute fusion avec le pagus risque d'entraîner la perte d'une situation enviable pour les citoyens du pagus. La liberté des municipes sévériens désignerait donc l'immunité fiscale étendue à tout le municipe à l'occasion de la fusion, immunité permise par la générosité de Septime Sévère et la très grande richesse de la région. Sous le règne de Gallien, l'un des grands personnages de Dougga nommé Aulus Vitellius Felix Honoratus effectua une ambassade auprès de l'empereur « pour assurer la liberté publique ». Pour Claude Lepelley, cela laisse penser que le privilège a été remis en question même si Dougga a finalement eu gain de cause, au moins partiellement, comme en témoigne l'inscription honorant « Probus, défenseur de sa liberté ».

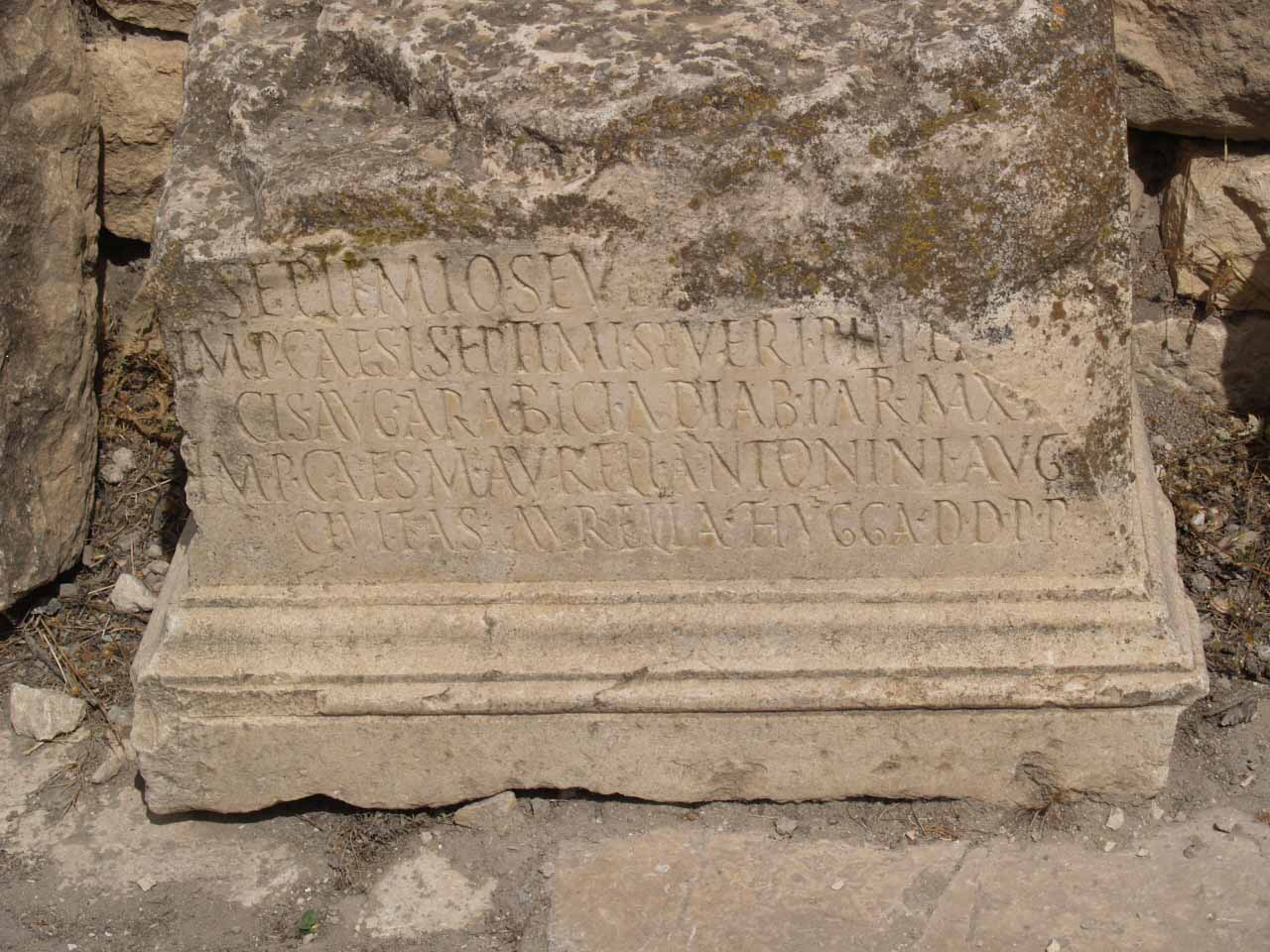
Inscription élevée par la civitas peu de temps avant la fusion dans le municipe. Les sources épigraphiques semblables à cette inscription sont quasiment la seule source sur les institutions de la cité.

Pour Michel Christol, cette interprétation réduit cependant le sens du mot libertas à des situations trop concrètes. Selon lui, il ne faut pas oublier que la décision de l'empereur en 205 doit répondre à une demande venant de la civitas et tenir compte des relations qui ont pu exister entre celle-ci et le pagus. L'autonomie acquise par la civitas, sous le règne de Marc Aurèle, et la concession du droit latin ont en effet rendu la perspective de la fusion des deux communautés possible mais sans doute inquiétante pour le pagus qui aurait exprimé un « souci de défense et même de refus, devant les prétentions des voisins les plus proches ». Cela expliquerait que ce dernier a honoré Commode comme conservator pagi (conservateur protecteur) du pagus.
Dès lors, l'apparition du terme Liberum serait à comprendre dans ce contexte et le terme de liberté retrouverait un aspect abstrait : la liberté est ce qui se dégage de l'appartenance à une cité et le mot de Liberum permet d'exprimer la fin de la dépendance pour la civitas, « l'élévation à la liberté des Romains d'une communauté pérégrine » qui peut effacer aussi les craintes des habitants du pagus et ouvrir, à terme, la voie vers la promotion ultime, c'est-à-dire le titre de colonie. Cette promotion a eu lieu sous le règne de Gallien, en 261, à la suite, selon Michel Christol, de l'ambassade d'Aulus Vitellius Felix Honoratus. Dès lors, la défense de la libertas publica par ce dernier ne serait pas à comprendre comme la défense d'un privilège menacé mais comme la demande de la « liberté suprême » (summa libertas) qu'est la promotion coloniale. Michel Christol attire aussi l'attention sur le caractère abstrait de termes tels que libertas ou dignitas : les situations vécues par les cités étaient en revanche plus concrètes et chaque fois singulières.

## Plan général de la cité
La cité telle qu'elle se présente aujourd'hui consiste essentiellement en des vestiges d'époque romaine datant principalement des IIe et IIIe siècles. Les constructions romaines ont dû prendre en compte à la fois le relief du terrain particulièrement accidenté et les constructions préexistantes, ne respectant pas de ce fait le plan orthonormé traditionnel, particulièrement en œuvre dans les créations telles que la cité de Timgad.
Les fouilles récentes confirment la continuité de l'emprise urbaine de la cité. Le cœur de la cité resta le point culminant de la colline au cours de son histoire, le forum romain succédant à l'agora numide. Au fur et à mesure de son développement, les constructions occupèrent le flanc de la colline, la ville devant apparaître selon Hédi Slim comme « une masse compacte ».

## Cité des vivants
Les premières habitations privées qui sont dégagées le sont le plus souvent au début des fouilles, du fait des sondages effectués afin de découvrir les constructions publiques. Par la suite, un certain nombre de fouilles a permis de mettre en évidence quelques bâtisses privées particulièrement caractéristiques.

### Habitat d'époque numide
Des traces d'habitat d'époque numide ont été décelées dans les soubassements de l'auditorium du temple de Liber Pater mais sont très ténues. Les premiers archéologues, dont Louis Poinssot, pensent à une localisation différente des villes romaine et pré-romaine, ce qui a été infirmé par cette découverte, la ville ayant eu vraisemblablement une emprise sur la même zone.

### Exemple de maison patricienne: la villa du trifolium

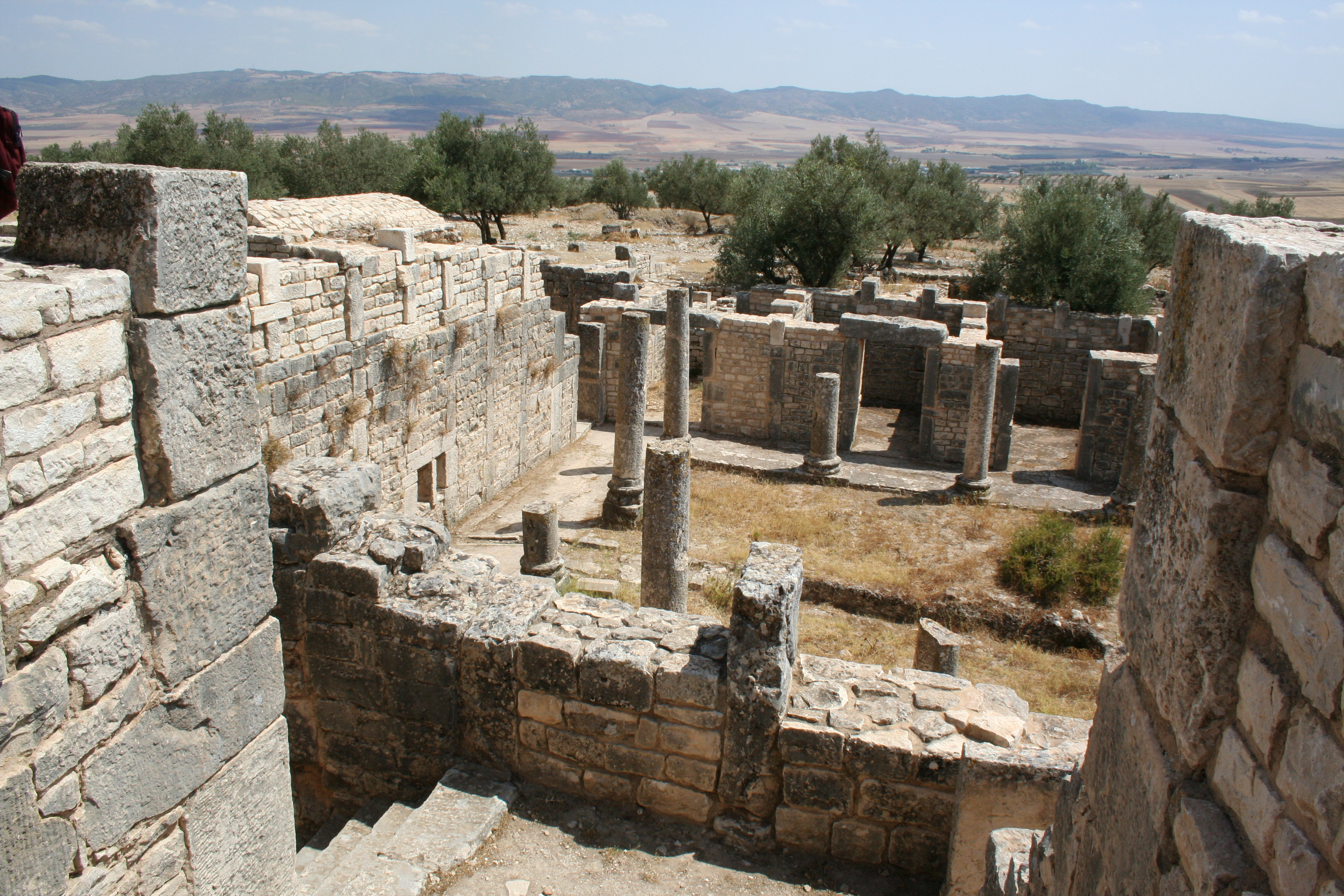
Cour de la villa du trifolium.

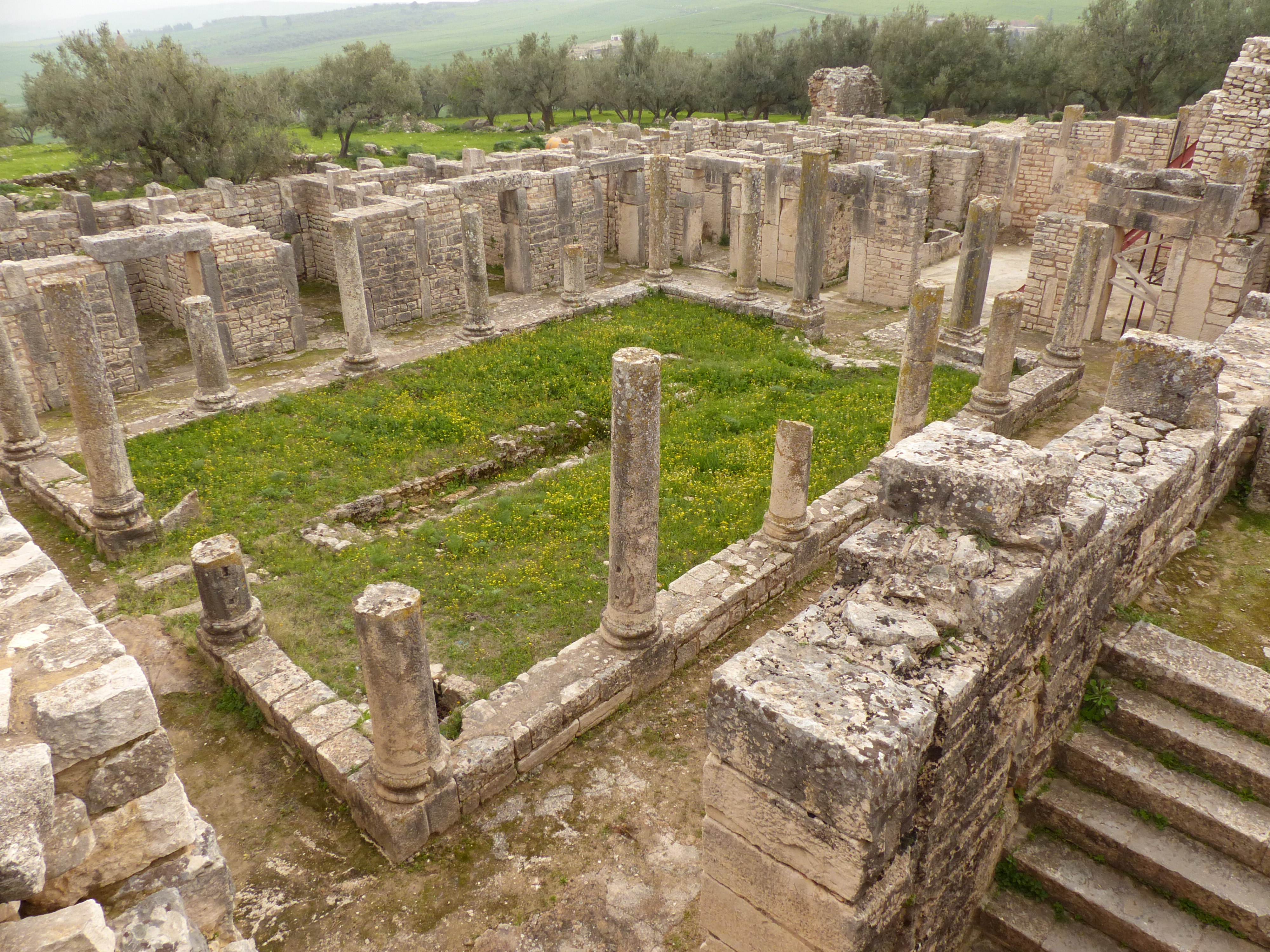
Cour de la villa en 2014.

L'habitat de la ville des IIe et IIIe siècles se situe en contrebas de la ville haute qui abrite le forum ainsi que les principaux monuments publics de la ville, autour de rues au tracé irrégulier.
La villa dite du trifolium, du nom d'une pièce en forme de trèfle qui sert sans doute de triclinium, est la plus grande maison privée fouillée à l'heure actuelle sur le site de Dougga. Elle possède deux étages mais il ne reste presque rien du second niveau. Située au sud du site, à mi-hauteur de la pente naturelle, elle est particulièrement intéressante car elle épouse le relief du terrain : le vestibule descend vers une cour autour de laquelle s'ordonnent les différentes pièces.

### Marché

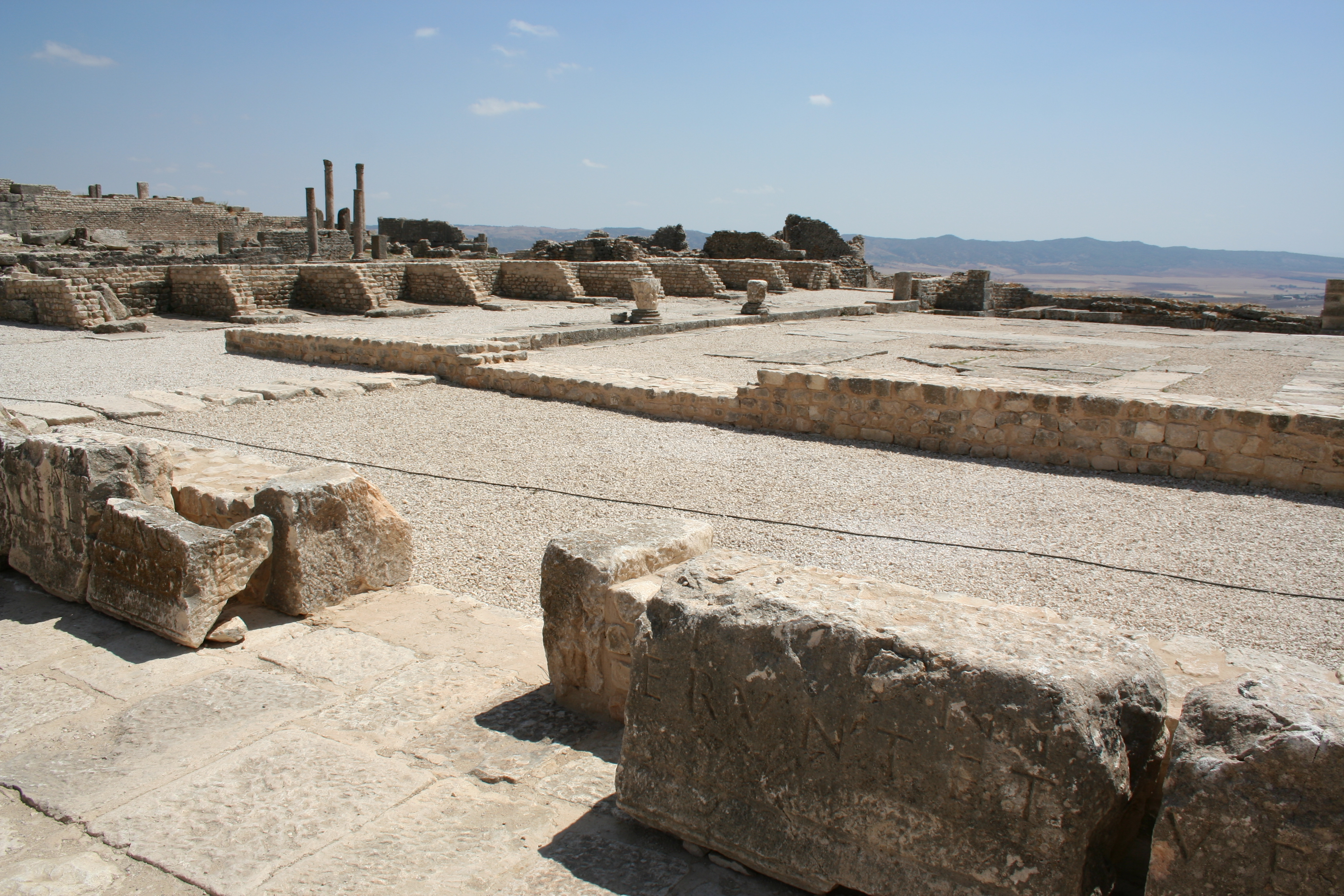
Vue sur les vestiges du marché.

Le marché (macellum) daté du milieu du Ier siècle est constitué d'une place de 35,50 mètres sur 28 mètres, entourée de portiques et de boutiques sur deux de ses côtés. Le côté nord est bordé par un portique et une exèdre qui occupe sa partie sud doit abriter une statue de Mercure.
Afin de pallier les différences de relief, les bâtisseurs ont procédé à d'importants travaux de terrassement. La datation des vestiges en fait l'un des apports romains les plus anciens et son orientation par rapport au forum laisse supposer l'absence de plan de construction préalable. Il ne faut toutefois pas se laisser méprendre par la proximité actuelle des vestiges car il n'y a aucune connexion avec le forum.
Lors des travaux d'aménagement du fortin byzantin, le marché a été presque complètement démoli. Il a été fouillé et dégagé en 1918-1919.

## Cité des morts

### Dolmens

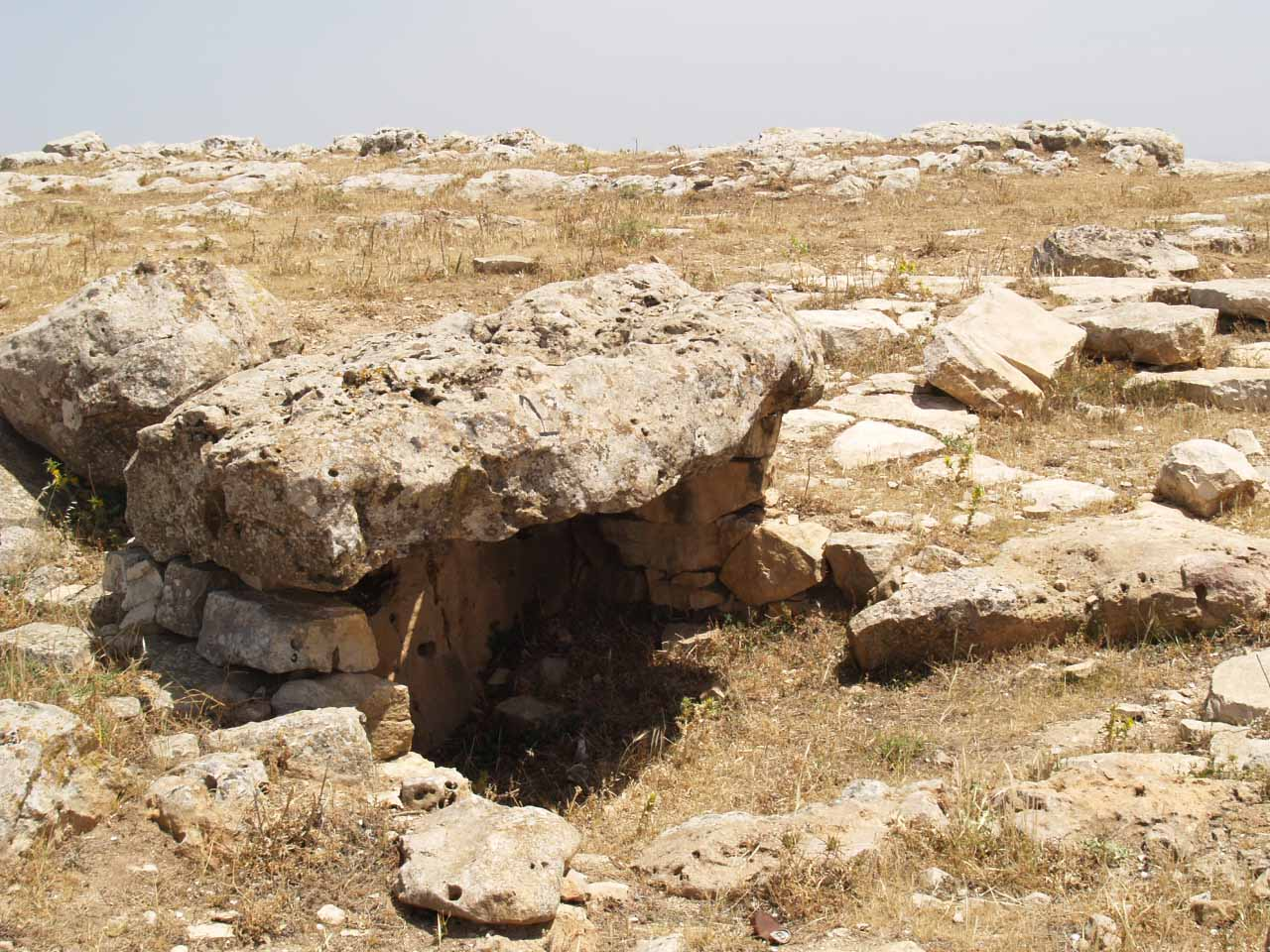
Un dolmen de la nécropole nord.

La présence de dolmens en Afrique du Nord a alimenté des débats historiographiques qui ne sont pas dénués d'arrière-pensées idéologiques. Les dolmens présents sur le site de Dougga ont fait l'objet de fouilles, des squelettes ainsi que des céramiques modelées ainsi ont pu être découverts.

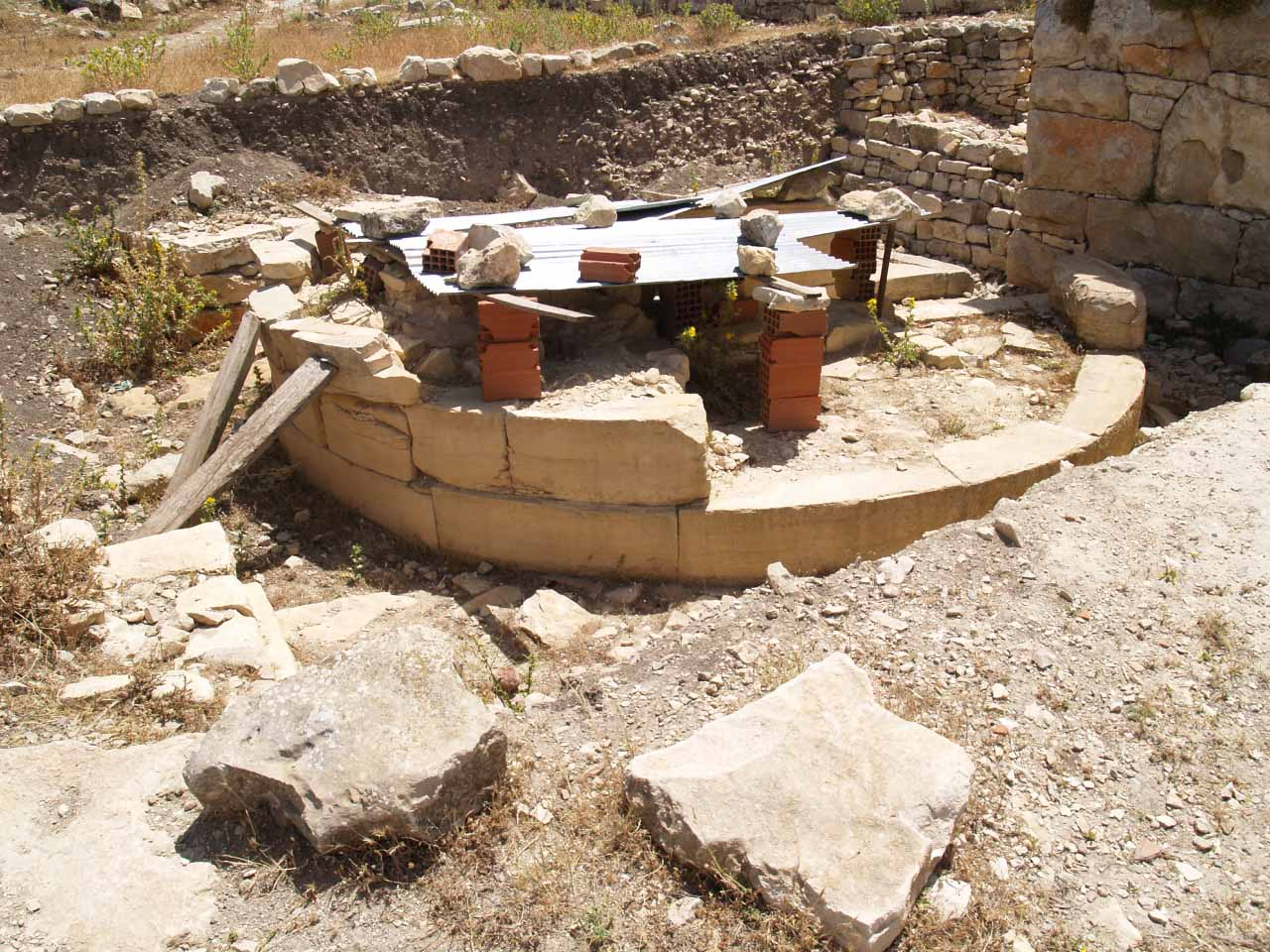
Exemple de tombe à bazina.

Même si leur datation pose un problème, du fait d'une utilisation qui a pu perdurer jusqu'au début de l'ère chrétienne, il est probable que celle-ci ne soit pas postérieure aux deux premiers millénaires av. J.-C.. Gabriel Camps a envisagé une origine sicilienne pour ce type de sépulture ainsi que pour les sépultures dites haouanet.

### Tombes à bazina d'époque numide
Un type de tombe propre au monde numide a été découvert sur le site : il s'agit des tombes dites à bazina ou monuments circulaires.

### Mausolée libyco-punique

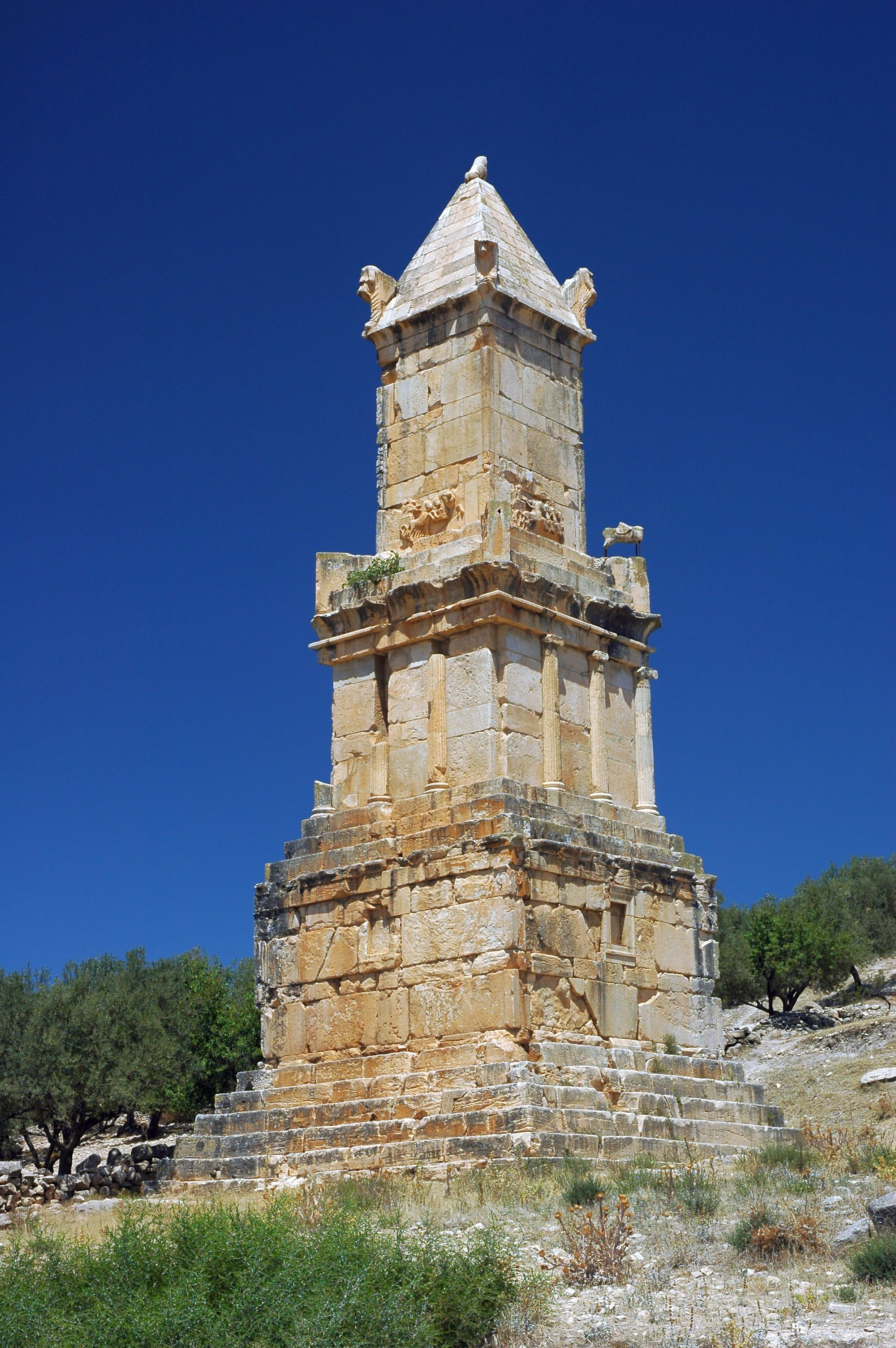
Mausolée libyco-punique dans son état actuel.

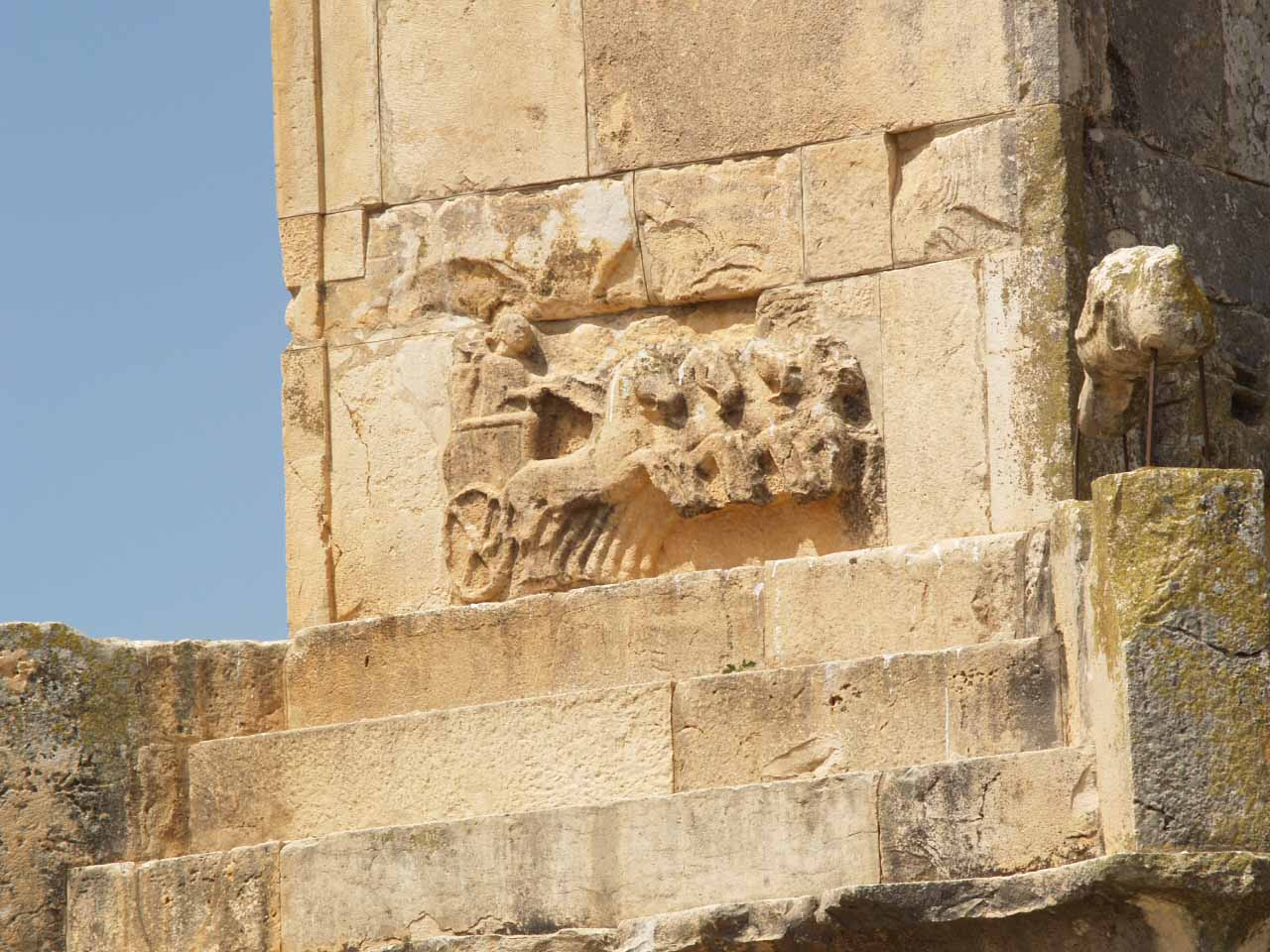
Détail de la sculpture du dernier étage.

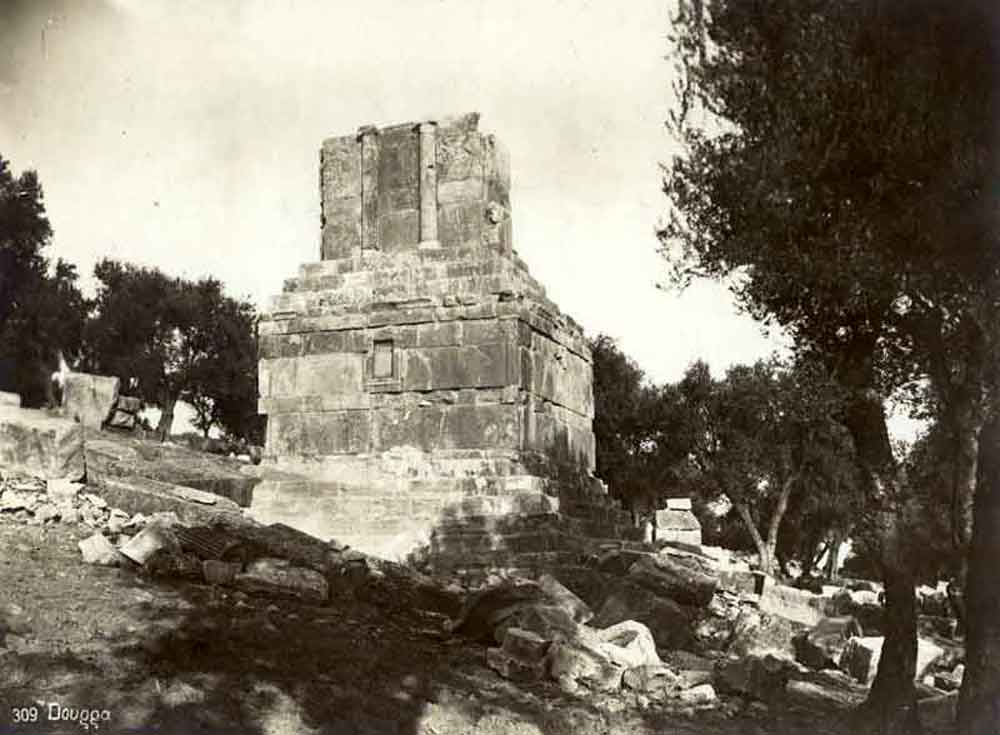
Mausolée libyco-punique avant sa restauration.

Il s'agit de l'un des très rares exemples d'architecture royale numide, un autre exemple se situant à Sabratha dans l'actuelle Libye. Certains auteurs y ont vu une parenté avec l'architecture funéraire d'Asie Mineure et les nécropoles alexandrines des IIIe et IIe siècles av. J.-C..
Ce tombeau de 21 mètres de haut bâti au IIe siècle av. J.-C. a été considéré comme dédié à Atban, fils de Iepmatath et de Palu, d'après le texte de l'inscription qui a été conservée. Cette inscription dont la localisation précise au sein du monument, sur un côté d'une fausse fenêtre du podium, n'a été tranchée que récemment n'est pas la seule car une autre inscription bilingue ornant l'autre côté de la fausse fenêtre a pour sa part été perdue. Selon ces dernières études, les noms cités ne seraient que ceux ayant construit la bâtisse, ceux de l'architecte et de représentants de divers corps de métiers. Le monument aurait été bâti par les habitants de la cité pour un prince numide, certains y ayant vu le tombeau ou un cénotaphe à destination de Massinissa,.
On accède au tombeau par un piédestal de cinq marches. Sur la face nord du podium, premier des trois étages, une fenêtre fermée par une dalle ouvre la chambre funéraire. Les autres faces sont décorées de fausses fenêtres, les quatre pilastres d'angle étant d'ordre éolique.
Le second niveau est constitué d'une colonnade ayant la forme d'un temple (naïskos), les colonnes engagées flanquant chaque côté étant d'ordre ionique. Le troisième et dernier niveau est le plus richement décoré : outre des pilastres d'angle similaires à ceux du premier niveau, il se termine par un pyramidion. Des éléments de statuaire perdurent également. En 1842, afin de détacher l'inscription royale qui l'orne, le consul britannique à Tunis, sir Thomas Reade, endommage très gravement le monument qui ne doit son état actuel qu'à un archéologue français, Louis Poinssot, qui en entreprit une véritable reconstruction à partir des éléments qui jonchent le sol. L'inscription bilingue libyque et punique qui se trouve quant à elle au British Museum a permis de déchiffrer les caractères libyques.

### Sépultures d'époque romaine
Les sépultures d'époque romaine qui ont fait l'objet de dégagements sont aujourd'hui en partie gagnées par l'espace occupé par les oliviers.

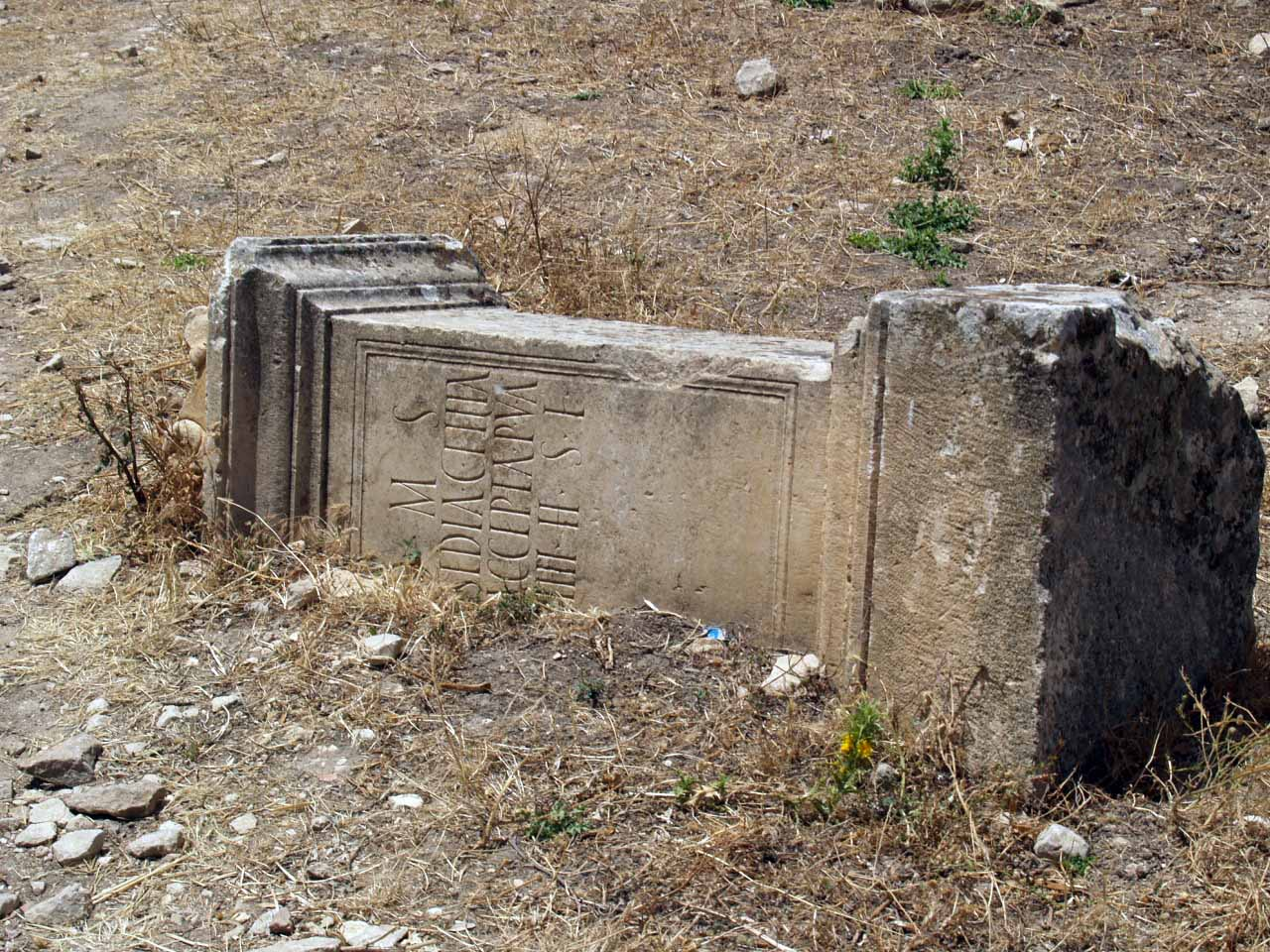
Stèle funéraire romaine couchée sur le site.

Les diverses zones de nécropoles délimitent la zone d'habitation même si cette délimitation n'est pas si simple. On trouve cinq espaces identifiés comme nécropoles : la première au nord-est, autour du temple de Saturne et de l'église de Victoria, la seconde au nord-ouest, zone qui inclut également les dolmens présents sur le site, la troisième à l'ouest, entre les citernes d'Aïn Mizeb et d'Aïn El Hammam et au nord du temple de Junon Caelestis, la quatrième et la cinquième au sud et au sud-est, l'une autour du mausolée libyco-punique, l'autre autour de l'arc de triomphe de Septime Sévère.

### Hypogée

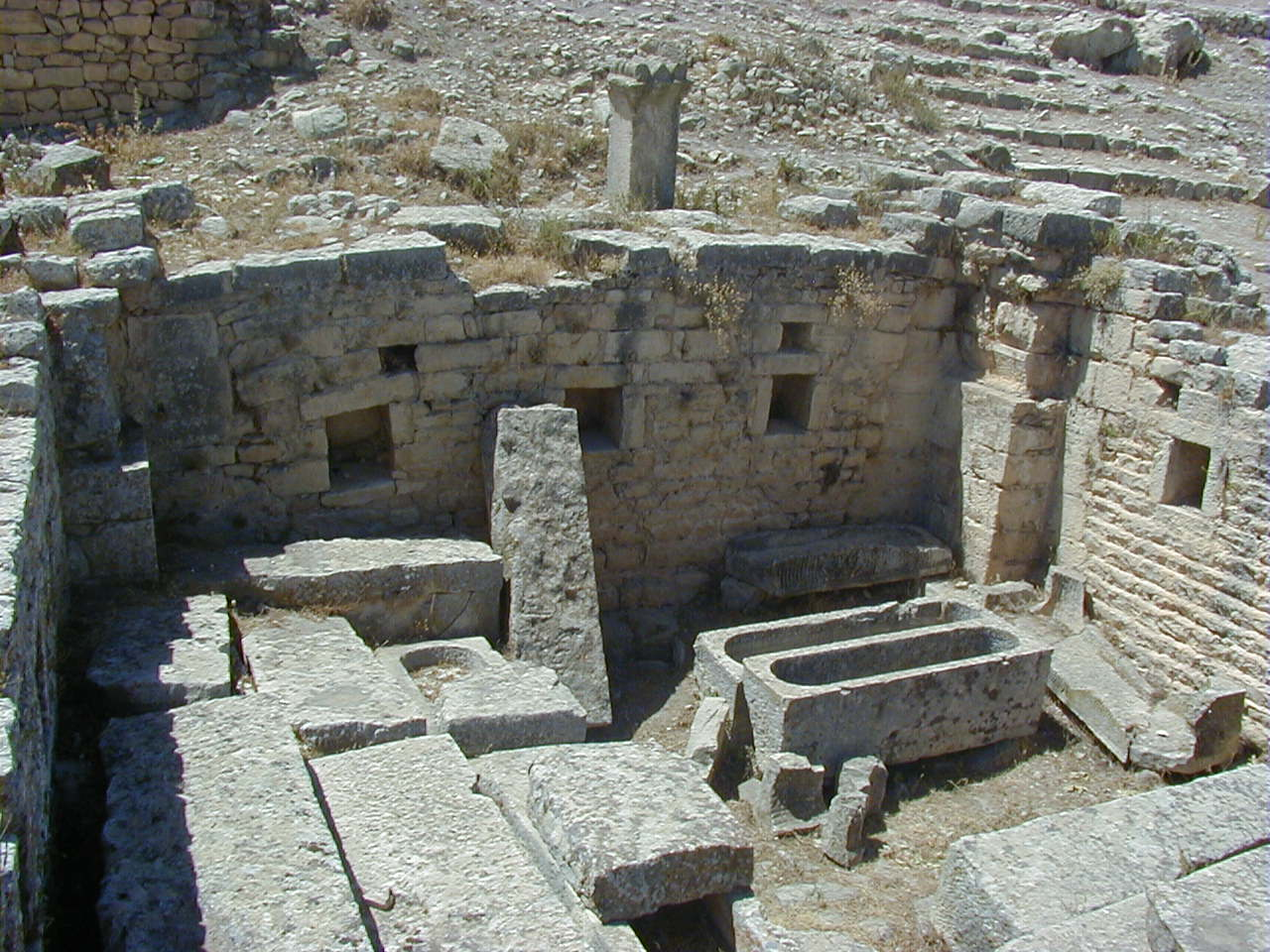
Hypogée de Dougga.

L'hypogée est un édifice à demi-enterré, datant du IIIe siècle, bâti au milieu d'une nécropole plus ancienne et qui a été fouillé en 1913. Destiné à accueillir des urnes funéraires dans de petites niches aménagées dans les parois, il contient lors de sa découverte des sarcophages suggérant une longue utilisation.

## Édifices politiques

### Arcs

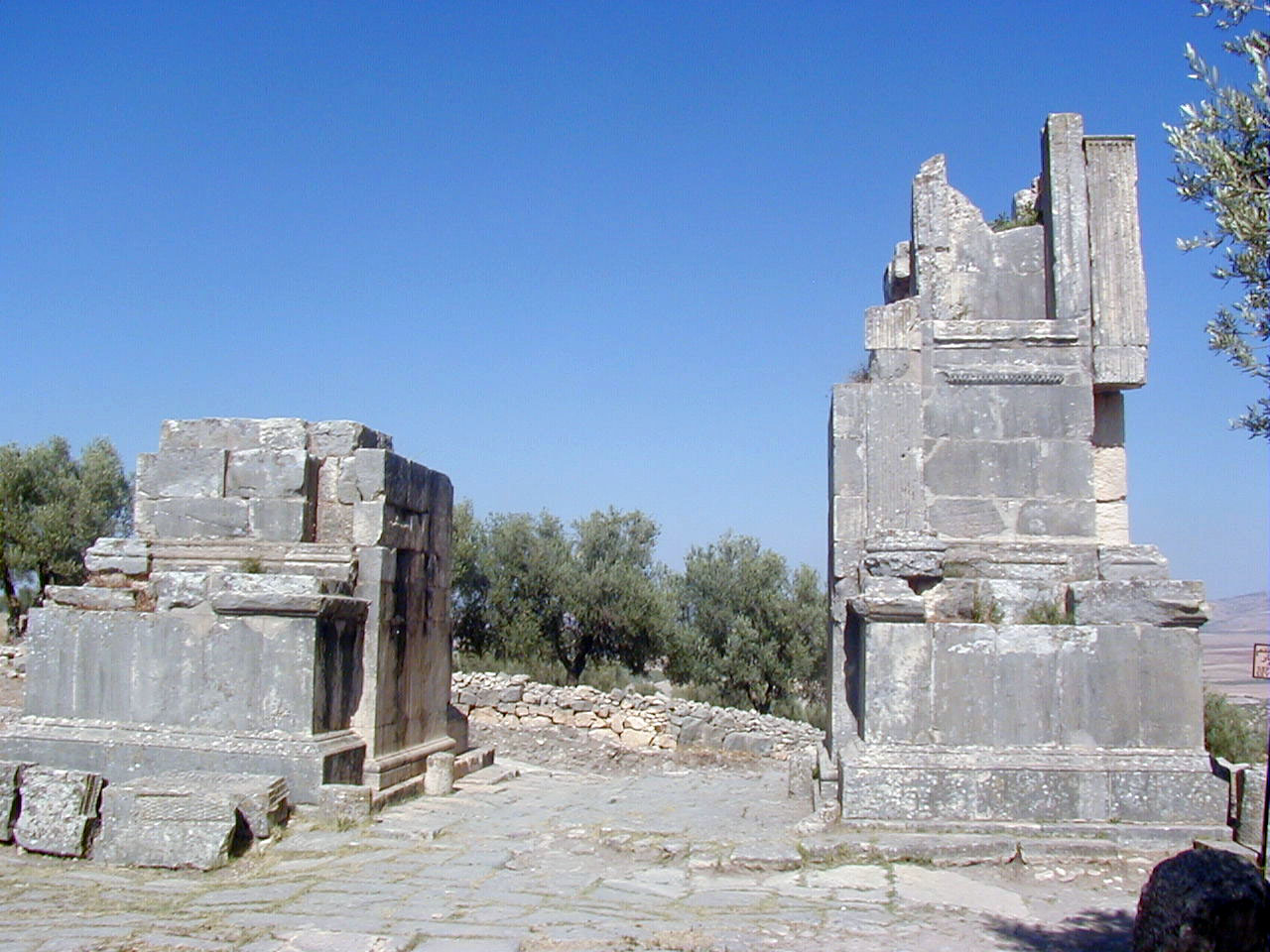
Arc de Septime Sévère.

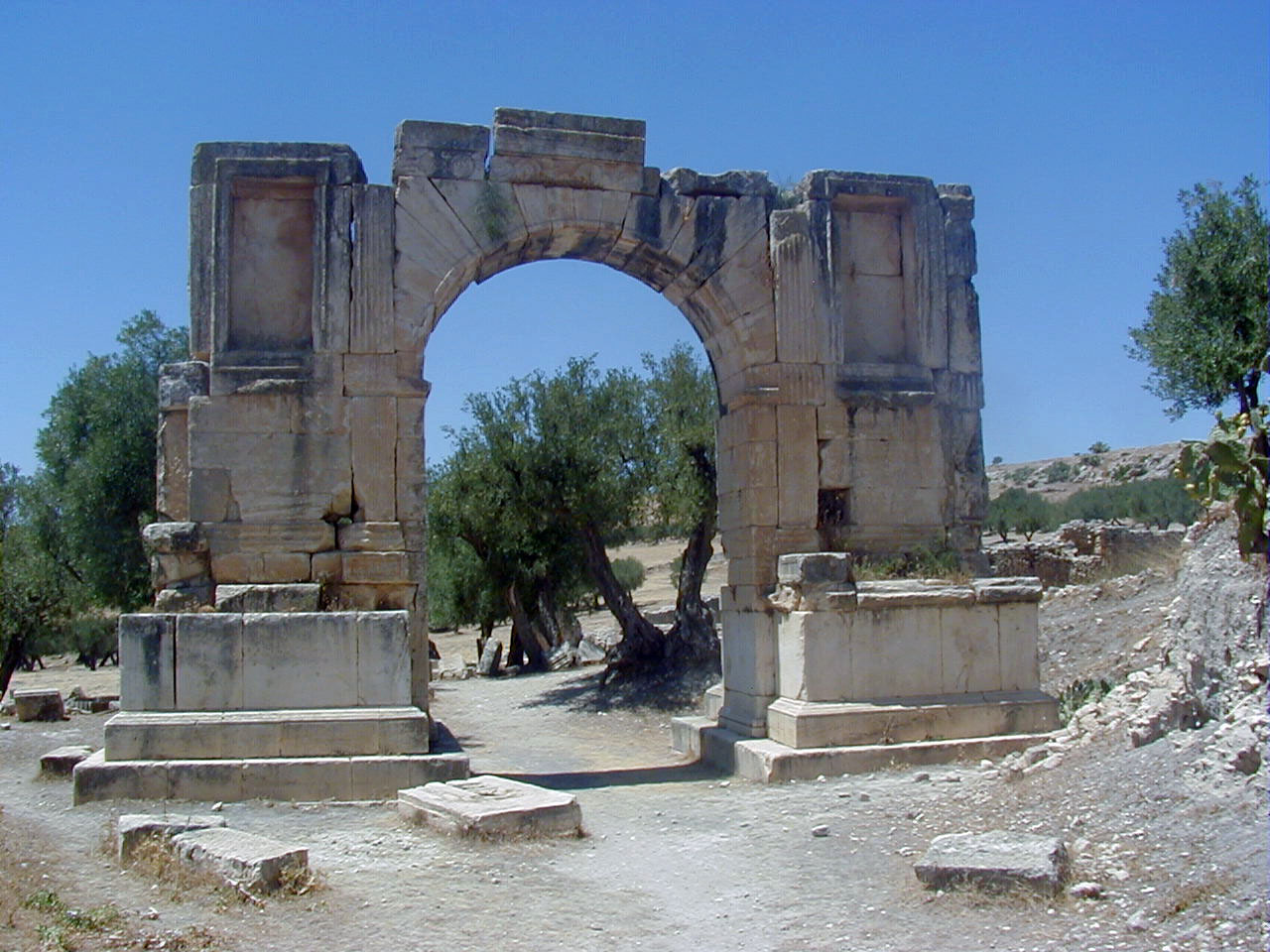
Arc de Sévère Alexandre.

Le site de Dougga possède encore deux arcs dans un état de conservation inégal.
L'arc de Septime Sévère, très endommagé, se situe à proximité du mausolée libyco-punique et se trouve relié à la voie menant de Carthage à Théveste. Son érection est datée de l'année 205.
Quant à l'arc de Sévère Alexandre, daté des années 222-235, il est relativement bien conservé — en dépit de la perte de ses parties supérieures — et se situe à égale distance du Capitole et du temple de Junon Caelestis. Son arcade mesure quatre mètres.
Un dernier arc datant de la Tétrarchie a quant à lui complètement disparu.

### Forum

Plan de la zone du forum
À l'est, du nord au sud, le temple de Mercure et celui de la Piété Auguste, la place de la Rose des vents et le marché ; à l'ouest, la place occidentale avec le Capitole et à la gauche immédiate de ce dernier les soubassements du temple de Massinissa divinisé ; en grisé, l'emprise de la forteresse byzantine.

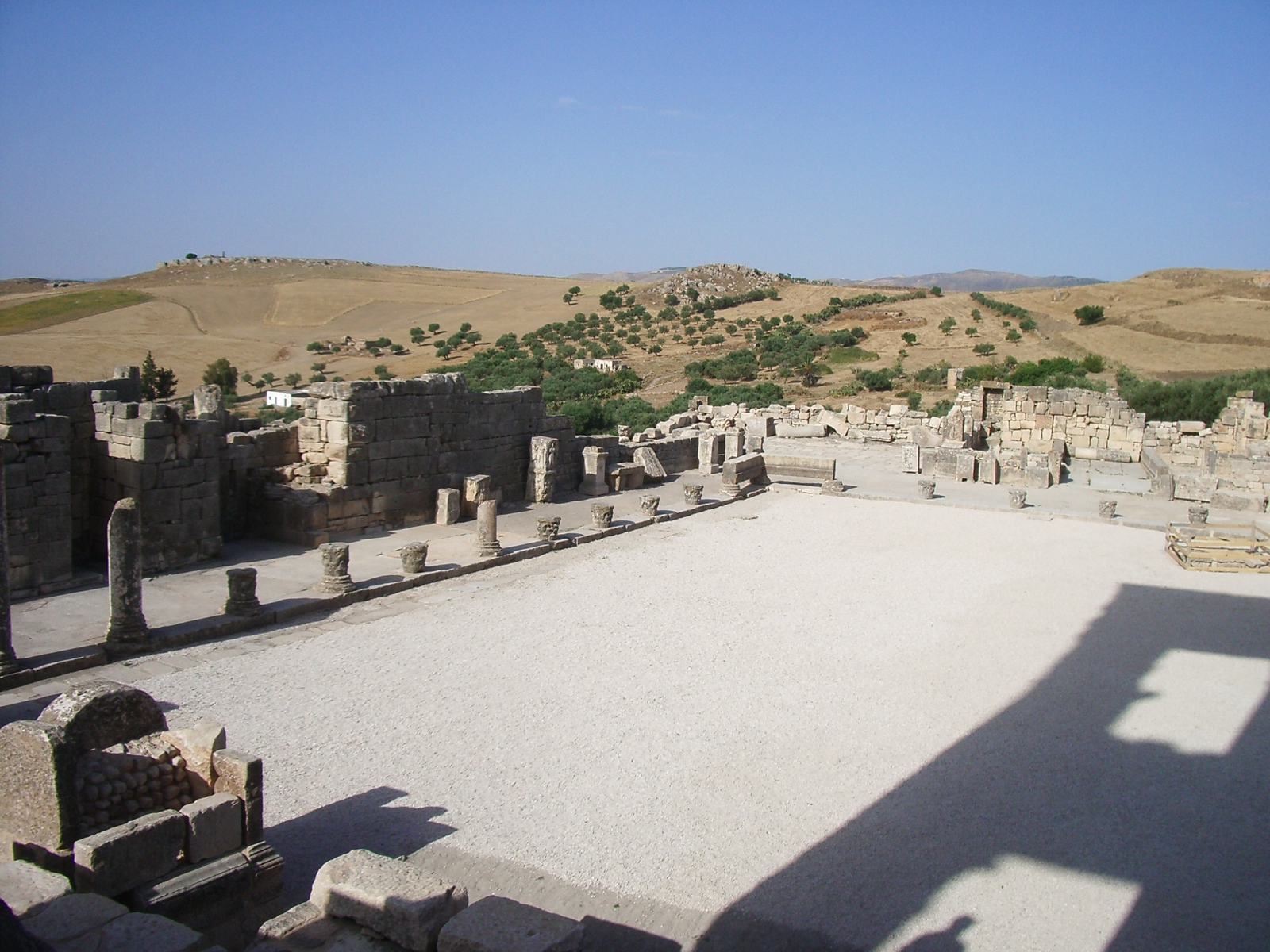
Vue sur la partie occidentale du forum depuis le Capitole.

Le forum de la cité avec ses 924 m2 est à la fois petit et inégalement préservé, la forteresse byzantine ayant endommagé une grande partie des bâtiments le constituant. Le Capitole intégré sur l'aire entourée de portiques écrase en quelque sorte les autres éléments de par sa présence imposante, et au premier chef tout autre élément pouvant être utilisé par les institutions locales. La présence de la place de la Rose des vents — du nom de l'élément de décoration y figurant — ne parvient pas à donner de l'espace à cette place publique et ne sert en quelque sorte que comme esplanade au temple de Mercure la bordant au nord. Sur l'un des côtés de la place doit se situer la curie de la cité ainsi qu'une tribune aux harangues.
Très longtemps, les archéologues ont pensé à une création ex nihilo mais cette thèse est clairement contredite par la présence d'un sanctuaire dédié à Massinissa divinisé dont les substructions ont été dégagées récemment à l'arrière du Capitole.

## Édifices de loisirs

### Théâtre
Ce type d'édifice apparaît dès le règne d'Auguste comme un élément fondamental de la parure monumentale d'une cité.
Le théâtre, construit en 168 ou 169, est l'un des mieux conservés d'Afrique romaine et peut accueillir 3 500 spectateurs alors que Dougga ne compte que 5 000 habitants. Il appartient à une série de bâtiments publics impériaux dont la construction s'étale sur deux siècles et qui ne présentent que peu de différences par rapport à un modèle théorique, si ce n'est l'adaptation au terrain, des aménagements mineurs ou l'ornementation pour lesquels les architectes locaux ont pu avoir quelque liberté.
D'un diamètre de 63,5 m, le théâtre s'appuie sur une colline. La cavea atteint une hauteur de 15 m et compte trois séries de gradins, neuf grands au premier niveau, six au second et quatre au niveau supérieur, soit 19 gradins au total. L'orchestra est inhabituellement petit (huit mètres de diamètre), en raison de la place prise par les cinq rangs très larges de sièges réservés aux notables. La scène mesure 36,75 m de largeur pour 5,5 m de profondeur. Le mur de scène a presque complètement disparu, il n'en subsiste qu'un soubassement avec trois exèdres, ouverts sur les trois entrées des acteurs, et plusieurs colonnes qui encadraient ces entrées.
Une dédicace, gravée sur le fronton de la scène et sur le portique qui domine la ville, rappelle son constructeur, P. Marcius Quadratus, qui « a construit de ses deniers pour sa patrie » l'édifice et offert à l'occasion de la dédicace « des représentations scéniques, des distributions de vivre, un festin et des jeux gymniques ».
Le théâtre est encore animé de pièces classiques notamment lors du Festival international de Dougga et fait l'objet de travaux de conservation.

Théâtre
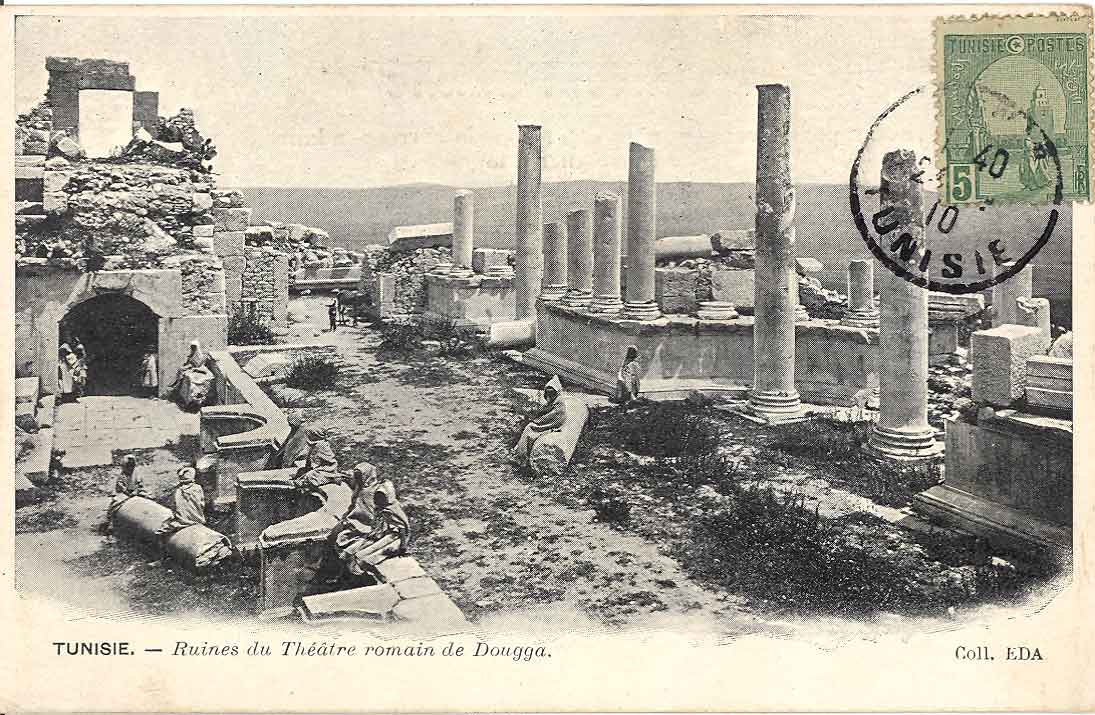
Théâtre de Dougga au début du XXe siècle.
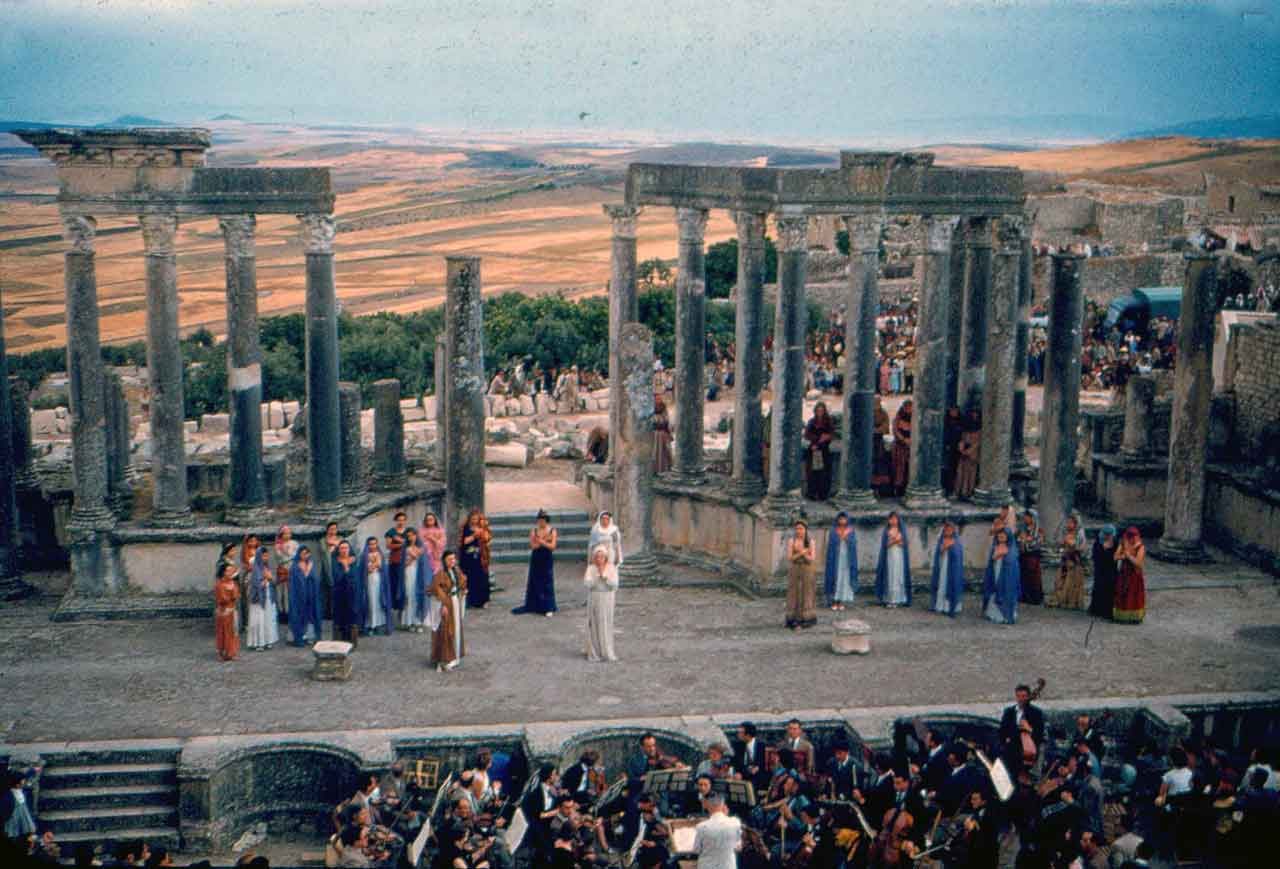
Représentation théâtrale en 1953.
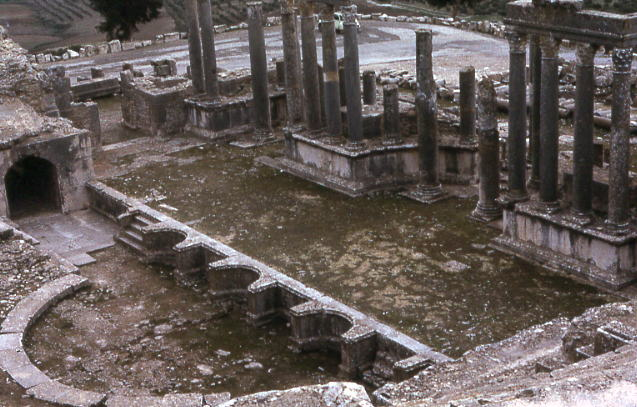
Scène du théâtre en 1975.
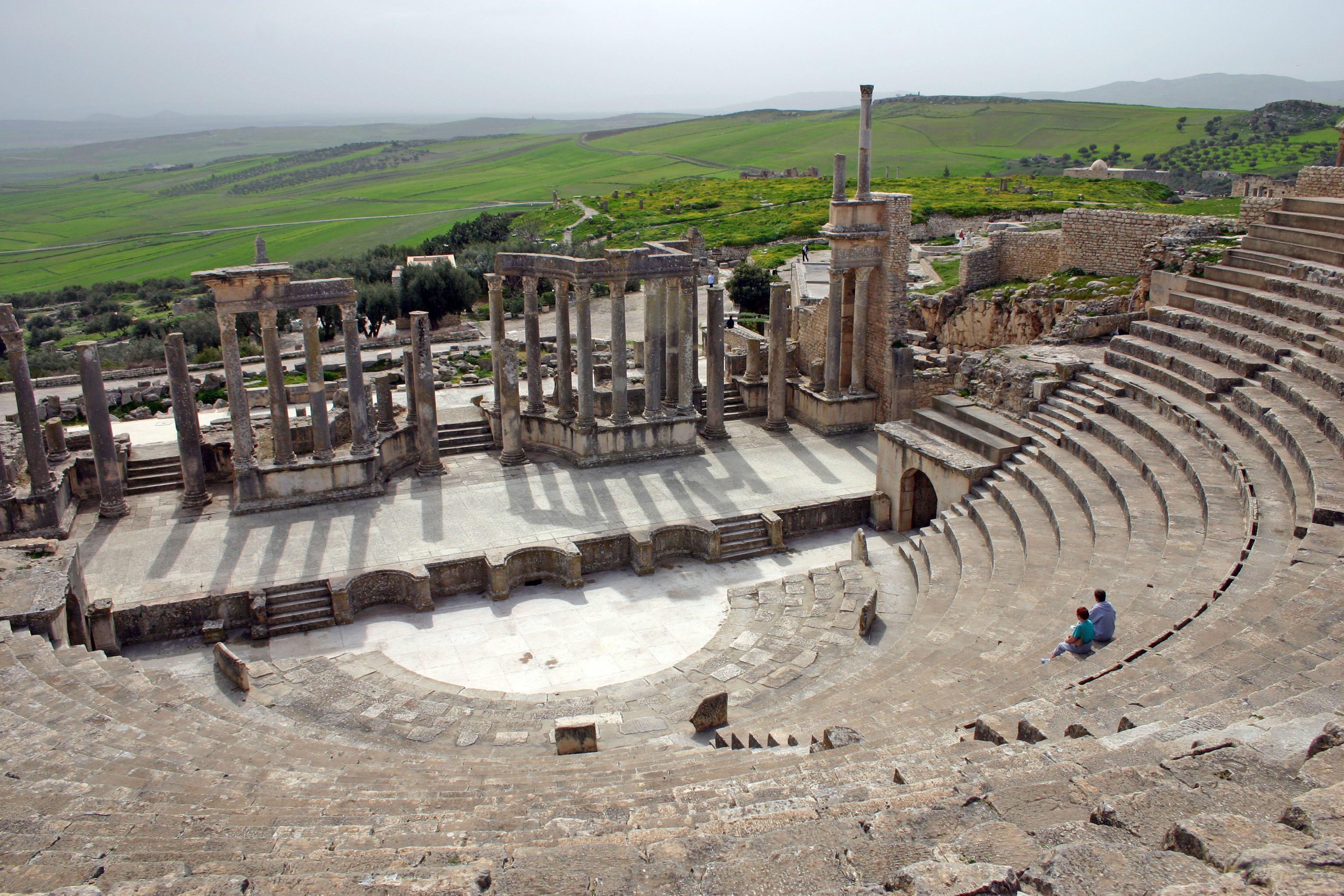
Théâtre de Dougga.

### Auditorium
Le lieu dénommé auditorium est une annexe du temple de Liber Pater qui doit vraisemblablement servir de lieu pour l'initiation de novices. Ce n'est donc un lieu de spectacle que par la forme du bâtiment, un petit théâtre de 20 mètres sur 20 mètres, et non par la fonction qui lui est dévolue.

### Cirque

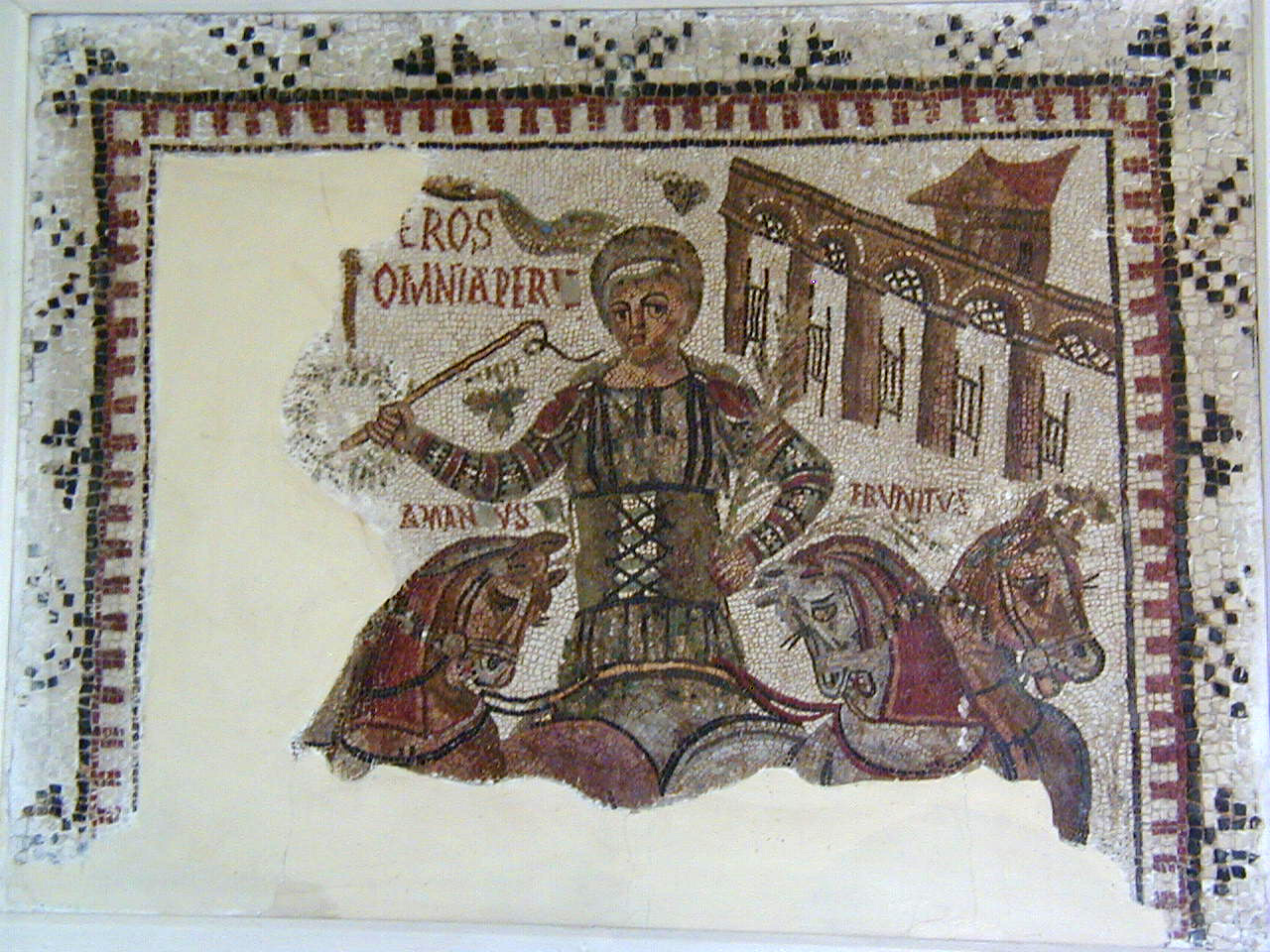
Mosaïque de l'aurige trouvée à Dougga et déposée au musée national du Bardo.

La cité possède un cirque romain destiné aux courses de chars mais celui-ci n'est plus guère visible sur le site au travers d'une longue dépression au nord-ouest. Au départ, le lieu n'est pas réellement construit : l'inscription du temple de la Victoire germanique de Caracalla, qui nous apprend qu'il s'agit d'un terrain donné par les Gabinii en 214, l'évoque comme un ager qui appellatur circus (champ qui tient lieu de cirque),. En 225 toutefois, il est aménagé et construit aux frais des édiles à la suite d'une promesse de leur part et sur la demande du peuple tout entier,. Cette construction chercha à tirer le plus possible parti de la topographie, souci d'économie compréhensible pour une ville moyenne aux revenus limités mais aussi sans doute volonté de finir au plus vite les travaux, les magistrats n'exerçant qu'un mandat annuel. La construction doit avoir cependant « quelque envergure » et, avec une longueur de 393 mètres et une spina longue de 190 mètres et large de 6 mètres, elle est assez exceptionnelle en Afrique du Nord : Dougga prend place avec ce bâtiment parmi les plus importantes cités de la province, aux côtés de Carthage, Thysdrus, Leptis Magna, Hadrumète et Utique. Le don du terrain pour le plaisir du peuple (ad voluptatem populi) et son aménagement à la suite de la demande du peuple tout entier (postulante universo populo) rappellent l'importance des spectacles dans la vie sociale des cités et l'exigence du divertissement populaire.

### Amphithéâtre
La question de la présence d'un amphithéâtre de Dougga n'est pas définitivement tranchée. Traditionnellement, une vaste dépression située au nord-ouest du site et de forme elliptique est interprétée comme le site d'un amphithéâtre. Les archéologues actuels sont toutefois beaucoup plus prudents sur la question.

### Thermes

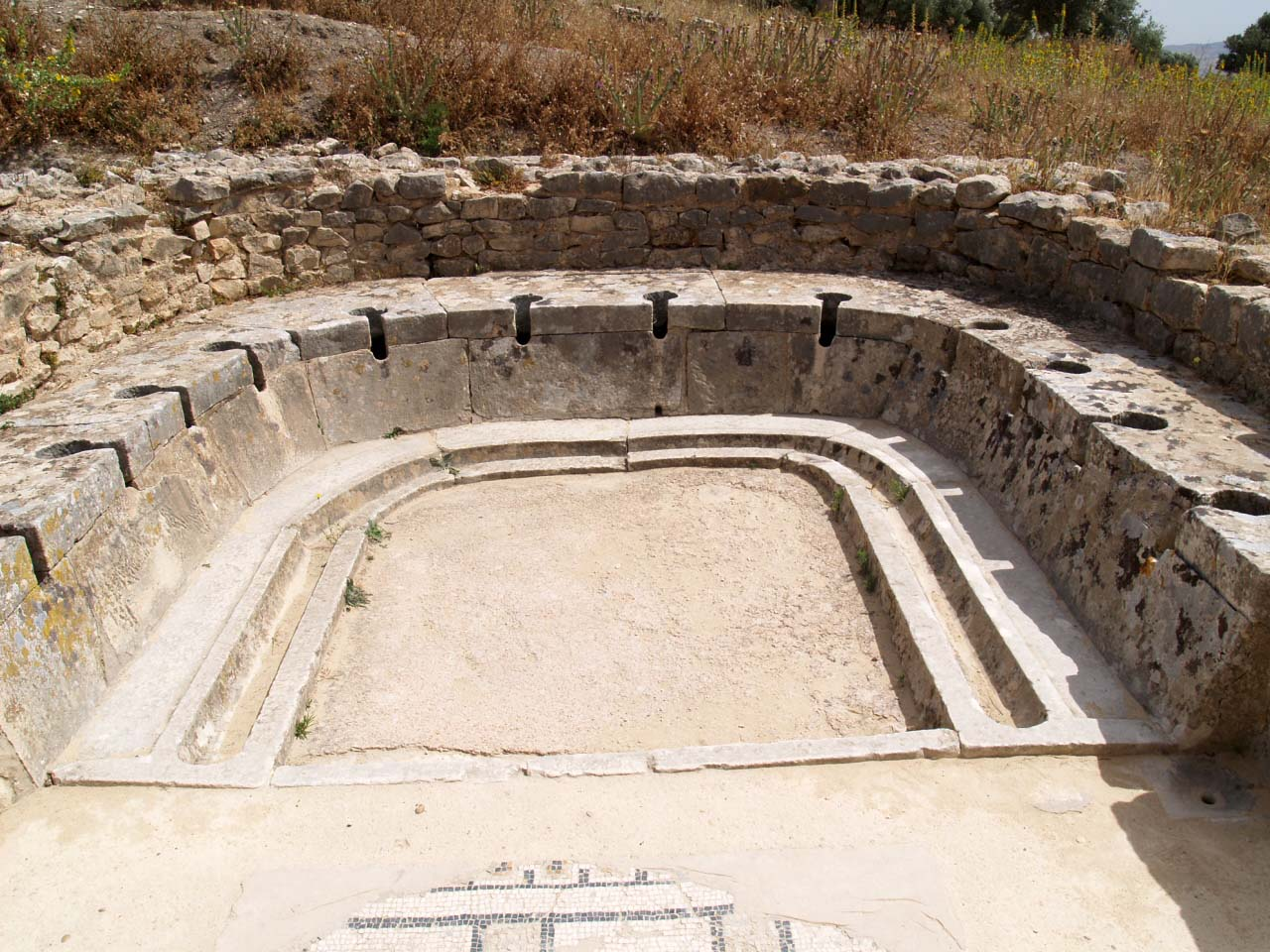
Latrines des thermes des Cyclopes.

Trois espaces thermaux ont été totalement dégagés alors qu'un autre est en cours de fouilles. Parmi ces quatre thermes, l'un est inclus dans une maison privée, les « thermes de la maison à l'ouest du temple de Tellus ».
Deux autres, les thermes d'Aïn Doura et les thermes longtemps dénommés « thermes liciniens », sont des lieux ouverts au public au vu de leur superficie. Le dernier lieu, les thermes des Cyclopes, est plus complexe à interpréter.

#### Thermes des Cyclopes
Au cours du dégagement des thermes des Cyclopes a été découverte la mosaïque des cyclopes forgeant les foudres de Jupiter qui est exposée désormais au musée national du Bardo. Des latrines en très bon état de conservation y sont également visibles. L'édifice a été daté du IIIe siècle de par l'étude de cette mosaïque.
La taille de l'édifice, avec un frigidarium de moins de 30 m2 a poussé certains à en faire un espace thermal privé. Cependant, le rattachement à une domus dans son environnement immédiat pose un problème, la « villa du trifolium » étant éloignée et les autres vestiges les plus proches étant d'une interprétation difficile de par la médiocrité de leur état de conservation. Yvon Thébert opte donc pour l'hypothèse d'en faire des bains de quartier.

#### Thermes antoniniens ou liciniens

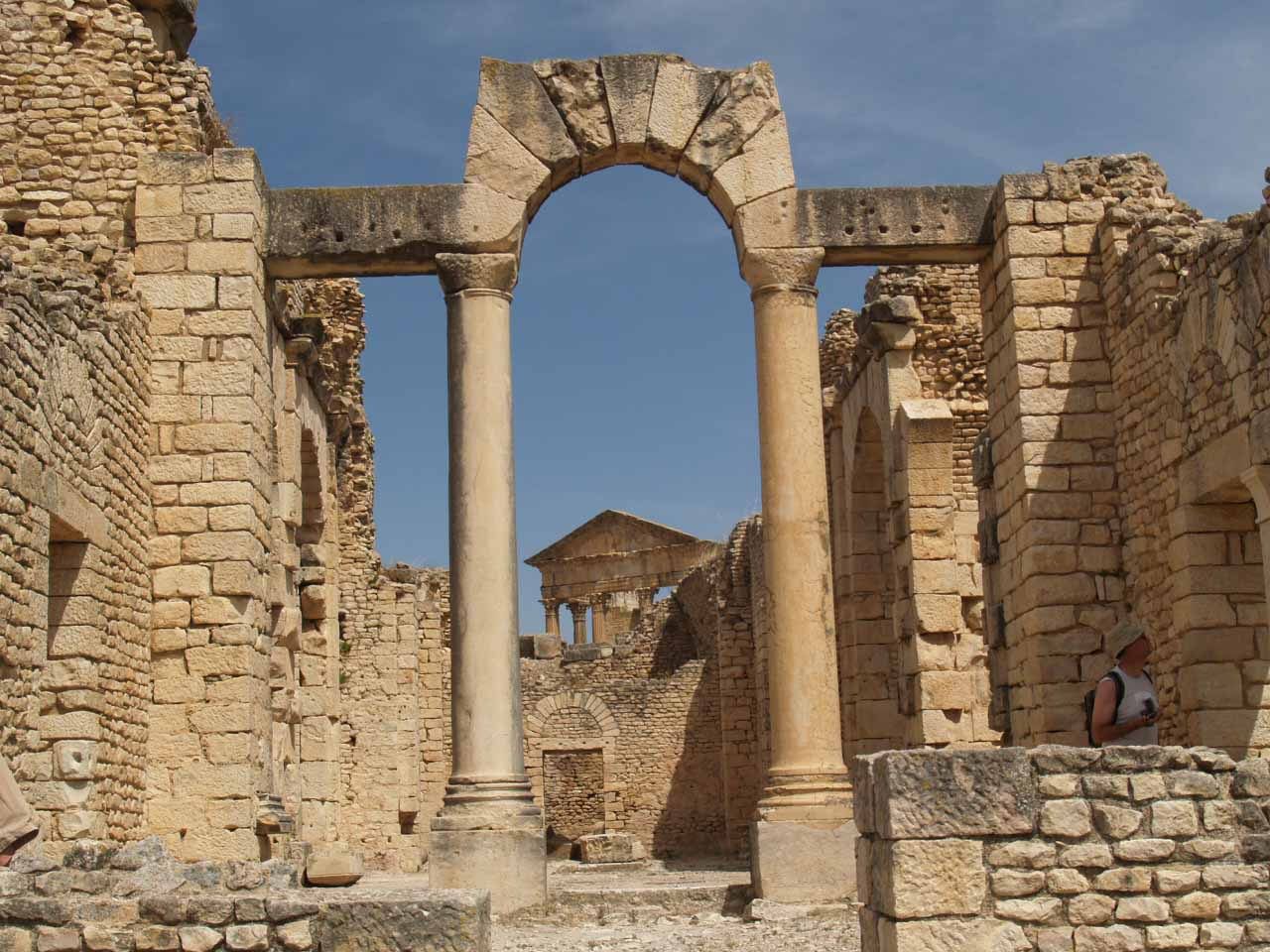
Capitole vu des thermes antoniniens.

Quant aux thermes antoniniens du IIIe siècle, ils ont été longtemps appelés liciniens, avec une construction datant du règne de Gallien, et possèdent encore plusieurs étages. L'identification réalisée par Louis Poinssot, basée sur la prospérité de Dougga à l'époque et sur l'interprétation d'inscriptions lacunaires, a été remise en cause par les recherches récentes en particulier celles de Michel Christol. Ce dernier a proposé une datation du règne de Caracalla désormais confirmée par l'épigraphie. D'autres ont même avancé une datation du règne des Sévères, du fait d'une particularité qui se répand un siècle plus tard en Occident, les colonnes situées dans le péristyle nord-ouest portant des dais supportant eux-mêmes des arcs.
Les thermes sont transformés en huilerie à une époque inconnue.
De taille moyenne, le plan de l'édifice est symétrique et de taille moyenne avec environ 1 700 m2 de superficie hors les palestres, dont 175 m2 pour le seul frigidarium. La construction a nécessité de gros travaux de nivellement et de remblai de la pente, cet élément pouvant expliquer la différence de conservation car l'espace bâti sur le remblai a largement disparu.

#### Thermes d'Aïn Doura

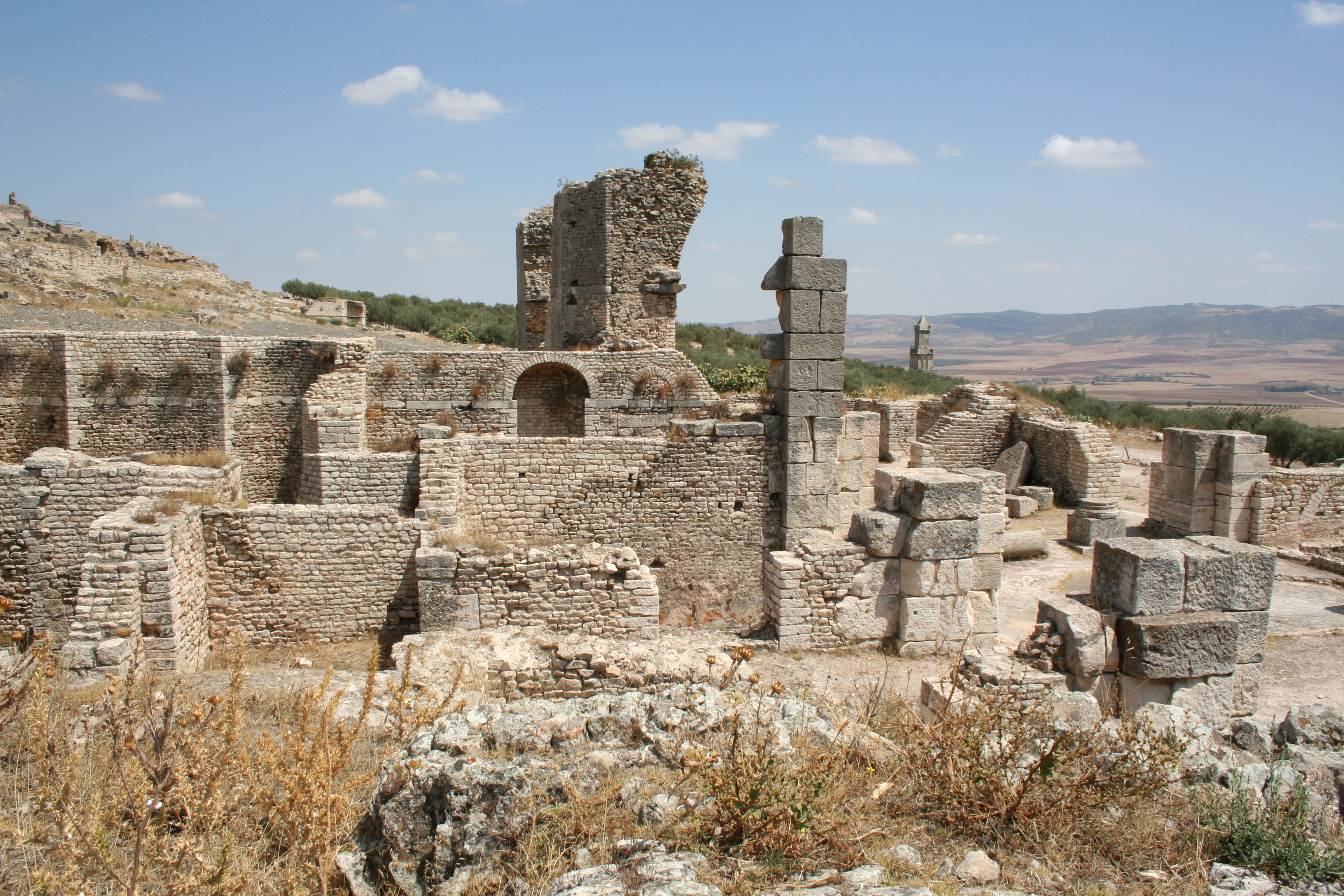
Thermes d'Aïn Doura.

Dans l'environnement immédiat d'Aïn Doura se trouve un espace en voie de dégagement qui pourrait révéler les thermes les plus grands de la ville. La datation proposée pour la construction de cet ensemble est la fin du IIe siècle et le début du IIIe siècle, selon le style des mosaïques retrouvées, avec une phase de réaménagement du seul décor mosaïcal au IVe siècle.
L'ensemble thermal est très incomplètement fouillé mais il apparaît, selon Yvon Thébert, qu'il s'agit d'un ensemble à plan symétrique dont seule une portion des salles froides a été dégagée.

#### Thermes de la maison à l'ouest du temple de Tellus
Ce petit espace thermal de 75 m2, accessible depuis la maison et la rue, a été dégagé au début du XXe siècle. Yvon Thébert n'en propose pas de datation mais l'analyse archéologique de sa relation avec la maison l'abritant lui a fait énoncer qu'il résulterait d'un aménagement postérieur à la construction primitive.

## Édifices religieux
La petite cité est dotée d'un nombre important de temples. Plus d'une vingtaine de temples sont attestés archéologiquement ou épigraphiquement : onze temples le sont par l'épigraphie et l'archéologie, huit ne sont connus que par l'archéologie et quatorze ne le sont que par l'épigraphie. Cette multiplication est due en particulier aux manifestations d'évergétisme de familles aisées.

### Temple de Massinissa divinisé
Le temple de Massinissa divinisé se situe sur la bordure occidentale du Capitole. Les vestiges sont identifiés par les premiers fouilleurs comme ceux d'une fontaine monumentale, bien qu'une inscription monumentale prouvant l'existence d'un sanctuaire au défunt roi numide a été mise au jour dès 1904. Cette inscription est datée de 139 av. J.-C., sous le règne de Micipsa.
Les vestiges possèdent une parenté architecturale avec le temple de Chemtou et témoignent de la même localisation entre le centre politique de la ville romaine et l'agora hellénistique. Les vestiges lapidaires retrouvés dans le secteur du forum semblent appartenir à plusieurs édifices de même époque, alors que la localisation précise du sanctuaire est encore débattue.
En outre, l'idée d'un tel sanctuaire qui divinise le souverain n'est pas acceptée par tous les chercheurs : Stéphane Gsell y voit un prolongement des pratiques orientales et hellénistiques, alors que Gabriel Camps nuance cette thèse en se fondant sur l'absence de sources antiques témoignant autre chose qu'un simple respect des sujets envers leur roi. L'édifice serait uniquement un lieu de mémoire, un lieu de culte funéraire. La construction après dix ans de règne s'expliquerait par son sens politique : Micipsa, seul à régner après le décès de ses frères Gulussa et Mastanabal, aurait ainsi affirmé l'unité de son royaume autour de la personne du roi.

### Capitole
Le Capitole est un temple romain du IIe siècle principalement dédié à la triade protectrice de Rome : Jupiter Optimus Maximus, Junon Regina et Minerve Augusta. Il est dédié de manière secondaire à la sauvegarde des empereurs Lucius Aurelius Verus et Marc Aurèle ; il a sans doute été achevé en 166-167 vu leur titulature,.
Identifié comme temple de Jupiter dès le XVIIe siècle par Thomas d'Arcos, l'édifice fait l'objet d'études dès la fin du XIXe siècle, en particulier par le docteur Louis Carton en 1893. Les murs en opus africanum et l'entablement du portique ont été restaurés entre 1903 et 1910. Claude Poinssot y a découvert une crypte sous le sol de la cella en 1955. Les derniers travaux ont été effectués par l'Institut national du patrimoine tunisien entre 1994 et 1996.
L'état de conservation exceptionnel du site peut s'expliquer par son inclusion dans une fortification byzantine. Un escalier de onze marches mène au portique de façade. Les colonnes corinthiennes de la façade s'élèvent à huit mètres de haut, au-dessus desquelles se trouve le fronton en parfait état. Il conserve une représentation de l'apothéose de l'empereur Antonin le Pieux enlevé par un aigle,.
Le fond de la cella comporte encore les emplacements pour trois statues destinées au culte. Dans celui du centre se dresse une statue colossale de Jupiter. Pour la crypte, la découverte d'une tête de statue de Jupiter a fait envisager à Claude Poinssot une datation de l'époque du triomphe du christianisme. Sophie Saint-Amans n'exclut pas un aménagement du temps de la construction de la citadelle byzantine, le forum et le Capitole en constituant le centre névralgique.
La construction du Capitole de Dougga est concomitante avec celle d'autres édifices du même type en Afrique du Nord. Cette vague peut s'expliquer, selon Pierre Gros, par une plus grande proximité du culte impérial et de celui de Jupiter.
Aux abords se situent la place de la Rose des vents — du nom des divers vents soufflant à cet endroit et gravés sur le pavage — ainsi que les vestiges de la citadelle byzantine qui reprend une partie des ruines à l'époque tardive du recul de la cité.

Capitole
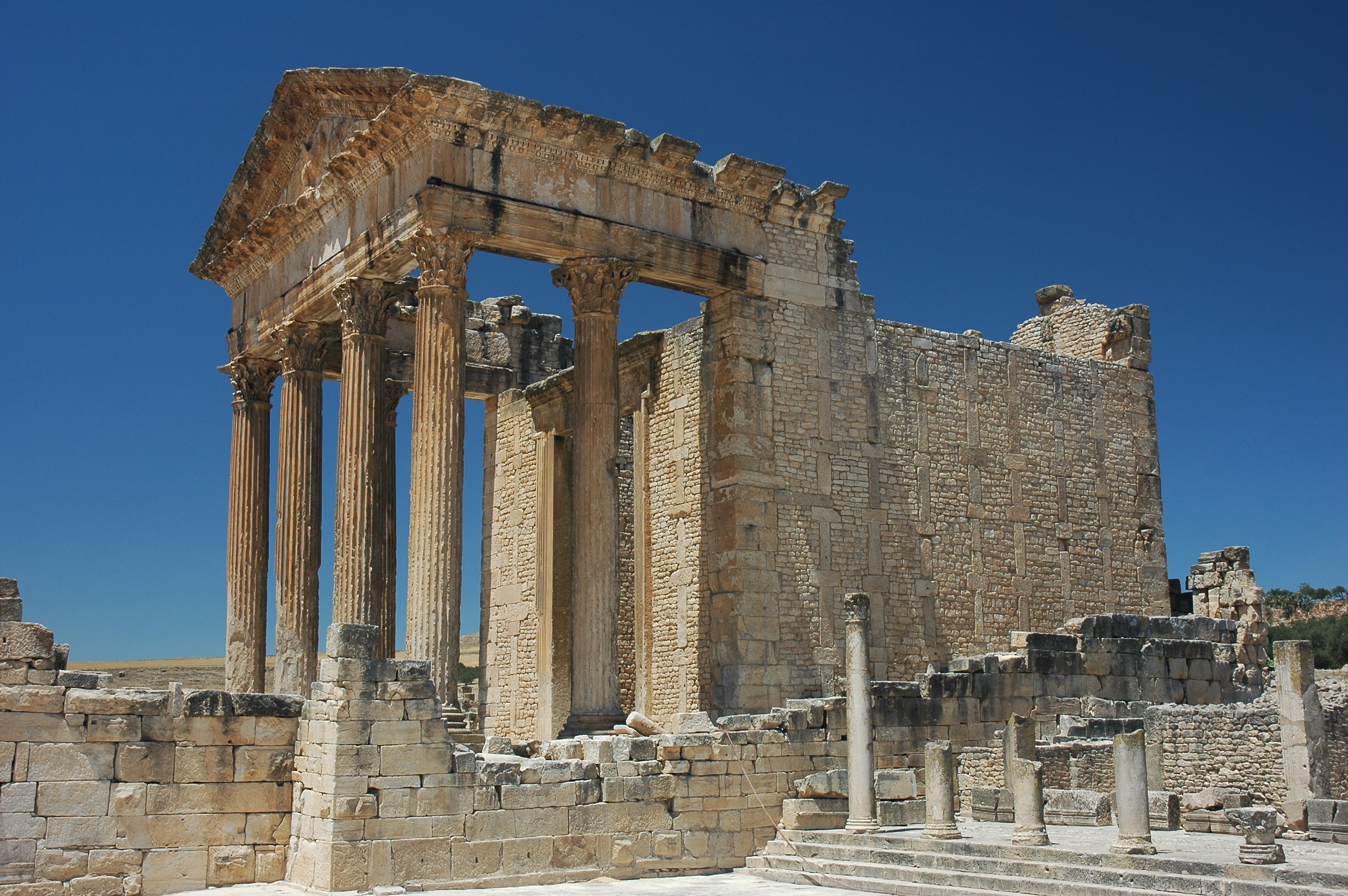
Capitole en 2008.
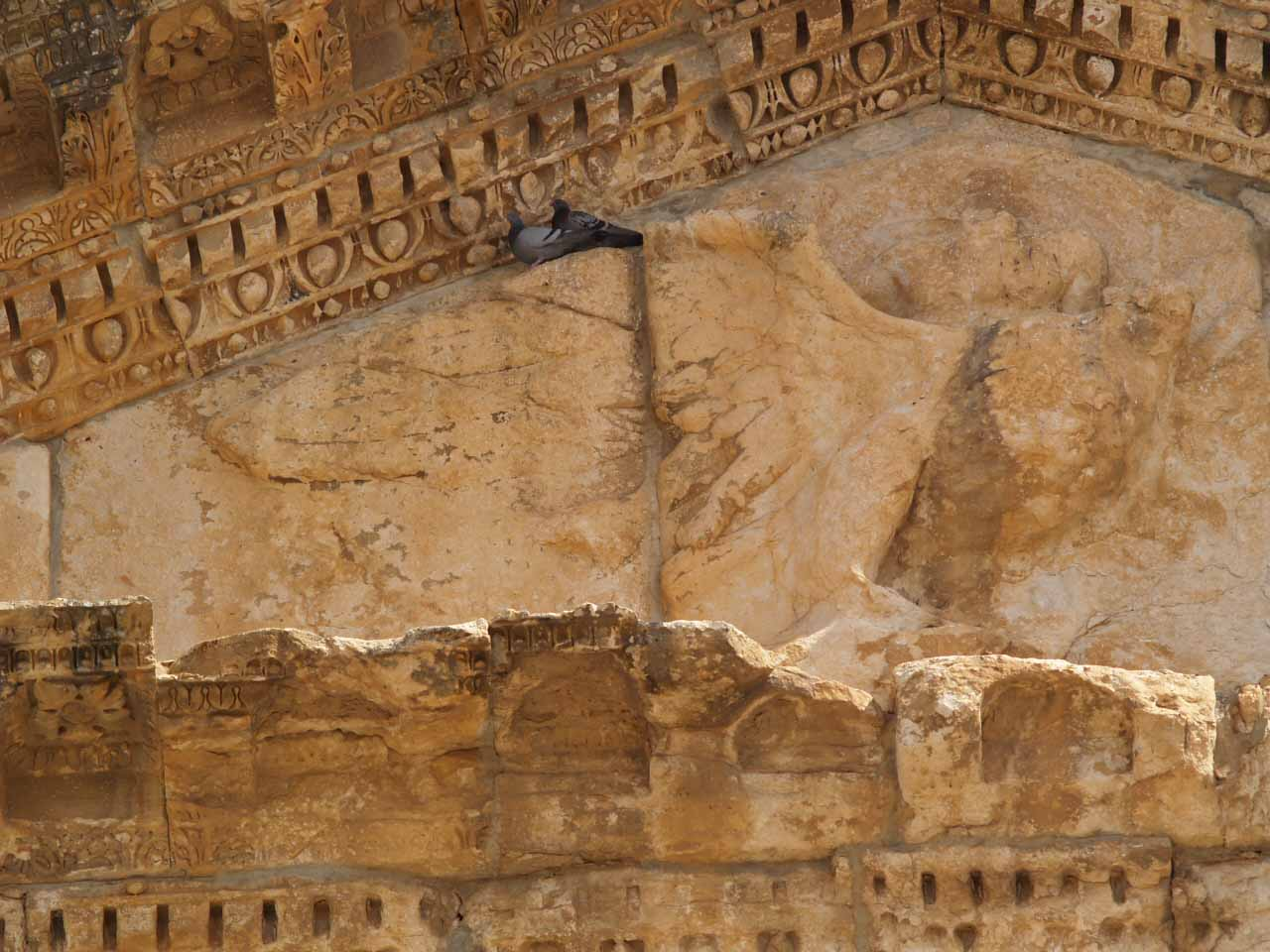
Détail de l'apothéose d'Antonin le Pieux.
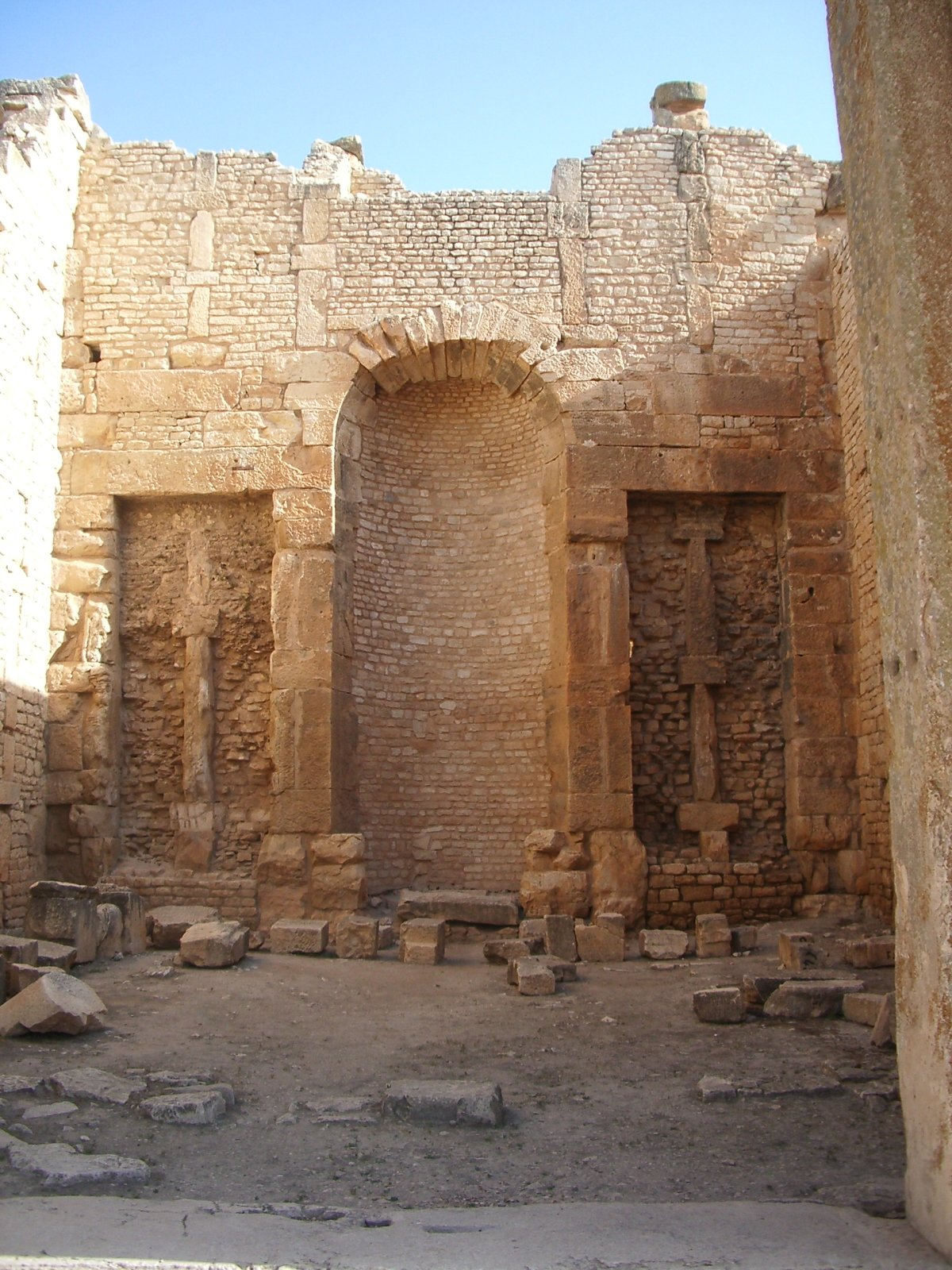
Intérieur de la cella avec les niches destinées aux statues.
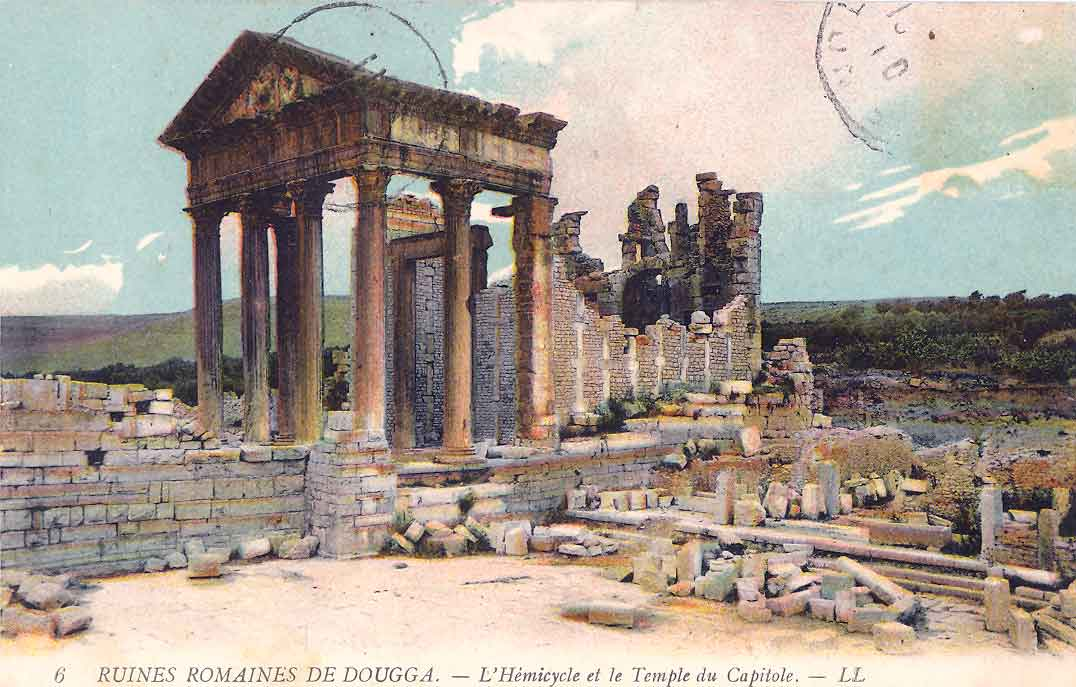
Capitole au début du XXe siècle.
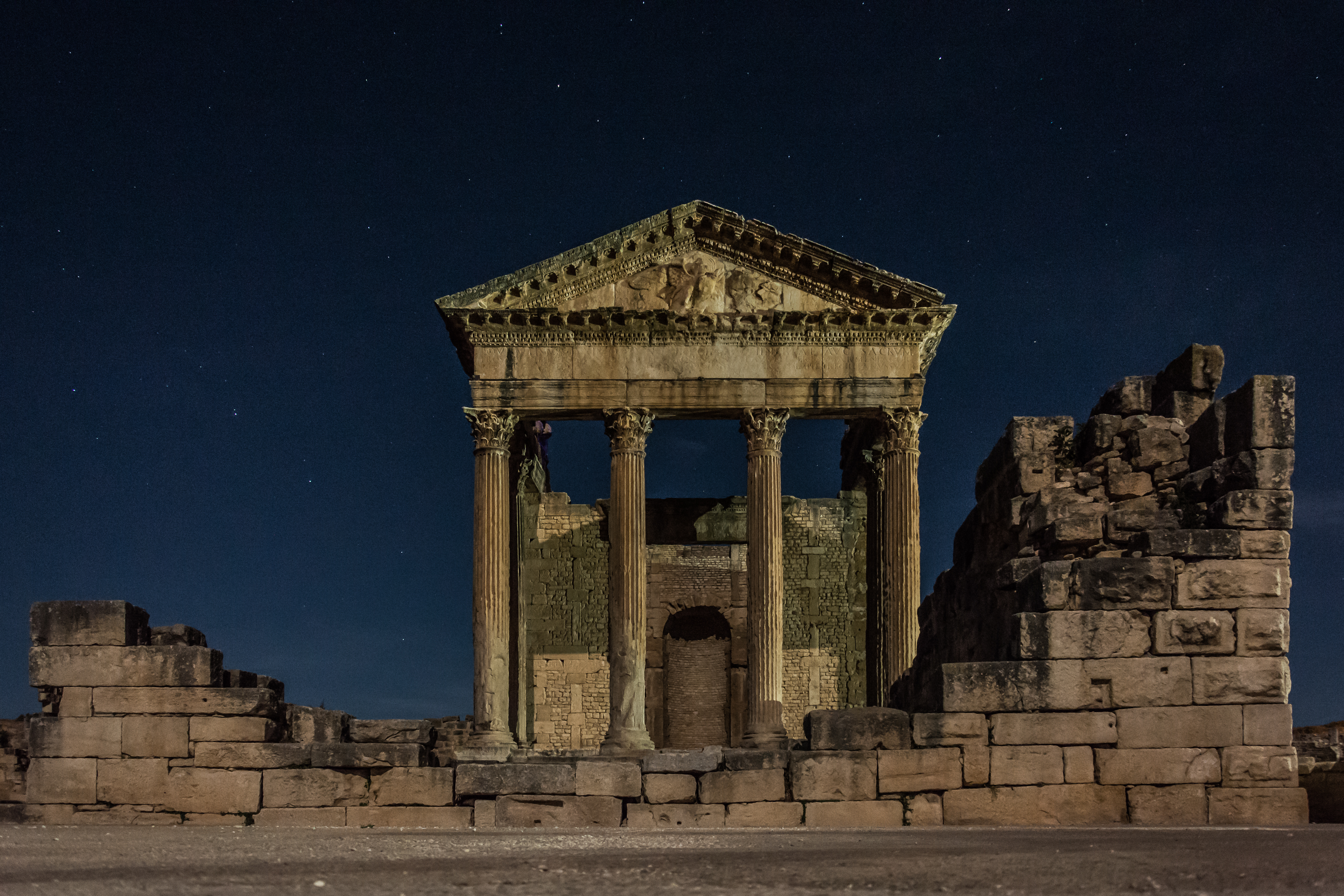
Capitole la nuit en 2016.

### Temple de Mercure

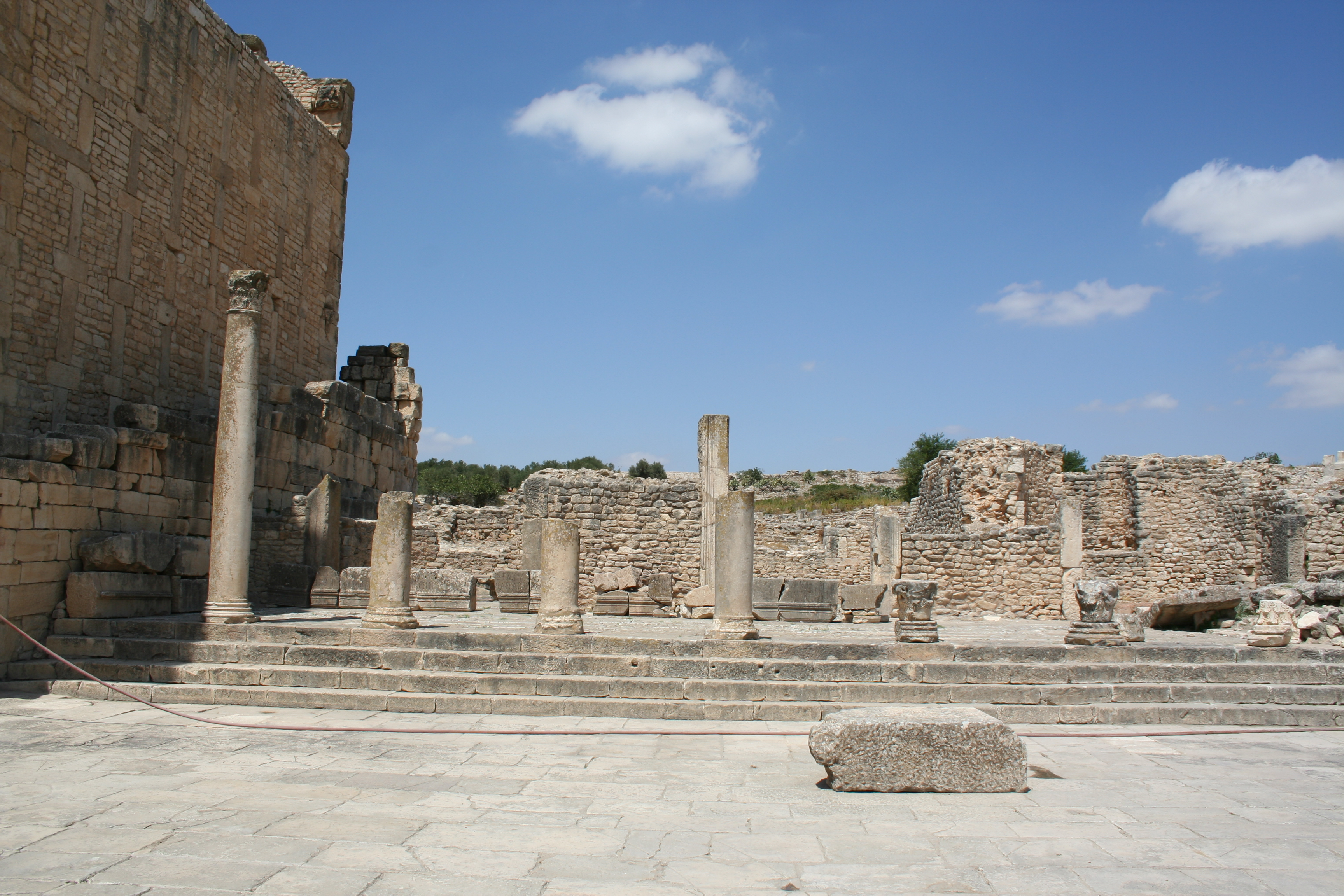
Temple de Mercure.

Le temple de Mercure est dédié également à Tellus et fait face au marché de la cité dont il est séparé par la place de la Rose des vents. Très ruiné, il possède trois cellae. Il ne comporte pas de cour et le sanctuaire est établi sur un faible podium, un escalier de quatre marches en permettant l'accès. Il a été fouillé et consolidé entre 1904 et 1908.

### Temple de la Piété Auguste

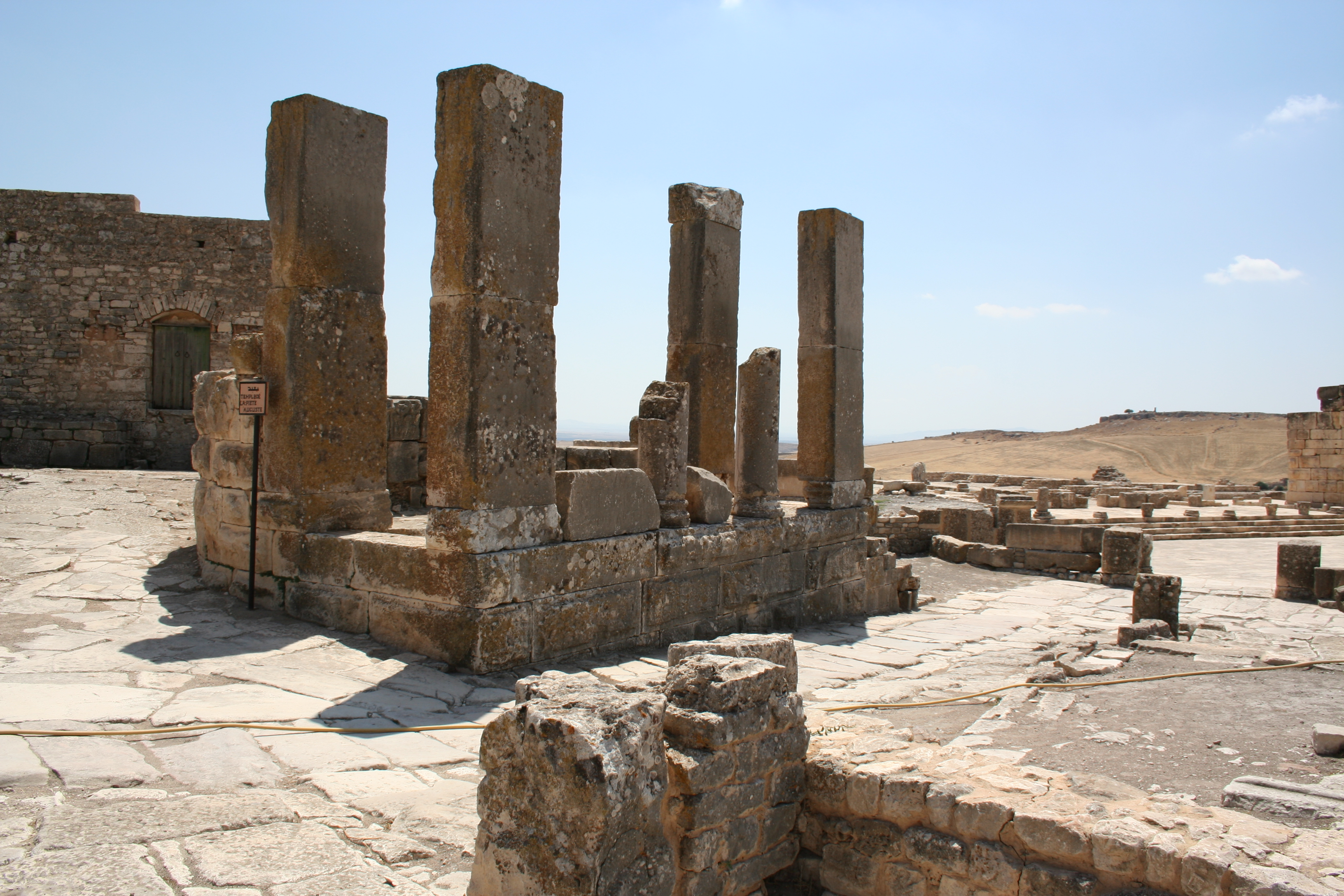
Temple de la Piété Auguste vu du nord.

Le petit temple de la Piété Auguste a été bâti sous le règne d'Hadrien, grâce à  l'évergétisme d'un certain Caius Pompeius Nahanius,. Il fait face à la place de la Rose des vents. Il en subsiste une partie du vestibule alors qu'à l'arrière, sur les soubassements du temple de Fortuna, Vénus Concordia et Mercure, a été construite une petite mosquée, seul vestige subsistant de nos jours du petit village qui a perduré jusqu'à la construction de la Nouvelle Dougga.
Il a été identifié dès 1631 par Thomas d'Arcos grâce à une inscription encore en place à cette époque. Le podium en est relativement bas (1 mètre à 1,5 mètre) et un accès se fait par sept marches se présentant sur le côté sud.

### Temple de Minerve

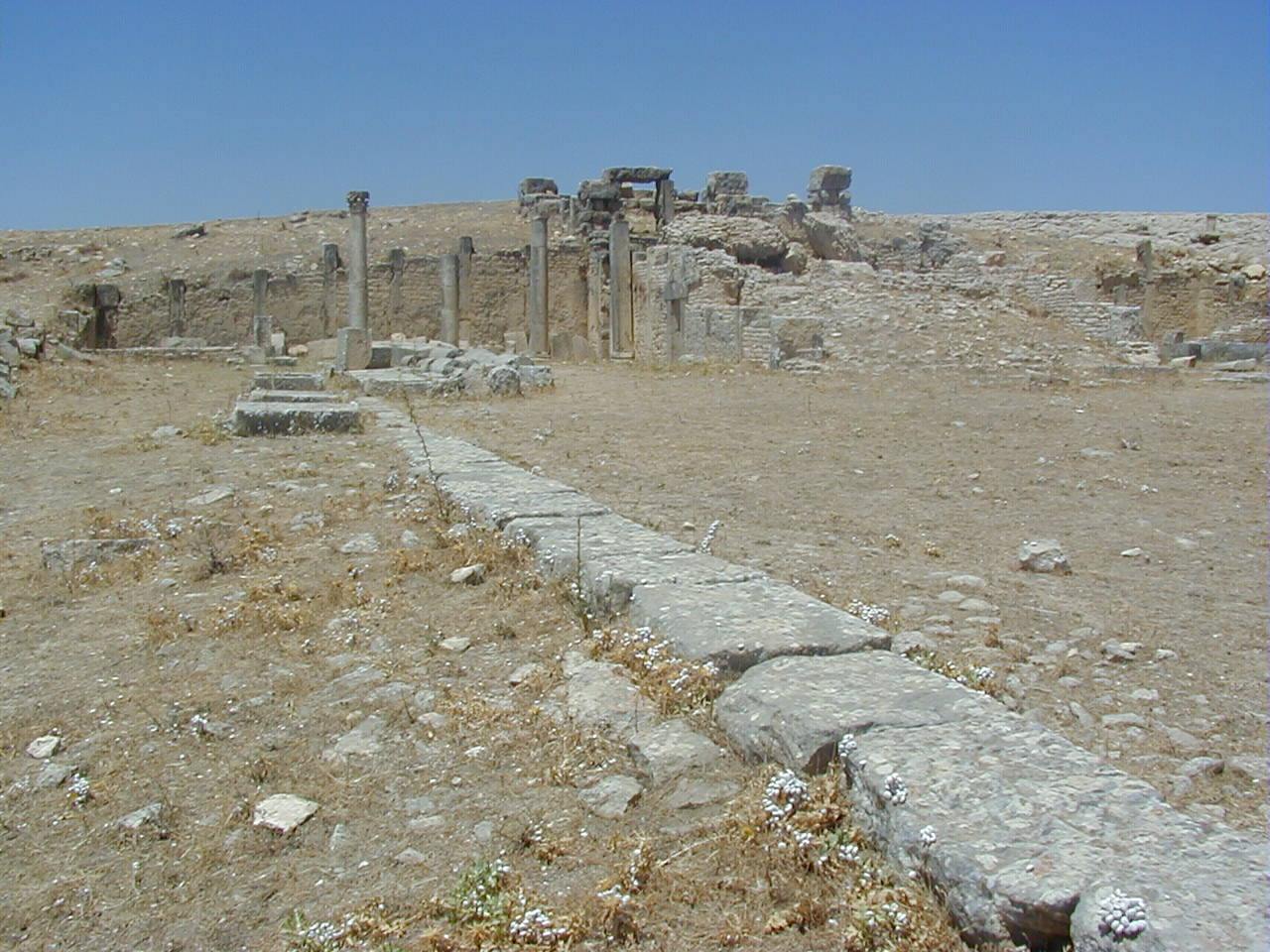
Temple de Minerve II vu de l'est.

Le culte de Minerve a été à l'honneur dans la cité de Dougga, puisque deux sanctuaires y sont consacrés. Un premier temple de la fin du Ier siècle lui a été offert par le patron de la civitas.
Mais le lieu le plus important consacré à cette divinité est l'édifice qui comporte un temple et une aire entourée de portiques datant du règne d'Antonin le Pieux. Il est dû à l'évergétisme d'une prêtresse du culte impérial ou flaminique perpétuelle Iulia Paula Laenatiana. Il utilise la pente du terrain car le podium se situe au niveau des toits des portiques et le temple stricto sensu se situe hors de la place, l'escalier d'accès empiétant sur celle-ci et accentuant l'aspect inaccessible de la divinité.

### Temple des Victoires de Caracalla
Parmi les édifices religieux, le temple des Victoires de Caracalla est le seul édifice dédié au culte impérial à avoir été localisé avec précision,. Connu dès 1835 par les fragments de l'inscription de son linteau, il n'a été identifié qu'en 1966. Il est adossé à un nymphée monumental datant du règne de Commode. Le nom exact du temple a été précisé par la découverte de nouveaux fragments de son inscription à la fin des années 1990 ; l'appellation qui était auparavant retenue était celle de « temple de la Victoire germanique ».

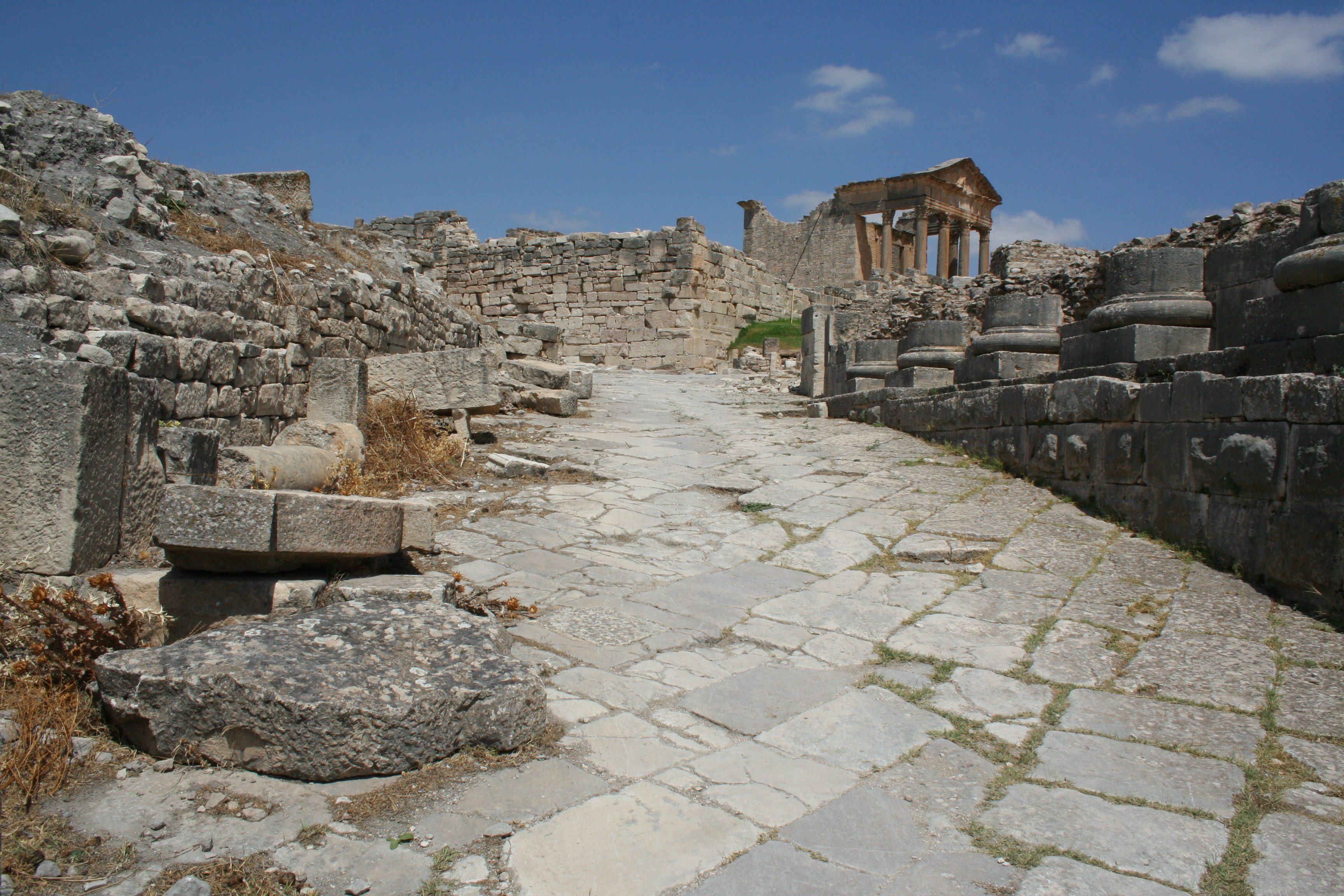
Tambours de la façade du temple des Victoires de Caracalla (droite) sur la voie vers Aïn Doura.

L'édifice, de taille relativement limitée, a un plan original. Long de 41,5 mètres et large de 14,2 mètres, le temple est situé le long de la voie descendant du forum aux thermes d'Aïn Dora. Il occupe toute la largeur de la cour où il se trouve et est associé à un arc de triomphe qui enjambe la voie qui le longe. Devant le perron du temple, la cour s'organise autour d'un pavement en croix définissant quatre bassins recueillant les eaux de pluie. À l'intérieur du sanctuaire, la cella comporte six niches latérales accueillant des bases pour les statues d'Apollon, Liber Pater, Neptune, Mercure et de deux dieux dont on a perdu la trace. La façade, qui donne sur la cour, et les deux autres côtés sont mitoyens. Le temple est visible de loin, mais n'offre au passant que la face visible et très allongée de la cella, posée sur un soubassement en grand appareil à bossage et rythmée par sept colonnes jusqu'à la porte latérale donnant sur le perron. Le temple est d'ordre toscan tétrastyle in antis. Il s'agit d'un dispositif original : les temples du culte impérial sont en général d'ordre corinthien, placés au centre d'une vaste cour à portiques ; l'ordre toscan est ainsi très rare en province. Le temple des Victoires témoigne donc de la volonté de construire un édifice différent des autres, sans doute en réponse aux contraintes du terrain. On connaît les circonstances de sa construction grâce à sa dédicace très précisément datée de 214 qui consacre le temple aux Victoires divinisées — il s'agissait sans doute des victoires britannique, parthique et germanique de l'empereur — pour le salut de Caracalla et de sa mère Julia Domna.
Le texte se fait l'écho des projets militaires du fils de Septime Sévère et de leur célébration dans le cadre du culte impérial. Cette inscription enseigne aussi que la construction du temple, pour une valeur de 100 000 sesterces, a été ordonnée dans son testament par une grande dame de Dougga nommée Gabinia Hermiona. Outre la munificence de cet acte d'évergétisme, le testament prévoit aussi, aux frais de ses héritiers, un banquet annuel offert aux décurions au jour anniversaire de la dédicace du temple. En même temps, Hermiona lègue « pour le plaisir du peuple » le terrain du cirque.
Le temple occupe sans doute l'une des dernières places libres à proximité du forum. La donatrice a préféré ce terrain au centre de la ville à ceux qu'elle possède en périphérie : celui du cirque ou celui sur lequel est plus tard bâti le temple à Céleste. La famille de Gabinia, l'une des plus grandes et des plus riches familles de Dougga, est implantée parmi les notables de Carthage et conserva sa puissance à Dougga, même durant le resserrement de l'aristocratie locale au IIIe siècle : les termes mêmes du testament de Gabinia témoignent bien de ce souci de permanence, le banquet annuel conservant la mémoire de la générosité de la famille et mettant en scène la sociabilité des notables comme le cirque ordonne les plaisirs des habitants les plus humbles.
À la fin du IVe siècle, le temple des Victoires est transformé en église, les bassins de la cour sont comblés pour offrir de la place aux fidèles et des chancels sont ajoutés dans la cella qui voit aussi sa décoration modifiée.

### Temple dit «de Pluton»

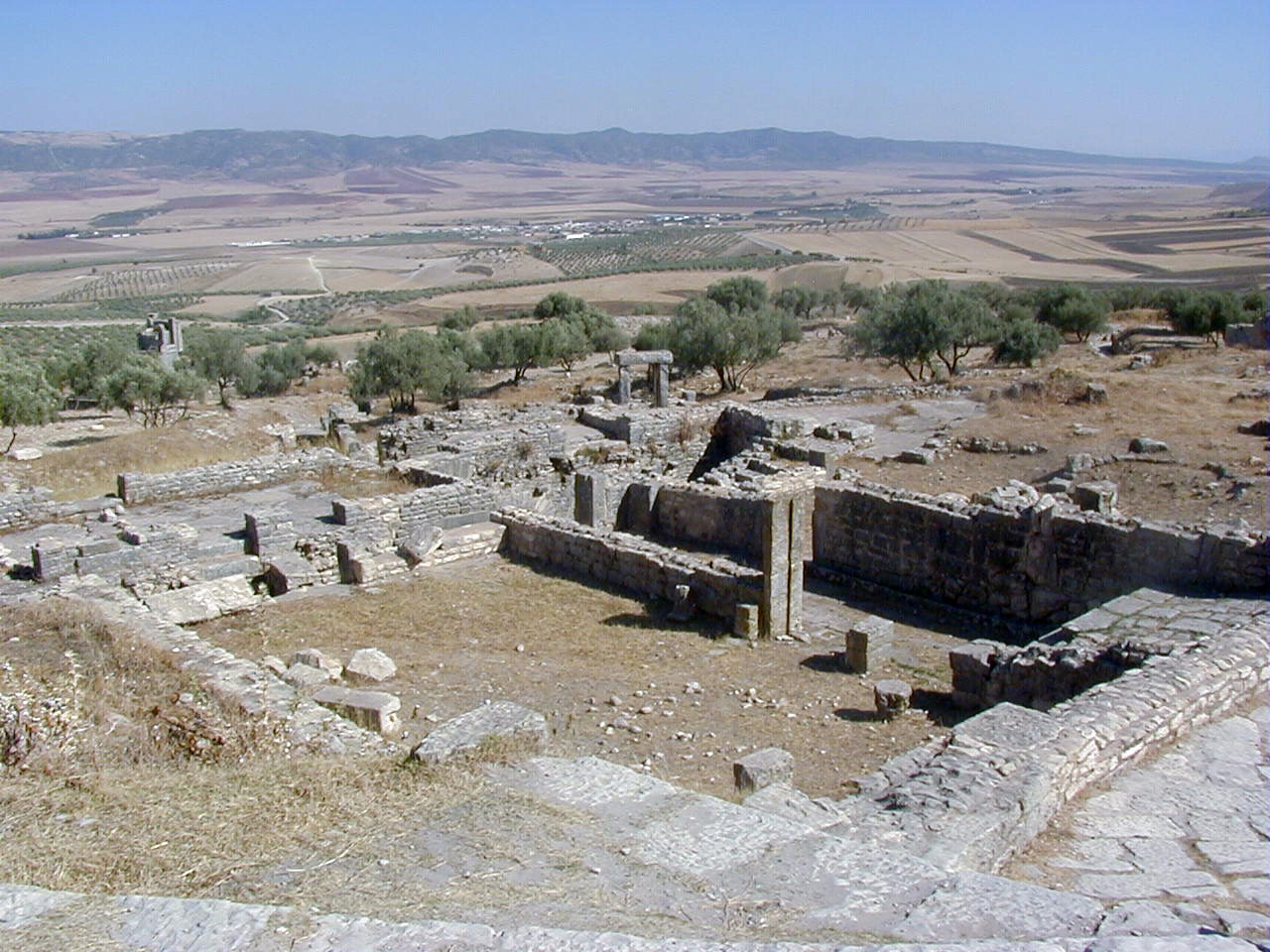
Temple présumé de Pluton vu du nord.

Pluton est particulièrement honoré à Dougga comme divinité poliade, ce que montre son Genius Thuggae, le génie de Dougga,.
Le temple dit « de Pluton » se trouve à proximité de l'arc de triomphe de Septime Sévère, dans un quartier peu dégagé jusqu'à présent,. Cependant, l'hypothèse est très fragile et ne repose que sur la découverte d'un buste dans la cour, qui a été daté par Claude Poinssot des IIe et IIIe siècles, découverte que les dernières recherches ne retiennent plus comme probantes. L'édifice a été fouillé dans les années 1960 et les conditions du dégagement et des stabilisations de l'édifice sont obscures. Au milieu d'une cour, sur un podium, se trouve une cella munie d'une seule niche. L'autel a également été conservé.
Une étude architecturale a eu lieu entre 2000 et 2002 mais n'a pas conduit à des fouilles étendues. Une fouille pratiquée en 2001, au voisinage de l'autel, a montré que le quartier était probablement occupé à l'époque pré-romaine. Le sanctuaire présente deux états distincts, la cour ayant été agrandie dans le second état, peut-être dans des opérations d'embellissement du quartier lors de la construction de l'arc de Septime Sévère.

### Temple de Saturne

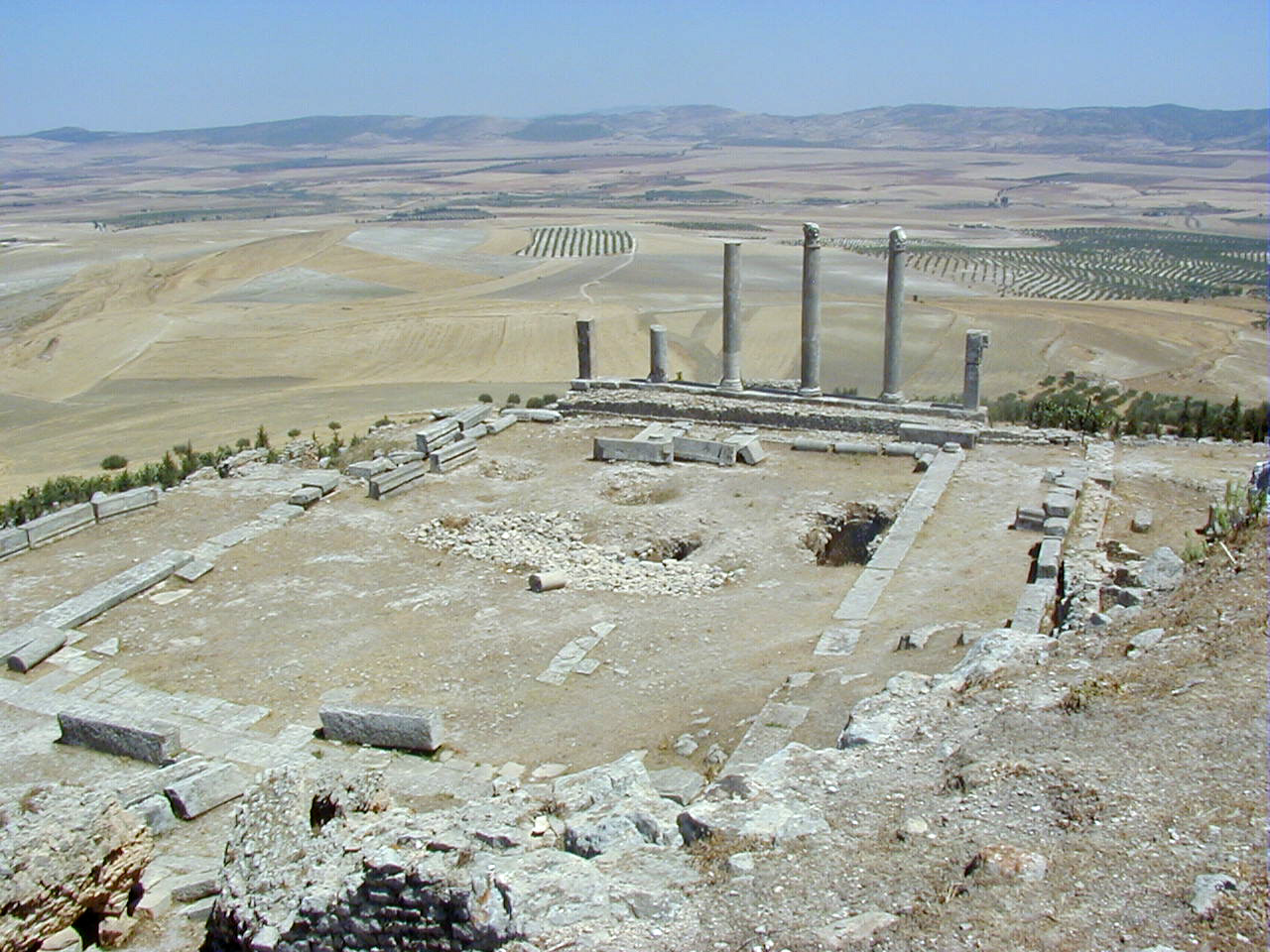
Vue des vestiges du temple de Saturne dominant la vallée.

Saturne est l'héritier du Ba'al Hammon punique et le parèdre de Tanit ou Junon Caelestis. À l'époque romaine, la ville de Dougga possède au moins deux sanctuaires dédiés à Saturne. L'un d'eux est surtout connu par des documents épigraphiques,. Le second, que l'on désigne couramment comme le temple de Saturne de Dougga, a été bien dégagé par les recherches archéologiques.
Les vestiges de ce temple, peu importants comparés à ceux du Capitole et du temple de Junon Caelestis, sont particulièrement intéressants par leur environnement, les ruines se dressant sur un promontoire avec vue sur la riche vallée céréalière de l'oued Khalled, à 160 mètres du théâtre, hors des limites de la ville. Lors des fouilles ont été découverts les vestiges d'un temple de Ba'al Hammon, en particulier des favissæ contenant des ex-votos. Le temple construit à l'époque romaine succède donc à un sanctuaire autochtone remontant au moins au IIe siècle av. J.-C. Ce sanctuaire est essentiellement constitué d'une vaste place à ciel ouvert accueillant les ex-voto et les sacrifices. Il a été remblayé pour permettre la construction du temple de Saturne dont les ruines sont aujourd'hui visibles.
La construction date du règne de Septime Sévère. Elle est constituée de trois cellae, d'une cour à portiques et d'un vestibule. L'eau des toits est récupérée dans des citernes. Les circonstances sont connues grâce à une inscription : le temple a été érigé à la suite d'un legs d'un notable local, nommé Lucius Octavius Victor Roscianus, pour un coût d'au moins 150 000 sesterces, prix qui semble élevé et s'explique peut-être par l'importance des remblais nécessaires, qui n'ont cependant pas réussi à donner au monument une assise suffisante : restaurations et consolidations paraissent avoir été nombreuses avant la ruine finale.

### Temple de Junon Caelestis

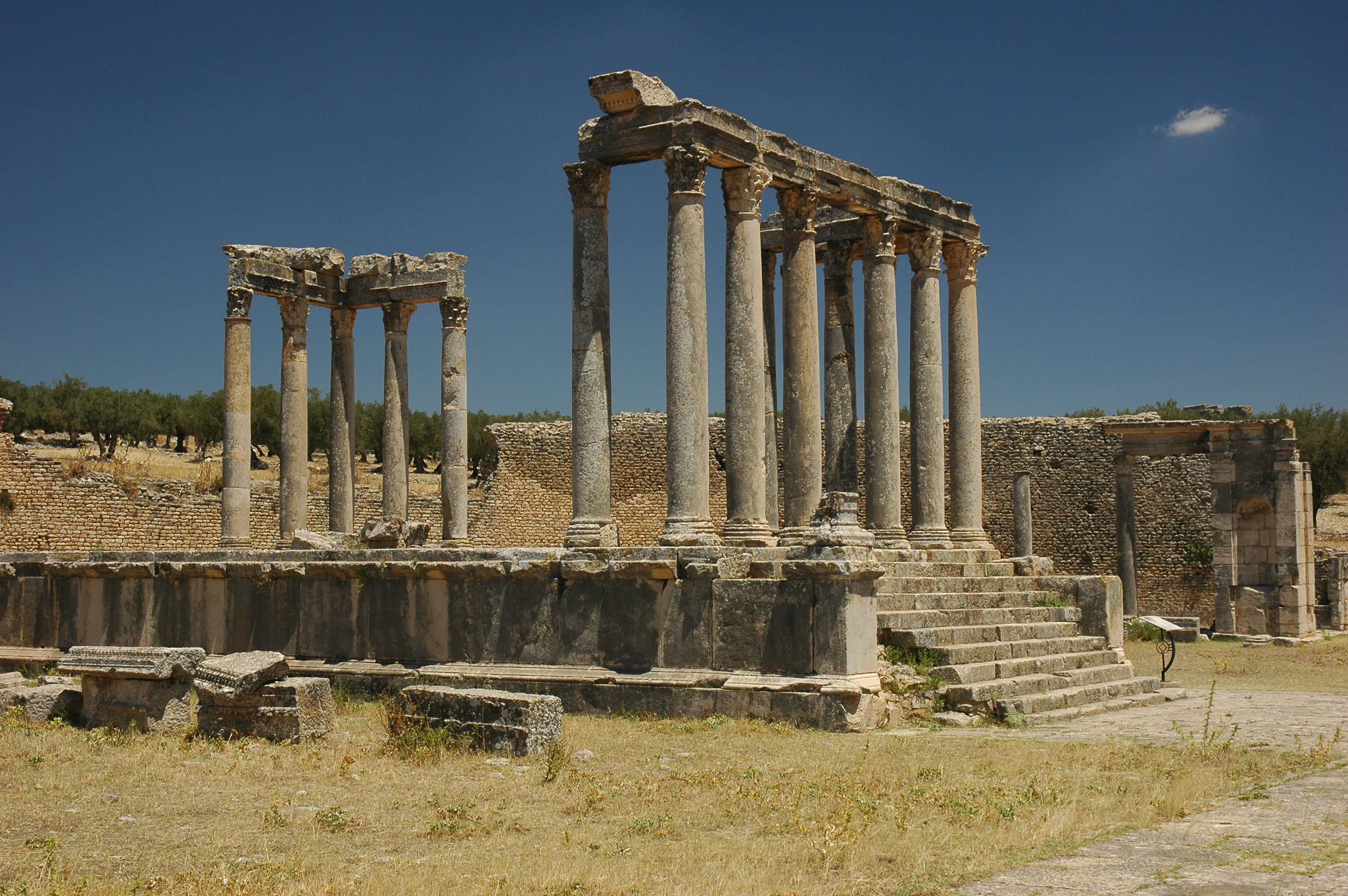
Temple de Junon Caelestis.

Le temple de Junon Caelestis, bâti à la périphérie de la ville, a été décrit dès le XVIIe siècle et dégagé au cours des années 1890. Des restaurations importantes ont été entreprises entre 1904 et 1914, et de nouvelles études menées à nouveau entre 1999 et 2002,.

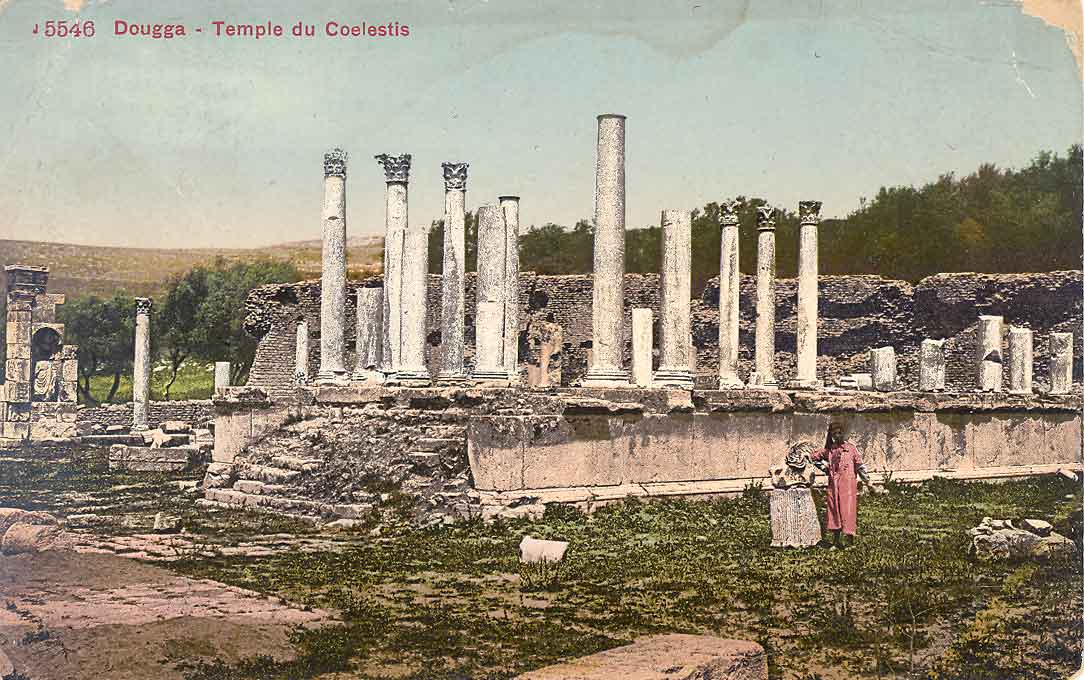
Temple de Junon Caelestis au début du XXe siècle.

Le temple, dédié à Junon Caelestis, héritière de la Tanit punique, est remarquable en raison de l'état de conservation de son enceinte sacrée (temenos) délimitée par un mur dont une partie importante est très bien conservée. La cour est pavée en partie seulement et s'ouvre par deux portes symétriques. Un portique de 25 travées borde la partie circulaire de l'enceinte. Il est surmonté par une frise relatant sa construction.
Le temple au sens strict se situe sur un haut podium auquel on accède par un escalier de onze marches. Il est périptère et hexastyle de l'ordre corinthien. Le fronton porte une dédicace à Sévère Alexandre. La cella a quant à elle totalement disparu.
On sait que la construction, étalée de 222 à 235, a été payée par un certain Q. Gabinius Rufus Felix qui y fit en outre déposer deux statues d'argent de la déesse d'un coût de 35 000 sesterces,.
La forme de l'enceinte de ce temple du IIIe siècle de 52 mètres de diamètre évoquerait un croissant de lune, symbole de la divinité.

### Édifice dénommé Dar Lacheb

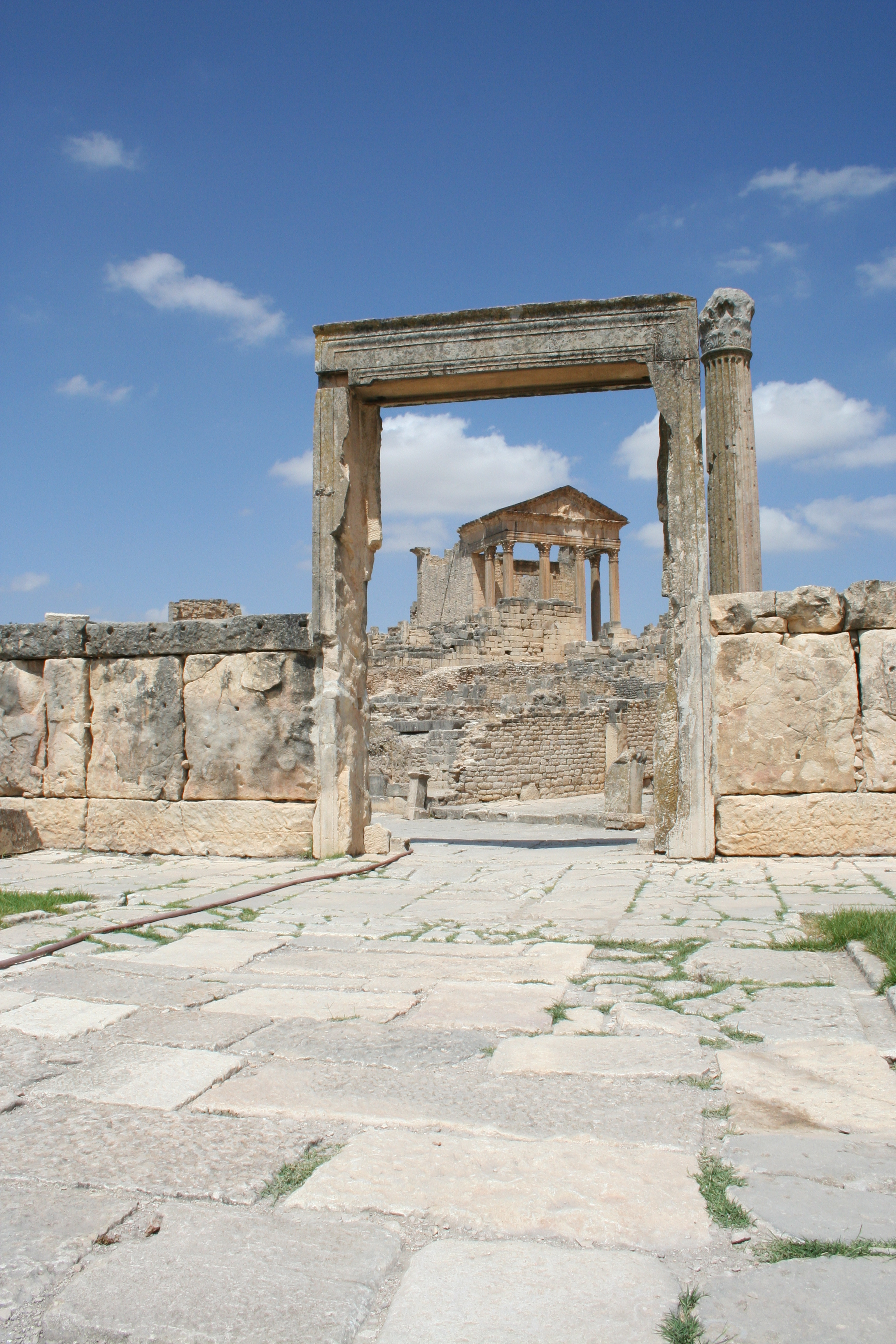
Porte du Dar Lacheb vue de l'intérieur de l'édifice.

L'édifice dénommé Dar Lacheb (maison de Lacheb) n'a pas été clairement identifié même si Sophie Saint-Amans opte pour un sanctuaire dédié à Esculape, dans la continuité de l'hypothèse de Claude Poinssot qui y voit un temple.
Dégagé dès la fin du XIXe siècle par Louis Carton, il n'a plus fait l'objet de travaux depuis 1912. Une maison bâtie en utilisant des vestiges antiques réemployés s'y trouve mais a été détruite dès le début du XXe siècle.
Il a été construit entre 164 et 166 et se trouve donc contemporain du Capitole, situé à 50 mètres de là. La porte d'accès à l'édifice est parfaitement préservée ainsi que l'une des colonnes d'un porche d'entrée. L'intérieur consiste en une cour bordée anciennement de portiques. Au sud se situe la cella d'un temple entièrement disparu.

### Église de Victoria

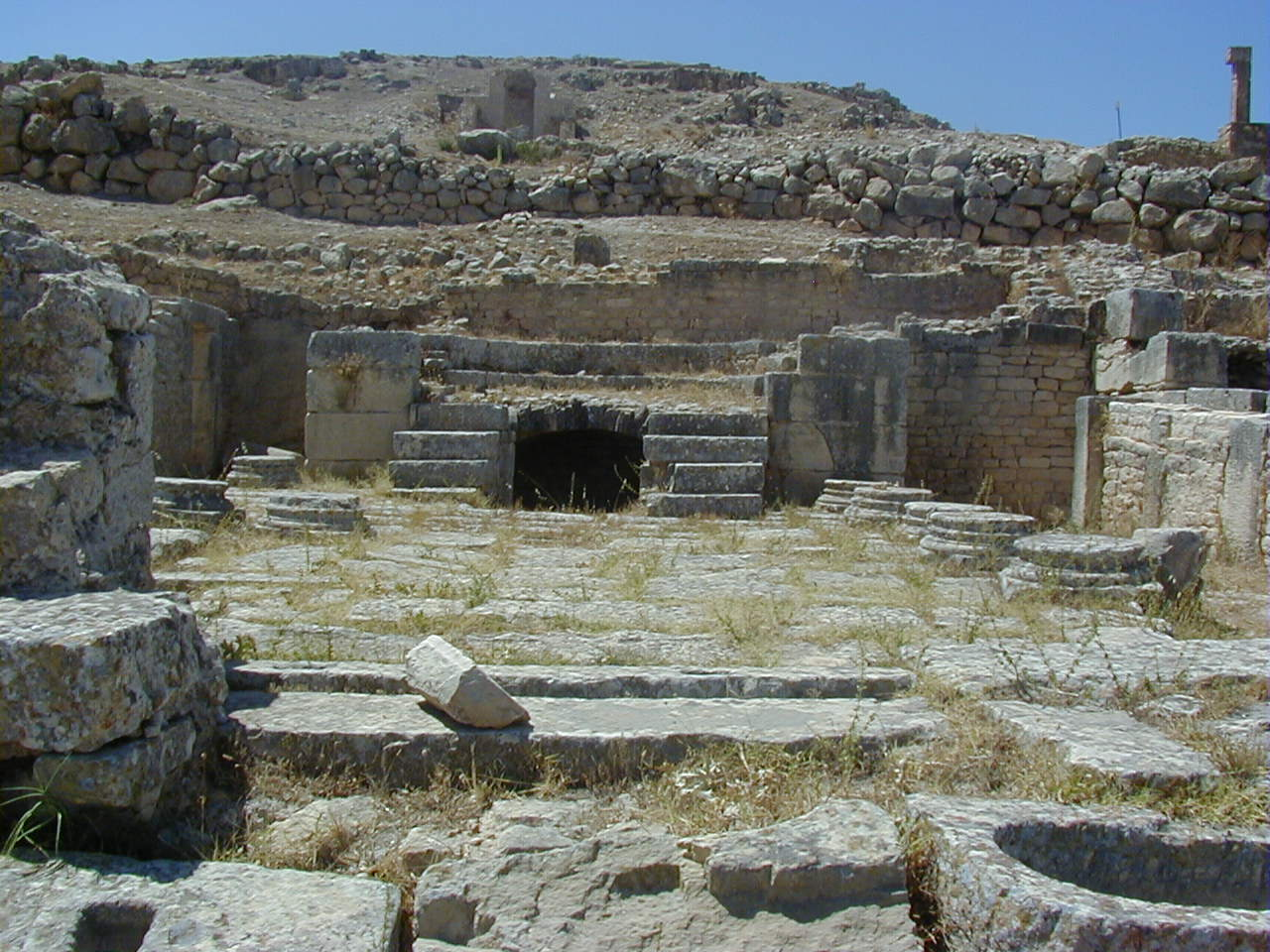
Église de Victoria.

L'église de Victoria, qui se situe au nord-est du site, en contrebas du temple de Saturne, est le seul édifice chrétien révélé par les fouilles jusqu'à présent. À la fin du IVe siècle ou au début du Ve siècle, la communauté chrétienne installa dans un cimetière païen une petite église martyriale au plan irrégulier. À proximité se trouve le petit hypogée.

## Infrastructures

### Citernes et aqueduc
Le site de Dougga possède encore deux beaux ensembles de citernes, au nord et à l'ouest, dont l'un est particulièrement bien préservé. Un aqueduc, menant à la cité, localisé à une très faible distance de celle-ci, compte parmi les monuments de ce type les mieux conservés de la Tunisie actuelle.
Les six citernes d'Aïn El Hammam, situées à proximité du temple de Junon Caelestis, peuvent contenir 6 000 m3 et sont particulièrement ruinées. Elles sont alimentées par une source située à 12 kilomètres et un aqueduc construit sous le règne de Commode et restauré dans le dernier quart du IVe siècle.
Ce lieu est encore utilisé une fois par an pour une manifestation populaire, la fête de Mokhola, une sainte dispensatrice de bienfaits parvenue ici en provenance du Maroc selon la tradition orale,,. La vénération s'accompagne de sacrifices d'animaux. Il a été démontré que cette tradition est païenne, la vénération se portant vers la source d'origine, appelée fons moccolitanus,.
Le second ensemble, les citernes d'Aïn Mizeb, est en très bon état de conservation. Situés près du temple de Minerve, ses huit réservoirs voûtés peuvent contenir 9 000 m3 dont un bassin de décantation apposé. Ces réservoirs sont alimentés par une source située à 200 mètres et un aqueduc souterrain.
Un dernier ensemble de citernes secondaires se situe à proximité des thermes d'Aïn Doura, au sud-ouest du site.

Citernes et aqueduc
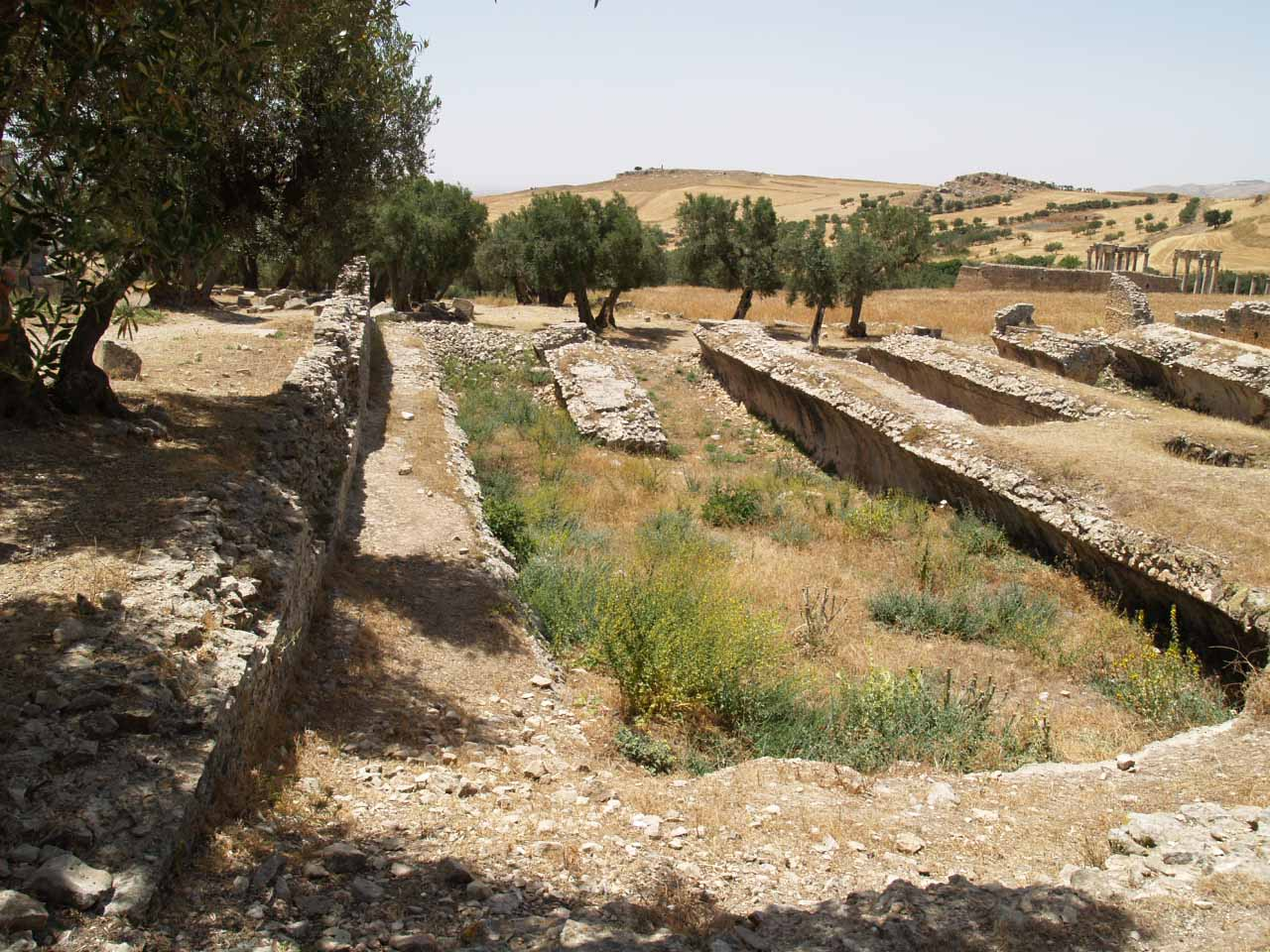
Citernes d'Aïn El Hammam devant le temple de Junon Caelestis.
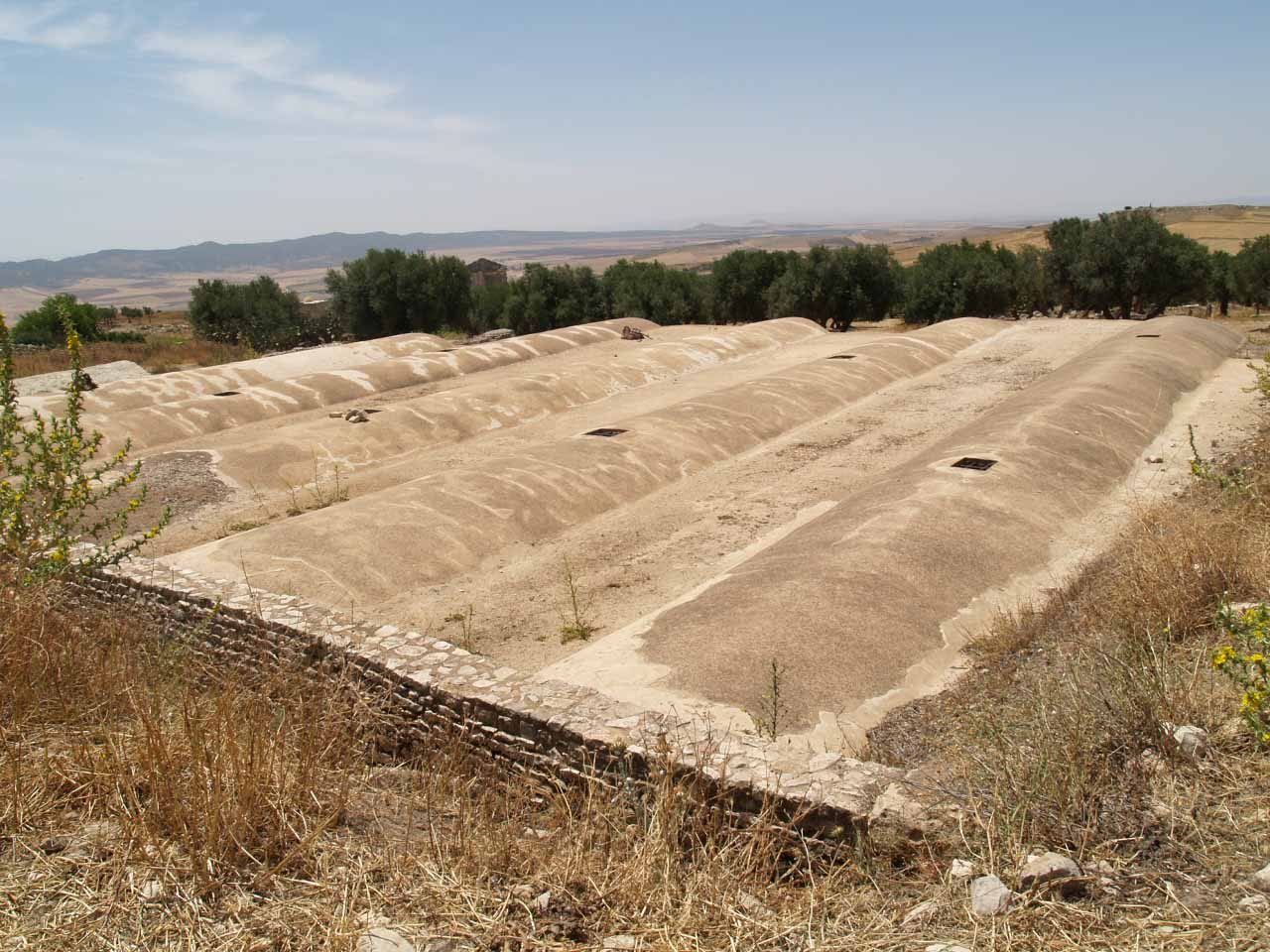
Citernes d'Aïn Mizeb.
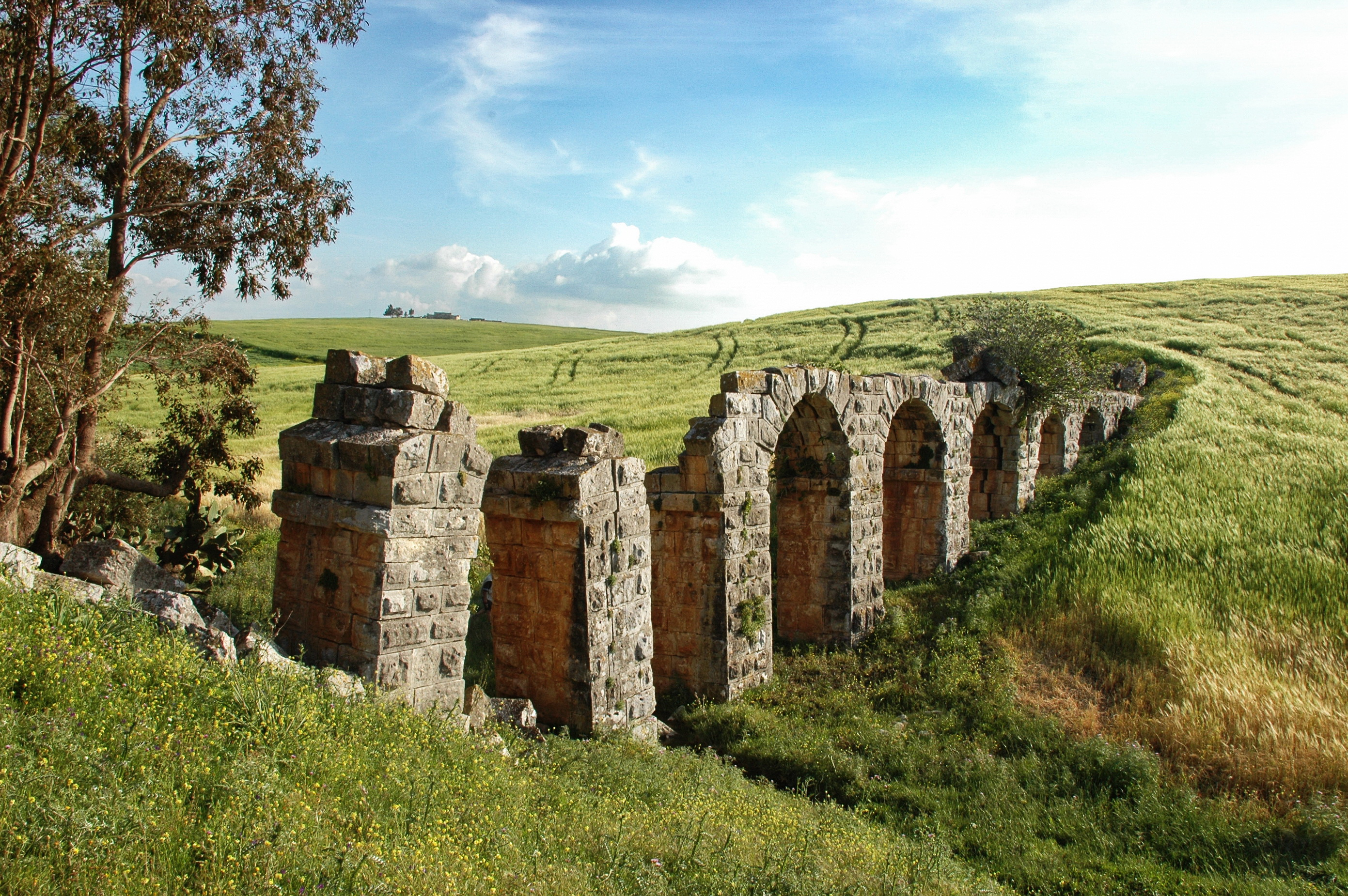
Pont-aqueduc sur l'oued Guetoussia.

### Voies de circulation

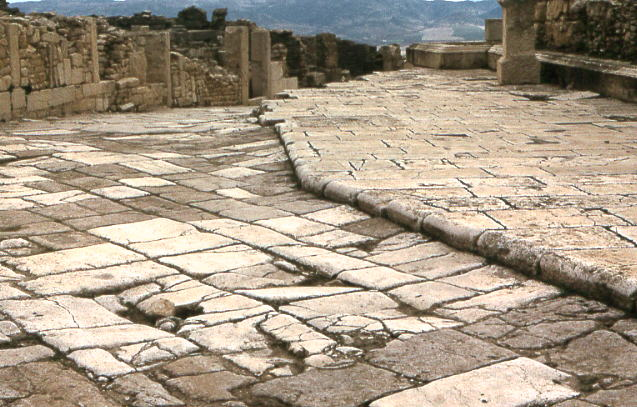
Voie de circulation.

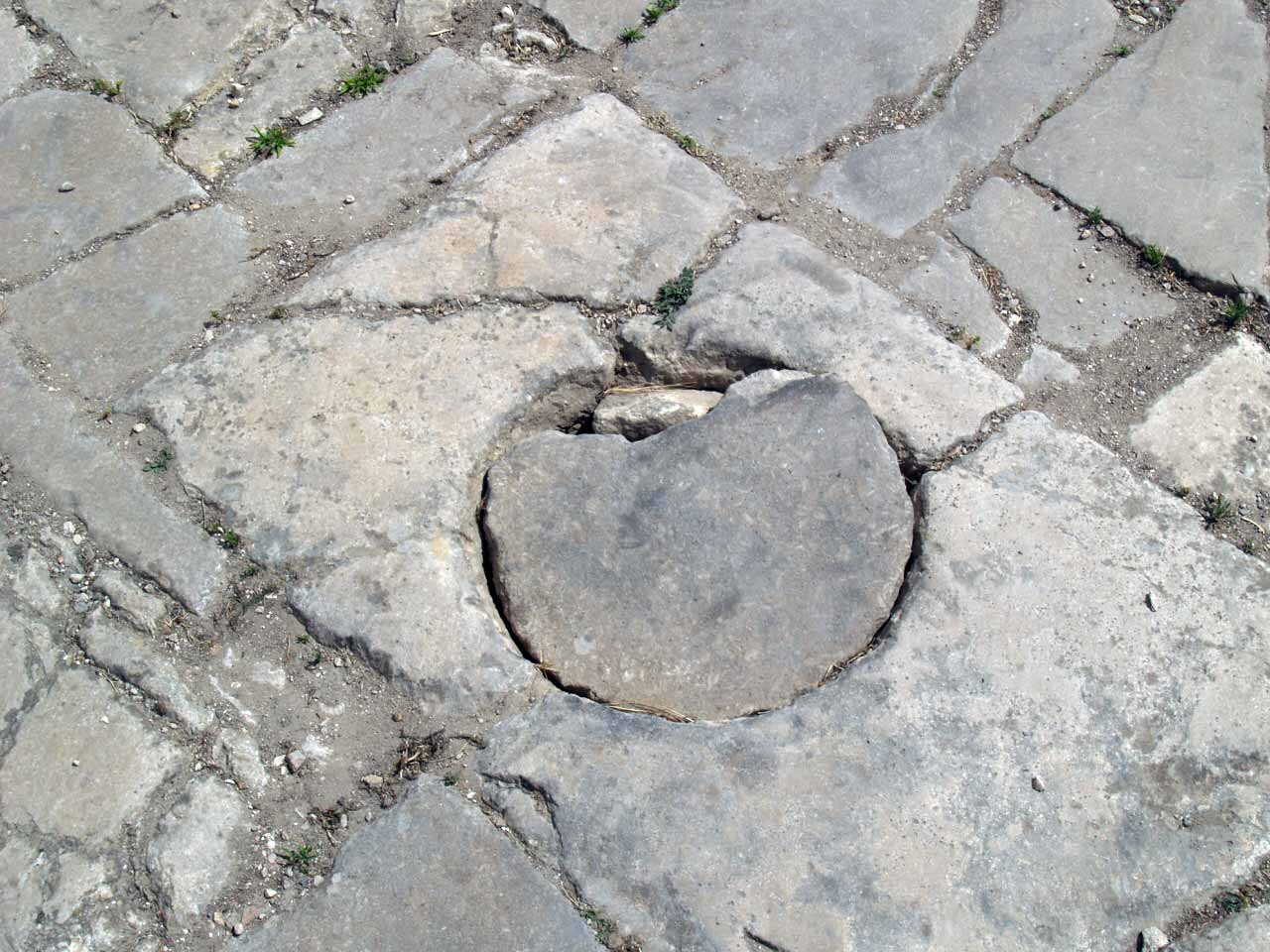
Plaque d'égout encore en place sur une voie.

Les voies de circulation de Dougga sont éloignées du modèle théorique — ordonnancé autour d'un cardo et d'un decumanus — du fait du plan original de la cité.
Le centre de la cité est vraisemblablement piétonnier et les voies s'apparentent davantage à des venelles riches en méandres. Des installations d'assainissement y sont présentes comme en témoignent les plaques d'égouts encore en place. Au bas de la colline se trouvent encore les traces des routes rejoignant la grande voie de Carthage à Théveste.

## Découvertes effectuées sur le site
Le site de Dougga a livré de nombreuses œuvres dont beaucoup ont fait l'objet d'un prélèvement afin d'être déposées dans des musées, principalement au musée national du Bardo à Tunis.

### Œuvresin situ

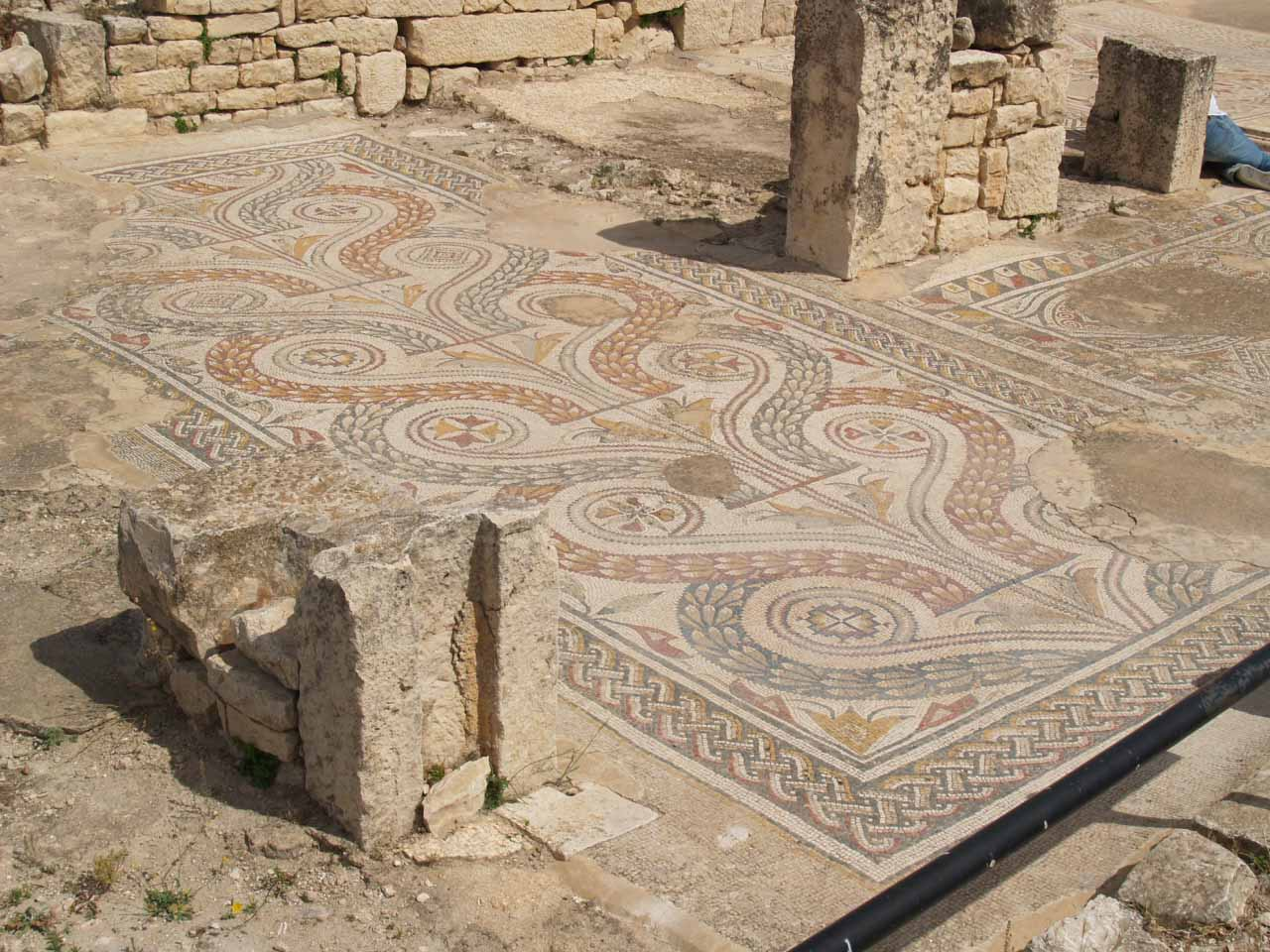
Pavement de mosaïque en place dans la maison dite de Vénus.

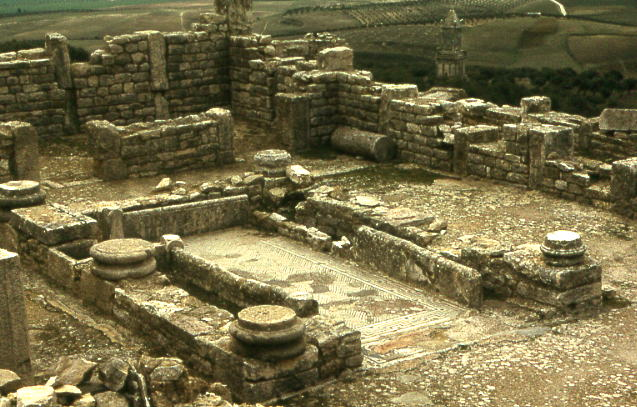
Pavement de mosaïque en place.

Peu d'œuvres sont restées en place à l'exception d'une sculpture de togatus sur la place de la Rose des vents et de quelques décors mosaïqués dont ceux de la maison dite de Vénus et surtout des thermes d'Aïn Doura. Cette situation tient à l'ancienneté des découvertes effectuées à une époque où les sites sont dépouillés après les fouilles de leurs œuvres et laissés à l'abandon. Cette procédure a permis de conserver avec leurs couleurs intactes un certain nombre de mosaïques, les autres mosaïques découvertes et non retirées ayant été dégradées par les intempéries.
Un projet de constitution d'un musée sur le site serait à l'étude, notamment afin d'accueillir les œuvres découvertes lors des fouilles récentes ou à découvrir.

### Œuvres déposées au musée national du Bardo

#### Statuaire

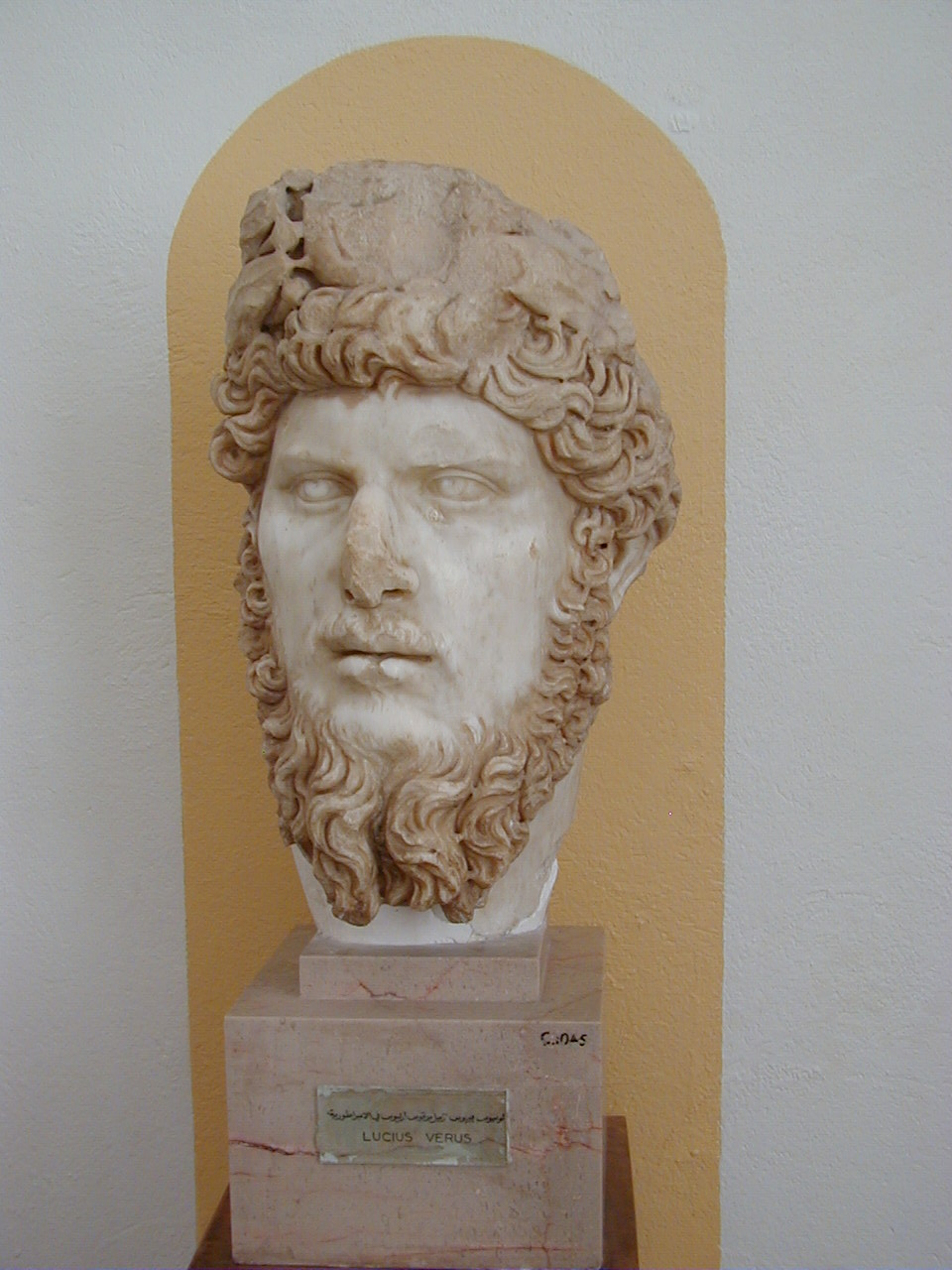
Tête de Lucius Aurelius Verus.

Un certain nombre de têtes d'empereurs ont été retrouvées lors des fouilles. Parmi celles-ci, le portrait de Lucius Aurelius Verus a une place à part : il est représenté avec une ample coiffure, une barbe fournie et une vivacité dans le regard qui en fait l'une des œuvres majeures de la statuaire découverte à ce jour dans l'Afrique romaine. Cette œuvre africaine réalisée en marbre de Carrare possède encore des traces de polychromie dans les cheveux.
Le musée abrite également un togatus daté du IIIe siècle : il représente un homme d'un certain âge, à la barbe rase et vêtu d'une toge. Il s'agit sans doute d'une œuvre antérieure remise au goût du jour.

#### Mosaïques
La mosaïque des échansons datée du milieu du IIIe siècle figure une scène de beuverie : deux personnages servent à boire à deux autres, beaucoup plus petits, à partir d'une amphore posée sur leur épaule. Sur les deux amphores se trouvent inscrites des formules : PIE (« bois ! » en latin) et ZHCHC (« tu vivras » en grec). Sur les côtés se trouvent deux autres personnages apportant une autre amphore pour l'un, un branchage de laurier et un panier de roses pour l'autre.
Cette représentation est une forme de bienvenue pour les invités et une promesse d'un bon accueil. La même thématique se retrouve sur un médaillon de mosaïque également déposé au musée du Bardo et baptisé Omnia tibi Felicia (Puisses-tu te réjouir de tout).
La mosaïque de l'aurige vainqueur est plus tardive, de la seconde moitié du IVe siècle, et figure l'inscription Eros omnia per te (Eros tout grâce à toi). L'aurige est figuré de face, avec un grand souci de réalisme, ainsi que des chevaux dont deux sont nommés Amandus et Frunitus, du nom de leur caractère. Ils sont ordonnés de façon symétrique, cette dernière symétrie étant très prisée à cette époque. Le personnage tient un fouet, une couronne végétale et une palme. À l'arrière-plan se trouvent les grilles de départ du cirque.
Cette œuvre retrouvée dans une demeure privée semble devoir être interprétée comme une commémoration de jeux offerts par le propriétaire et en particulier d'une victoire d'un aurige dont le nom est Eros. La mosaïque d'Ulysse est un tableau inspiré de l'Odyssée : le héros grec apparaît debout sur un bateau à deux voiles et à un rang de rame, orné d'une tête humaine et d'une palme, les mains attachées au grand mât pour éviter de succomber au charme fatal de la musique des sirènes. Autour d'Ulysse sont assis ses compagnons, les oreilles bouchées de cire comme le relate la légende. Au pied d'un escarpement rocheux se tiennent trois sirènes représentées avec un buste de femme auquel s'attachent des ailes et des pattes d'oiseaux. L'une d'elles tient une double flûte, l'autre une lyre, la troisième dépourvue d'instrument est considérée comme la sirène chanteuse. Devant le bateau se trouve une petite barque dans laquelle se situe un pêcheur tenant une langouste au format exagéré. L'œuvre est datée des environs de 260-268 et a été découverte dans la « maison d'Ulysse et les pirates ».
La mosaïque de Neptune et les pirates provient du même péristyle que le pavement précédent. Le thème en est le châtiment des pirates de la mer Tyrrhénienne, mêlant la thématique dionysiaque à des thèmes marins plus fréquents. Le dieu se trouve debout, prêt à jeter sa lance, et se voit soutenu par une bacchante, un satyre et un vieux silène qui tient le gouvernail du navire. Une panthère se jette sur un membre du groupe de pirates qui sont transformés en dauphins lorsqu'ils reconnaissent la nature divine de leur adversaire. À gauche, de petits génies ont embarqué sur un autre navire, tandis que sur la droite est figurée une scène de pêche au poulpe, avec un filet.
Mohamed Yacoub accorde à ces deux scènes une fonction apotropaïque, un moyen de conjurer le sort, remontant vraisemblablement à un modèle hellénistique.
La mosaïque des cyclopes forgeant les foudres de Jupiter est issue du pavement d'un frigidarium illustrant trois cyclopes : Brontès, Stéropès et Pyracmon. Nus, ils forgent les foudres de Jupiter que Vulcain, assis en face d'eux, maintient sur l'enclume. Cette dernière représentation a disparu. La mosaïque date de la fin du IIIe siècle et a été découverte dans les thermes des Cyclopes.

Photographies des mosaïques
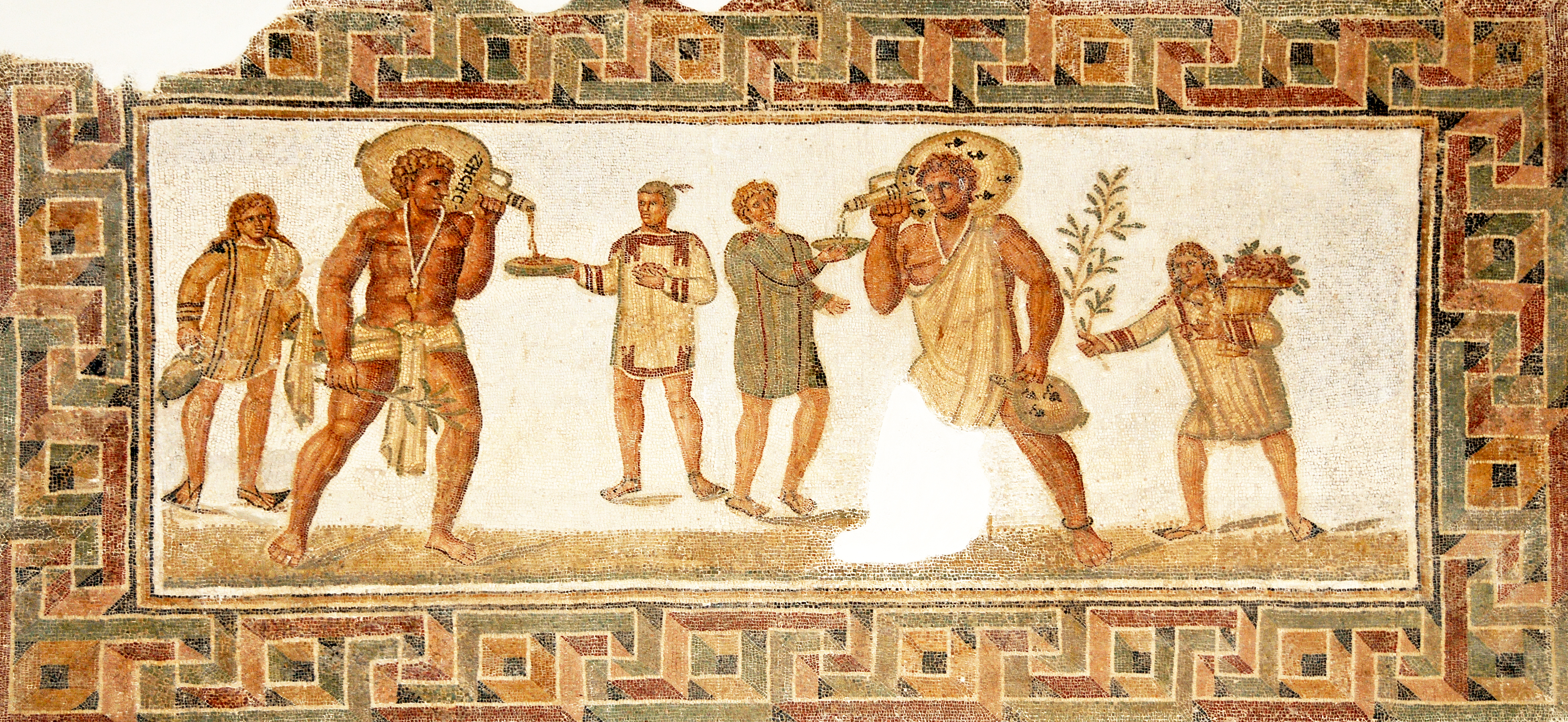
Mosaïque des échansons.
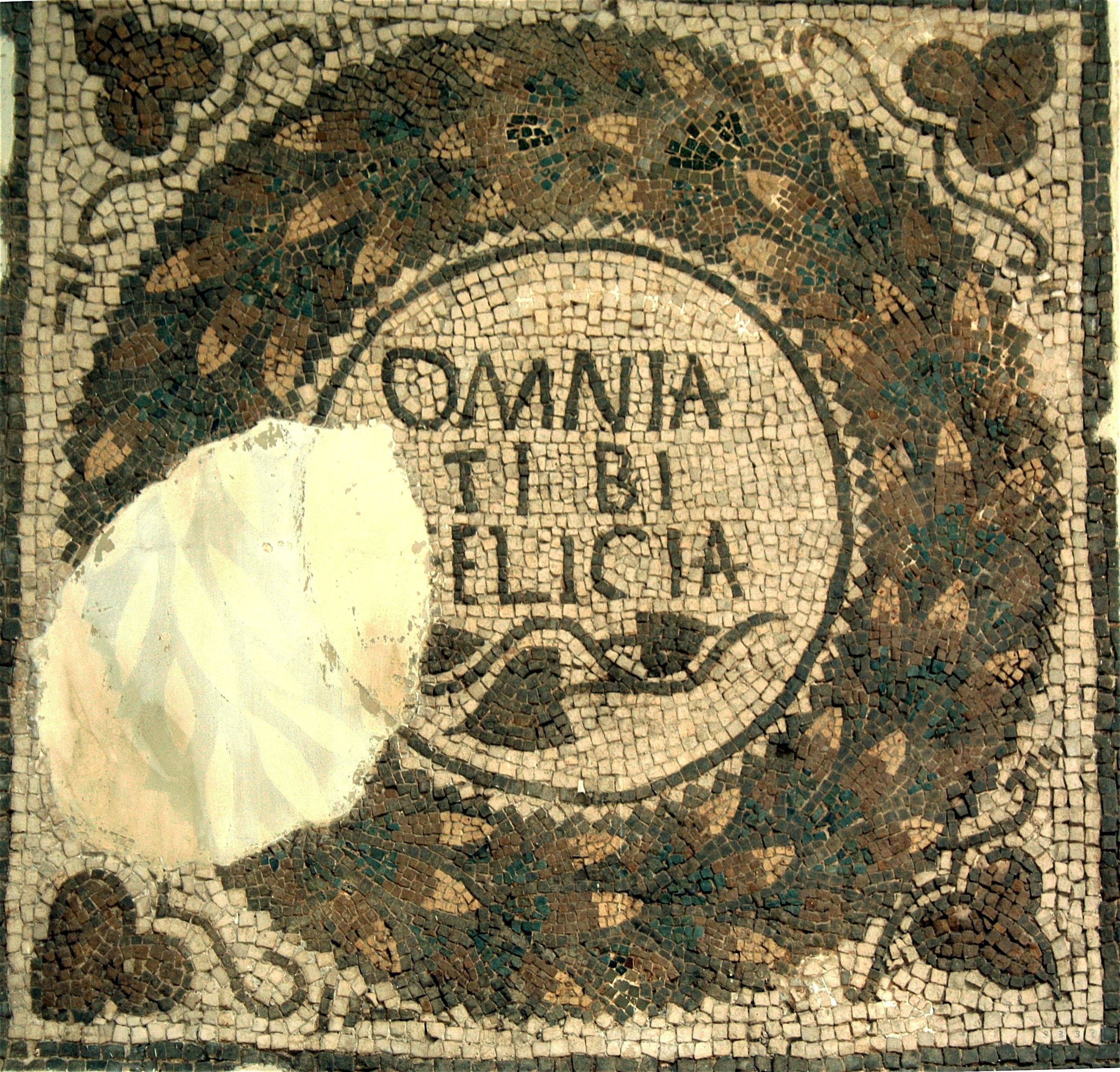
Mosaïque d'Omnia tibi Felicia.
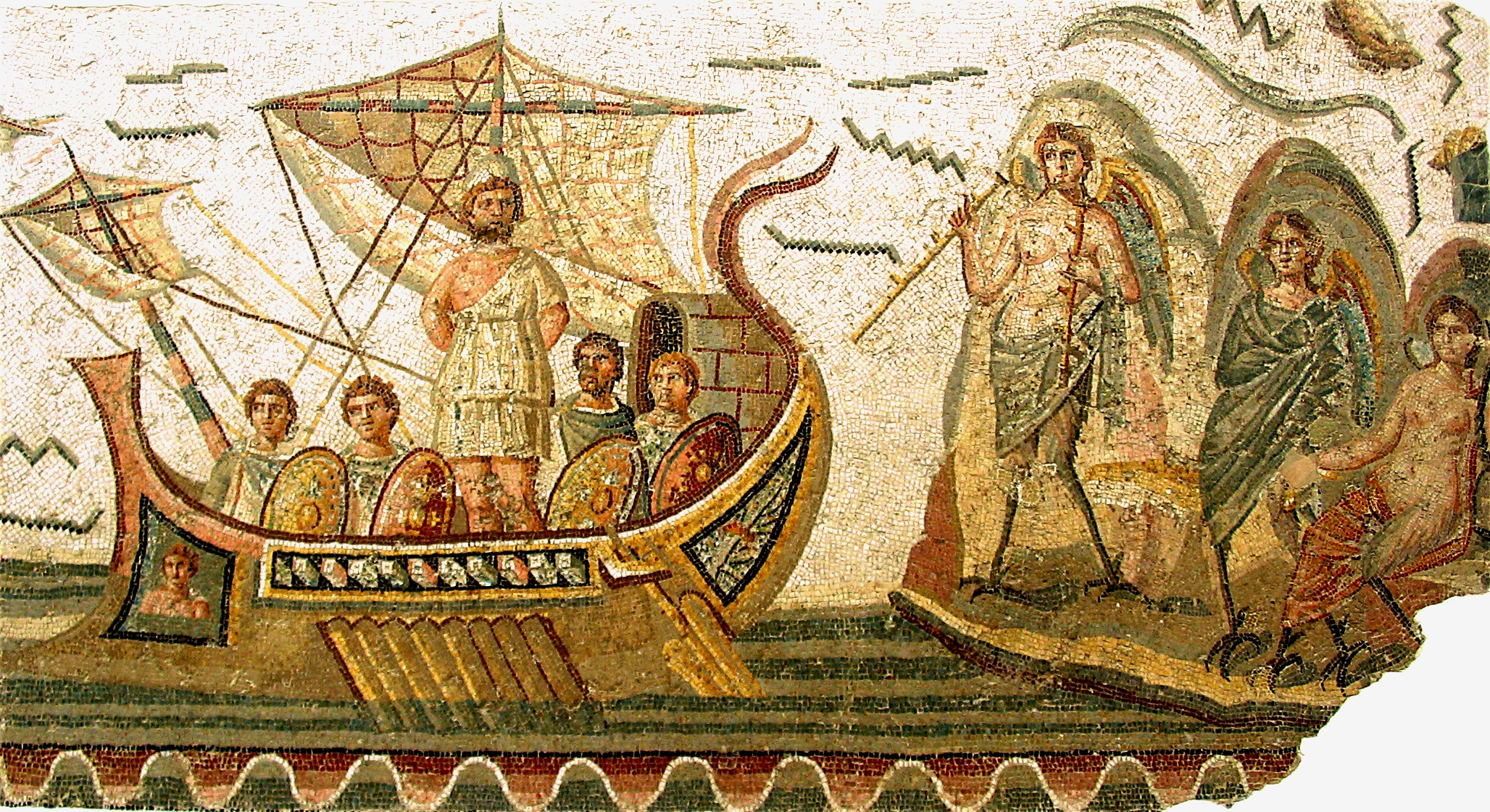
Ulysse et les sirènes.
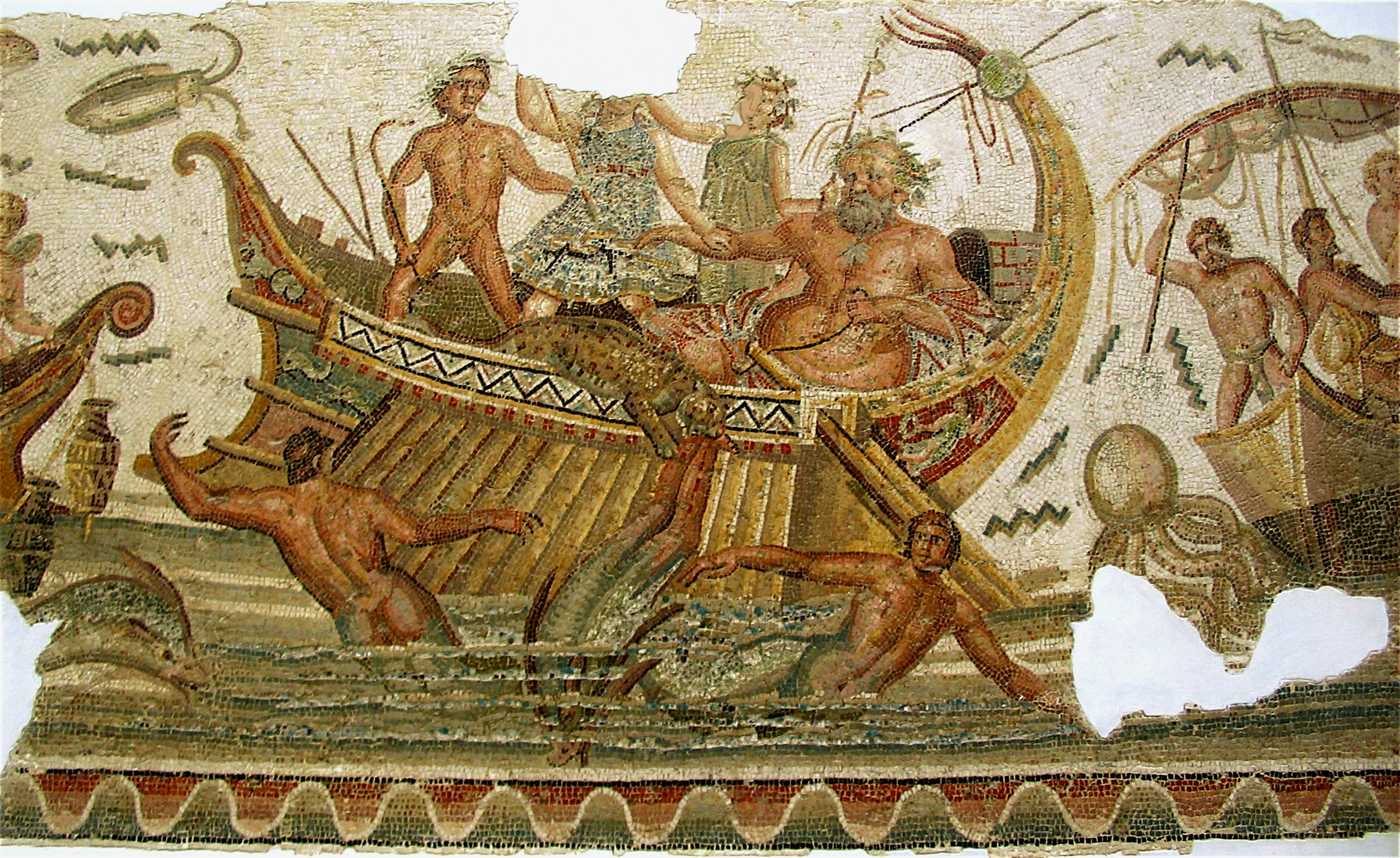
Neptune et les pirates.
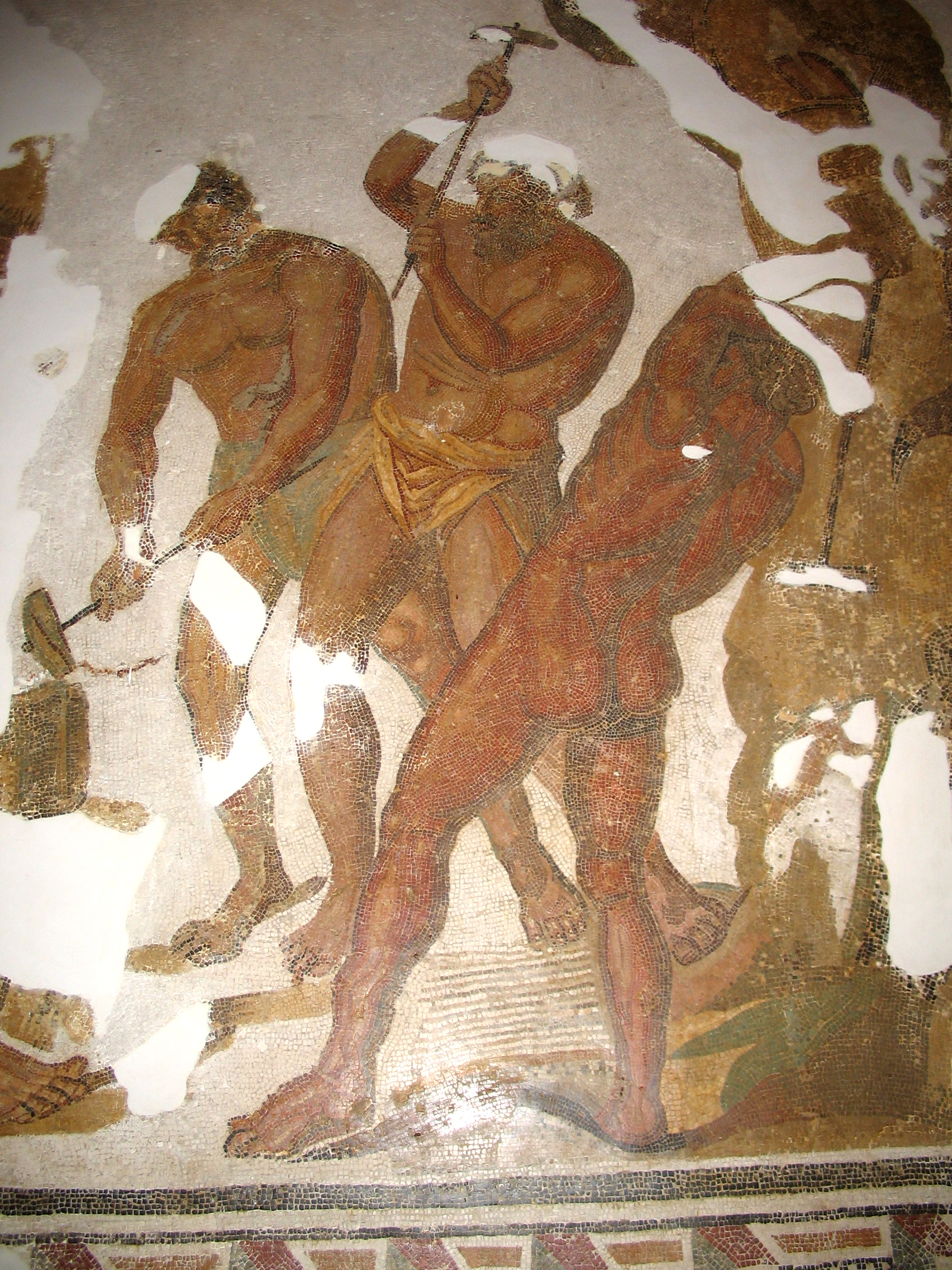
Cyclopes forgeant les foudres de Jupiter.

### Œuvres déposées dans d'autres musées
L'inscription bilingue du mausolée libyco-punique déposée par le consul Read se trouve toujours au British Museum. Aucune restitution n'a été tentée sur le monument visible sur le site. L'inscription présente le même texte dans les langues punique et libyque.

## Redécouverte et avenir du site
La cité a semblé connaître un déclin précoce, comme en témoigne la relative pauvreté des vestiges de l'époque chrétienne. L'époque byzantine voit la zone du forum transformée en fortin et de nombreux édifices importants détruits afin de fournir des matériaux nécessaires à la construction. Cependant, le site n'a jamais été totalement abandonné et il subsiste longtemps un village peuplé par les descendants des anciens habitants, comme en témoigne encore une petite mosquée installée à l'emplacement du temple de la Piété Auguste, ainsi que de petits thermes d'époque aghlabide sur la bordure sud du forum.
Les premiers visiteurs occidentaux ayant laissé des témoignages sur les vestiges parcourent le site dès le XVIIe siècle. Cette tendance se poursuit au XVIIIe et au début du XIXe siècle. Les monuments les mieux conservés, dont le mausolée libyco-punique, ont fait l'objet de descriptions et, à la fin de la période, d'études architecturales.

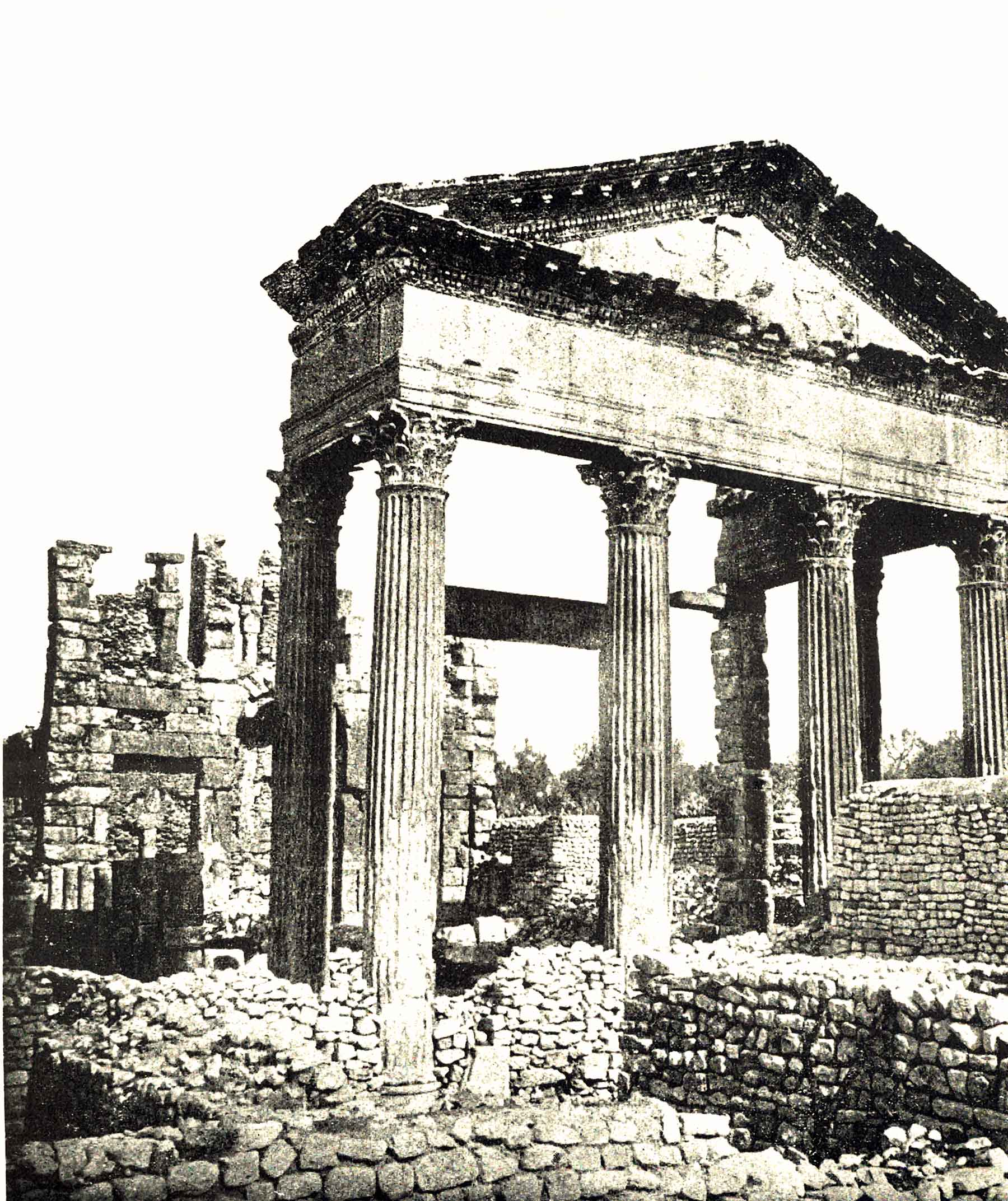
Vue du Capitole en 1883.

La mise en place du protectorat en 1881 voit la Tunisie se doter d'un service des antiquités, dirigé par Paul Gauckler de 1896 à 1905, qui fait du dégagement du site de Dougga une priorité dès 1901, en parallèle avec les travaux effectués à Carthage. Les travaux, initiés par Gauckler et conduits par Louis Poinssot (inspecteur des antiquités à partir de 1907 puis directeur des antiquités de 1921 à 1942), se concentrent sur la zone du forum, puis d'autres découvertes jalonnent les campagnes de fouilles, à peu près continues jusqu'en 1939. Parallèlement à ces fouilles, des travaux de restauration sont effectués au Capitole, dont ne subsistent que la façade et le mur du fond de la cella, et surtout au mausolée libyco-punique entre 1908 et 1910.

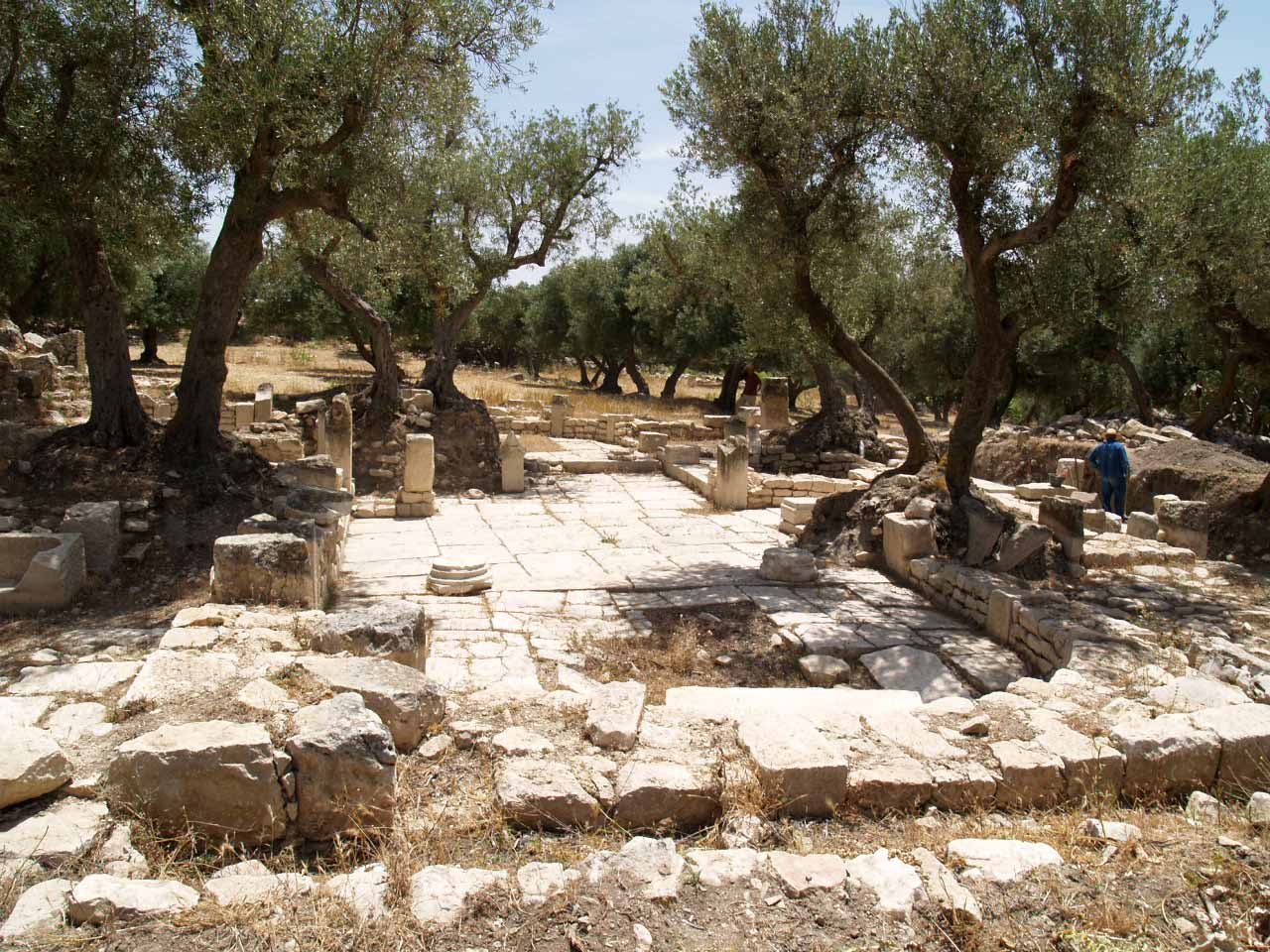
Ruines parmi les oliviers.

Après l'indépendance, d'autres bâtiments sont dégagés au début des années 1960, comme le temple de la Victoire germanique de Caracalla. Dans le même temps, les derniers habitants sont chassés du site et réinstallés dans un village localisé dans la plaine, à quelques kilomètres du site antique, qui porte le nom de Nouvelle Dougga. En 1991, la décision est prise de faire du site un parc archéologique national. Un programme scientifique de coopération œuvre en particulier pour la connaissance de l'épigraphie et celle des temples païens. En 1997, le site est inscrit sur la liste du patrimoine mondial de l'Unesco. Le site, un peu à l'écart des circuits touristiques, reste assez peu visité malgré son importance et un état de conservation tout à fait exceptionnel. Pour le rendre plus attractif, la constitution d'un musée sur place est à l'ordre du jour et un site web a été mis en ligne par l'Institut national du patrimoine pour présenter le site et sa région.
À l'heure actuelle, les visiteurs disposant de suffisamment de temps peuvent apprécier Dougga, non seulement pour ses vestiges, mais également pour l'environnement des oliveraies qui lui confèrent une ambiance unique.

### Français
: document utilisé comme source pour la rédaction de cet article.

#### Ouvrages généraux
- Aïcha Ben Abed-Ben Khedher, Le musée du Bardo, Tunis, Cérès, 1992, 76 p. (ISBN 978-9-973-70083-4).
- Claude Briand-Ponsart et Christophe Hugoniot, L'Afrique romaine, de l'Atlantique à la Tripolitaine : 146 av. J.-C. - 533 apr. J.-C., Paris, Armand Colin, 2005, 576 p. (ISBN 978-2-200-26838-1).
- Gabriel Camps, Les Berbères, mémoire et identité, Paris/Montréal, Actes Sud/Leméac, coll. « Babel », 2007, 350 p. (ISBN 978-2-742-76922-3). .
- Michel Christol, Regards sur l'Afrique romaine, Paris, Errance, 2005, 303 p. (ISBN 2-87772-313-5). .
- Paul Corbier et Marc Griesheimer, L'Afrique romaine : 146 av. J.-C. - 439 apr. J.-C., Paris, Ellipses, 2005, 432 p. (ISBN 978-2-7-298-2441-9).
- Mohand Akli Haddadou, Dictionnaire toponymique et historique de l'Algérie : comportant les principales localités, ainsi qu'un glossaire des mots arabes et berbères entrant dans la composition des noms de lieux, Tizi Ouzou, Achab, 2012, 636 p. (ISBN 978-9947-9-7225-0, présentation en ligne). .
- Jacques Gascou, La politique municipale de l'Empire romain en Afrique proconsulaire de Trajan à Septime Sévère, Rome, Collection de l'École française de Rome, 1972, 262 p. (lire en ligne). .
- Jean-Claude Golvin, L'Antiquité retrouvée, Paris, Errance, 2003, 191 p. (ISBN 978-2-877-72266-7). .
- Pierre Gros, L'architecture romaine du début du IIIe siècle av. J.-C. à la fin du Haut-Empire, t. 1 : Monuments publics, Paris, Picard, 1996, 503 p. (ISBN 2708405004). .
- Pierre Gros, L'architecture romaine du début du IIIe siècle av. J.-C. à la fin du Haut-Empire, t. 2 : Maisons, palais, villas et tombeaux, Paris, Picard, coll. « Les manuels d'art et d'archéologie antique », 2001, 527 p. (ISBN 2708405330). .
- Christophe Hugoniot, Rome en Afrique : de la chute de Carthage aux débuts de la conquête arabe, Paris, Flammarion, 2000, 350 p. (ISBN 978-2-0-808-3003-6).
- Yann Le Bohec, Histoire de l'Afrique romaine, Paris, Picard, 2005, 282 p. (ISBN 2708407511).
- Edward Lipinski (dir.), Dictionnaire de la civilisation phénicienne et punique, Turnhout, Brepols, 1992, 502 p. (ISBN 978-0-785-97902-9).
- Ammar Mahjoubi, Villes et structures de la province romaine d'Afrique, Tunis, Centre de publication universitaire, 2000, 271 p. (ISBN 9973937953).
- Guillemette Mansour, Tunisie : musée à ciel ouvert, Tunis, Dad, 2007 (ISBN 9973512138).
- Hédi Slim et Nicolas Fauqué, La Tunisie antique : de Hannibal à saint Augustin, Paris, Mengès, 2001, 259 p. (ISBN 978-2-856-20421-4). .
- Yvon Thébert, Thermes romains d'Afrique du Nord et leur contexte méditerranéen : études d'histoire et d'archéologie, Rome, École française de Rome, 2003, 733 p. (ISBN 2-7283-0398-3). .
- Mohamed Yacoub, Splendeurs des mosaïques de Tunisie, Tunis, Agence nationale du patrimoine, 1995, 421 p. (ISBN 9973-917-23-5). .
- Collectif, L'Afrique romaine : 69-439, Neuilly-sur-Seine, Atlande, 2006, 383 p. (ISBN 978-2-350-30002-3). .
- Collectif, La Tunisie, carrefour du monde antique, Dijon, Faton, coll. « Les dossiers d'archéologie » (no 200), 1994, 135 p. (ISBN 978-2-87844-020-1). .

#### Ouvrages consacrés au site
- Habib Baklouti, « L'alimentation en eau de Dougga (Thugga) », Africa, vol. XXII,‎ 2008, p. 139–176.
- Gabriel Camps, « Dougga », dans Gabriel Camps (dir.), Encyclopédie berbère, vol. 16 : Djalut – Dougga, Aix-en-Provence, Édisud, 1995 (ISBN 2-85744-828-7, lire en ligne), p. 2930-2933 .
- Paul Gauckler, Le pays de Dougga : Dr Carton, découvertes archéologiques et épigraphiques, Tunis, Imprimerie rapide, 1895, 14 p.
- Paul Gauckler, Rapport épigraphique sur les fouilles de Dougga en 1904, Paris, Imprimerie nationale, 1906.
- Jean-Claude Golvin et Mustapha Khanoussi, Dougga, études d'architecture religieuse : les sanctuaires des Victoires de Caracalla, de « Pluton » et de Caelestis, Bordeaux, Ausonius, 2005, 214 p. (ISBN 978-2-910-02352-2). .
- Mustapha Khanoussi, « L'évolution urbaine de Thugga (Dougga) en Afrique proconsulaire : de l'agglomération numide à la ville africo-romaine », CRAI, vol. 147, no 1,‎ 2003, p. 131–155 (lire en ligne). .
- Mustapha Khanoussi, Dougga, Tunis, Agence de mise en valeur du patrimoine et de promotion culturelle, 2008 (ISBN 978-9-973-95433-6). .
- Mustapha Khanoussi et Louis Maurin, Dougga (Thugga) : études épigraphiques, Bordeaux, Ausonius, 1997, 277 p. (ISBN 2-910023-06-0).
- Mustapha Khanoussi et Louis Maurin, Dougga, fragments d'histoire : choix d'inscriptions latines éditées, traduites et commentées (Ier – IVe siècles), Bordeaux, Ausonius, 2000, 348 p. (ISBN 978-2-910-02317-1).
- Mustapha Khanoussi et Louis Maurin (dir.), Mourir à Dougga : recueil des inscriptions funéraires, Bordeaux, Ausonius, 2002, 734 p. (ISBN 978-2-910-02332-4). .
- Alfred Merlin et Louis Poinssot, « Amours vendangeurs au gecko (mosaïque de Thugga) », Revue africaine, nos 446-449,‎ 1956.
- Claude Poinssot, Les ruines de Dougga, Tunis, Institut national d'archéologie, 1956 (réimpr. 1983).
- Claude Poinssot, « Aqva Commodiana Avreliae Thvggae », dans Mélanges d'archéologie, d'épigraphie et d'histoire offerts à Jérome Carcopino, Paris, Hachette, 1956.
- Louis Poinssot, Les fouilles de Dougga en avril-mai 1903, Paris, Imprimerie nationale, 1904.
- Louis Poinssot, Nouvelles inscriptions de Dougga, Paris, Imprimerie nationale, 1909 (réimpr. 1910).
- Louis Poinssot, Inscriptions de Thugga découvertes en 1910-1913, Paris, Imprimerie nationale, 1913.
- Sophie Saint-Amans, Topographie religieuse de Thugga (Dougga) : ville romaine d'Afrique proconsulaire (Tunisie), Bordeaux, Ausonius, 2004, 432 p. (ISBN 978-2-356-13292-5). .
- Collectif, Il était une fois, Dougga... Tukka... ou... Thugga la Romaine, Tunis, Alyssa, 1993, 68 p.

### Autres langues
- (de) Mustapha Khanoussi et Volker Michael Strocka, THVGGA I : Grundlagen und Berichte, Mayence, Philipp von Zabern, 2002 (ISBN 3805328923).
- (en) Mustapha Khanoussi, Stefan Ritter et Philipp von Rummel, « The German-Tunisian project at Dougga. First results of the excavations south of the Maison du Trifolium », Antiquités africaines, vol. 40,‎ 2004-2005, p. 43-66 (ISSN 0066-4871).
- (de + fr) Rainer Stutz, THVGGA II : Drei Hanghäuser in Thugga. Maison des trois masques, maison du labyrinthe, maison de Dionysos et d'Ulysse, Mayence, Philipp von Zabern, 2007 (ISBN 3805337582).
- (de) Mustapha Khanoussi, Stefan Ritter et Philipp von Rummel, THVGGA III : Archäologische Untersuchungen zur Siedlungsgeschichte von Thugga. Die Ausgrabungen südlich der Maison du Trifolium 2001 bis 2003, Wiesbaden, Reichert, 2016 (ISBN 978-3-954-90031-2).